# Phả hệ quốc vương Tây Ban Nha
Sau đây là cây gia phả của các vị Vua Tây Ban Nha bắt đầu từ Isabel I của Castilla và Ferrando II của Aragon cho đến ngày nay. Các vương quốc trước đây là Aragón, Castilla và Navarra là những vương quốc độc lập được thống nhất vào thế kỷ 15 để trở thành Vương quốc Tây Ban Nha (de facto), cho đến khi ban hành Sắc lệnh Nueva Planta của Felipe V vào năm 1715 (thống nhất de jure).

## Vương quốc Tây Ban Nha
|                                                         |                                                         |                                                         |                                                         |                                                         |                                                         |  |  |                                                               |                                                               |                                                               |                                                               |                                                               |                                                               |  |  |                                                              |                                                              |                                                              |                                                              |                                                              |                                                              |  |  | Vương tộc Trastámara                                                | Vương tộc Trastámara                                                | Vương tộc Trastámara                                                | Vương tộc Trastámara                                                | Vương tộc Trastámara                                                | Vương tộc Trastámara                                                |                                                       |                                                       | Vương tộc Trastámara                                                 | Vương tộc Trastámara                                                 | Vương tộc Trastámara                                                 | Vương tộc Trastámara                                                 | Vương tộc Trastámara                                                 | Vương tộc Trastámara                                                 |                                                            |                                                            |                                                                     |                                                                     |                                                                     |                                                                     |                                                                     |                                                                     |                    |  |                                                        |                                                        |                                                        |                                                        |                                                        |                                                        |  |  |                                                                      |                                                                      |                                                                      |                                                                      |                                                                      |                                                                      |  |  |                                                                       |                                                                       |                                                                       |                                                                       |                                                                       |                                                                       |  |  |                                                                     |                                                                     |                                                                     |                                                                     |                                                                     |                                                                     |  |  |  |  |  |  |  |  |  |  |  |  |  |  |  |  |  |  |  |  |  |  |  |  |
|                                                         |                                                         |                                                         |                                                         |                                                         |                                                         |  |  |                                                               |                                                               |                                                               |                                                               |                                                               |                                                               |  |  |                                                              |                                                              |                                                              |                                                              |                                                              |                                                              |  |  | Vương tộc Trastámara                                                | Vương tộc Trastámara                                                | Vương tộc Trastámara                                                | Vương tộc Trastámara                                                | Vương tộc Trastámara                                                | Vương tộc Trastámara                                                | Juan II Vua của Castilla 1405–1454 lên ngôi 1406–1454 | Juan II Vua của Castilla 1405–1454 lên ngôi 1406–1454 | Juan II Vua của Castilla 1405–1454 lên ngôi 1406–1454                | Juan II Vua của Castilla 1405–1454 lên ngôi 1406–1454                | Juan II Vua của Castilla 1405–1454 lên ngôi 1406–1454                | Juan II Vua của Castilla 1405–1454 lên ngôi 1406–1454                | Vương tộc Trastámara                                                 | Vương tộc Trastámara                                                 |                                                            |                                                            | Chuan II Vua của Aragón 1398–1479 lên ngôi 1458–1479                | Chuan II Vua của Aragón 1398–1479 lên ngôi 1458–1479                | Chuan II Vua của Aragón 1398–1479 lên ngôi 1458–1479                | Chuan II Vua của Aragón 1398–1479 lên ngôi 1458–1479                | Chuan II Vua của Aragón 1398–1479 lên ngôi 1458–1479                | Chuan II Vua của Aragón 1398–1479 lên ngôi 1458–1479                |                    |  |                                                        |                                                        |                                                        |                                                        |                                                        |                                                        |  |  |                                                                      |                                                                      |                                                                      |                                                                      |                                                                      |                                                                      |  |  |                                                                       |                                                                       |                                                                       |                                                                       |                                                                       |                                                                       |  |  |                                                                     |                                                                     |                                                                     |                                                                     |                                                                     |                                                                     |  |  |  |  |  |  |  |  |  |  |  |  |  |  |  |  |  |  |  |  |  |  |  |  |
|                                                         |                                                         |                                                         |                                                         |                                                         |                                                         |  |  |                                                               |                                                               |                                                               |                                                               |                                                               |                                                               |  |  |                                                              |                                                              |                                                              |                                                              |                                                              |                                                              |  |  |                                                                     |                                                                     |                                                                     |                                                                     |                                                                     |                                                                     | Juan II Vua của Castilla 1405–1454 lên ngôi 1406–1454 | Juan II Vua của Castilla 1405–1454 lên ngôi 1406–1454 | Juan II Vua của Castilla 1405–1454 lên ngôi 1406–1454                | Juan II Vua của Castilla 1405–1454 lên ngôi 1406–1454                | Juan II Vua của Castilla 1405–1454 lên ngôi 1406–1454                | Juan II Vua của Castilla 1405–1454 lên ngôi 1406–1454                |                                                                      |                                                                      |                                                            |                                                            | Chuan II Vua của Aragón 1398–1479 lên ngôi 1458–1479                | Chuan II Vua của Aragón 1398–1479 lên ngôi 1458–1479                | Chuan II Vua của Aragón 1398–1479 lên ngôi 1458–1479                | Chuan II Vua của Aragón 1398–1479 lên ngôi 1458–1479                | Chuan II Vua của Aragón 1398–1479 lên ngôi 1458–1479                | Chuan II Vua của Aragón 1398–1479 lên ngôi 1458–1479                | Vương tộc Habsburg |  |                                                        |                                                        |                                                        |                                                        |                                                        |                                                        |  |  |                                                                      |                                                                      |                                                                      |                                                                      |                                                                      |                                                                      |  |  |                                                                       |                                                                       |                                                                       |                                                                       |                                                                       |                                                                       |  |  |                                                                     |                                                                     |                                                                     |                                                                     |                                                                     |                                                                     |  |  |  |  |  |  |  |  |  |  |  |  |  |  |  |  |  |  |  |  |  |  |  |  |
|                                                         |                                                         |                                                         |                                                         |                                                         |                                                         |  |  | Fernando Công tước xứ Viseu 1433–1470                         | Fernando Công tước xứ Viseu 1433–1470                         | Fernando Công tước xứ Viseu 1433–1470                         | Fernando Công tước xứ Viseu 1433–1470                         | Fernando Công tước xứ Viseu 1433–1470                         | Fernando Công tước xứ Viseu 1433–1470                         |  |  |                                                              |                                                              |                                                              |                                                              |                                                              |                                                              |  |  | Isabel I Nữ vương của Castila 1451–1504 lên ngôi 1474–1504          | Isabel I Nữ vương của Castila 1451–1504 lên ngôi 1474–1504          | Isabel I Nữ vương của Castila 1451–1504 lên ngôi 1474–1504          | Isabel I Nữ vương của Castila 1451–1504 lên ngôi 1474–1504          | Isabel I Nữ vương của Castila 1451–1504 lên ngôi 1474–1504          | Isabel I Nữ vương của Castila 1451–1504 lên ngôi 1474–1504          |                                                       |                                                       | Ferrando II của Aragón Vua của Castilla 1452-1516 lên ngôi 1475–1504 | Ferrando II của Aragón Vua của Castilla 1452-1516 lên ngôi 1475–1504 | Ferrando II của Aragón Vua của Castilla 1452-1516 lên ngôi 1475–1504 | Ferrando II của Aragón Vua của Castilla 1452-1516 lên ngôi 1475–1504 | Ferrando II của Aragón Vua của Castilla 1452-1516 lên ngôi 1475–1504 | Ferrando II của Aragón Vua của Castilla 1452-1516 lên ngôi 1475–1504 |                                                            |                                                            | Maximilian I Hoàng đế La Mã Thần thánh 1459–1519 lên ngôi 1486–1519 | Maximilian I Hoàng đế La Mã Thần thánh 1459–1519 lên ngôi 1486–1519 | Maximilian I Hoàng đế La Mã Thần thánh 1459–1519 lên ngôi 1486–1519 | Maximilian I Hoàng đế La Mã Thần thánh 1459–1519 lên ngôi 1486–1519 | Maximilian I Hoàng đế La Mã Thần thánh 1459–1519 lên ngôi 1486–1519 | Maximilian I Hoàng đế La Mã Thần thánh 1459–1519 lên ngôi 1486–1519 |                    |  |                                                        |                                                        |                                                        |                                                        |                                                        |                                                        |  |  |                                                                      |                                                                      |                                                                      |                                                                      |                                                                      |                                                                      |  |  |                                                                       |                                                                       |                                                                       |                                                                       |                                                                       |                                                                       |  |  |                                                                     |                                                                     |                                                                     |                                                                     |                                                                     |                                                                     |  |  |  |  |  |  |  |  |  |  |  |  |  |  |  |  |  |  |  |  |  |  |  |  |
|                                                         |                                                         |                                                         |                                                         |                                                         |                                                         |  |  | Fernando Công tước xứ Viseu 1433–1470                         | Fernando Công tước xứ Viseu 1433–1470                         | Fernando Công tước xứ Viseu 1433–1470                         | Fernando Công tước xứ Viseu 1433–1470                         | Fernando Công tước xứ Viseu 1433–1470                         | Fernando Công tước xứ Viseu 1433–1470                         |  |  |                                                              |                                                              |                                                              |                                                              |                                                              |                                                              |  |  | Isabel I Nữ vương của Castila 1451–1504 lên ngôi 1474–1504          | Isabel I Nữ vương của Castila 1451–1504 lên ngôi 1474–1504          | Isabel I Nữ vương của Castila 1451–1504 lên ngôi 1474–1504          | Isabel I Nữ vương của Castila 1451–1504 lên ngôi 1474–1504          | Isabel I Nữ vương của Castila 1451–1504 lên ngôi 1474–1504          | Isabel I Nữ vương của Castila 1451–1504 lên ngôi 1474–1504          |                                                       |                                                       | Ferrando II của Aragón Vua của Castilla 1452-1516 lên ngôi 1475–1504 | Ferrando II của Aragón Vua của Castilla 1452-1516 lên ngôi 1475–1504 | Ferrando II của Aragón Vua của Castilla 1452-1516 lên ngôi 1475–1504 | Ferrando II của Aragón Vua của Castilla 1452-1516 lên ngôi 1475–1504 | Ferrando II của Aragón Vua của Castilla 1452-1516 lên ngôi 1475–1504 | Ferrando II của Aragón Vua của Castilla 1452-1516 lên ngôi 1475–1504 |                                                            |                                                            | Maximilian I Hoàng đế La Mã Thần thánh 1459–1519 lên ngôi 1486–1519 | Maximilian I Hoàng đế La Mã Thần thánh 1459–1519 lên ngôi 1486–1519 | Maximilian I Hoàng đế La Mã Thần thánh 1459–1519 lên ngôi 1486–1519 | Maximilian I Hoàng đế La Mã Thần thánh 1459–1519 lên ngôi 1486–1519 | Maximilian I Hoàng đế La Mã Thần thánh 1459–1519 lên ngôi 1486–1519 | Maximilian I Hoàng đế La Mã Thần thánh 1459–1519 lên ngôi 1486–1519 |                    |  |                                                        |                                                        |                                                        |                                                        |                                                        |                                                        |  |  |                                                                      |                                                                      |                                                                      |                                                                      |                                                                      |                                                                      |  |  |                                                                       |                                                                       |                                                                       |                                                                       |                                                                       |                                                                       |  |  |                                                                     |                                                                     |                                                                     |                                                                     |                                                                     |                                                                     |  |  |  |  |  |  |  |  |  |  |  |  |  |  |  |  |  |  |  |  |  |  |  |  |
|                                                         |                                                         |                                                         |                                                         |                                                         |                                                         |  |  |                                                               |                                                               |                                                               |                                                               |                                                               |                                                               |  |  |                                                              |                                                              |                                                              |                                                              |                                                              |                                                              |  |  |                                                                     |                                                                     |                                                                     |                                                                     |                                                                     |                                                                     |                                                       |                                                       |                                                                      |                                                                      |                                                                      |                                                                      |                                                                      |                                                                      |                                                            |                                                            |                                                                     |                                                                     |                                                                     |                                                                     |                                                                     |                                                                     |                    |  |                                                        |                                                        |                                                        |                                                        |                                                        |                                                        |  |  |                                                                      |                                                                      |                                                                      |                                                                      |                                                                      |                                                                      |  |  |                                                                       |                                                                       |                                                                       |                                                                       |                                                                       |                                                                       |  |  |                                                                     |                                                                     |                                                                     |                                                                     |                                                                     |                                                                     |  |  |  |  |  |  |  |  |  |  |  |  |  |  |  |  |  |  |  |  |  |  |  |  |
|                                                         |                                                         |                                                         |                                                         |                                                         |                                                         |  |  |                                                               |                                                               |                                                               |                                                               |                                                               |                                                               |  |  |                                                              |                                                              |                                                              |                                                              |                                                              |                                                              |  |  |                                                                     |                                                                     |                                                                     |                                                                     |                                                                     |                                                                     |                                                       |                                                       |                                                                      |                                                                      |                                                                      |                                                                      |                                                                      |                                                                      |                                                            |                                                            |                                                                     |                                                                     |                                                                     |                                                                     |                                                                     |                                                                     |                    |  |                                                        |                                                        |                                                        |                                                        |                                                        |                                                        |  |  |                                                                      |                                                                      |                                                                      |                                                                      |                                                                      |                                                                      |  |  |                                                                       |                                                                       |                                                                       |                                                                       |                                                                       |                                                                       |  |  |                                                                     |                                                                     |                                                                     |                                                                     |                                                                     |                                                                     |  |  |  |  |  |  |  |  |  |  |  |  |  |  |  |  |  |  |  |  |  |  |  |  |
|                                                         |                                                         |                                                         |                                                         |                                                         |                                                         |  |  |                                                               |                                                               |                                                               |                                                               |                                                               |                                                               |  |  |                                                              |                                                              |                                                              |                                                              |                                                              |                                                              |  |  |                                                                     |                                                                     |                                                                     |                                                                     |                                                                     |                                                                     |                                                       |                                                       |                                                                      |                                                                      |                                                                      |                                                                      |                                                                      |                                                                      |                                                            |                                                            |                                                                     |                                                                     |                                                                     |                                                                     |                                                                     |                                                                     |                    |  |                                                        |                                                        |                                                        |                                                        |                                                        |                                                        |  |  |                                                                      |                                                                      |                                                                      |                                                                      |                                                                      |                                                                      |  |  |                                                                       |                                                                       |                                                                       |                                                                       |                                                                       |                                                                       |  |  |                                                                     |                                                                     |                                                                     |                                                                     |                                                                     |                                                                     |  |  |  |  |  |  |  |  |  |  |  |  |  |  |  |  |  |  |  |  |  |  |  |  |
|                                                         |                                                         |                                                         |                                                         |                                                         |                                                         |  |  |                                                               |                                                               |                                                               |                                                               |                                                               |                                                               |  |  |                                                              |                                                              |                                                              |                                                              |                                                              |                                                              |  |  |                                                                     |                                                                     |                                                                     |                                                                     |                                                                     |                                                                     |                                                       |                                                       |                                                                      |                                                                      |                                                                      |                                                                      |                                                                      |                                                                      |                                                            |                                                            |                                                                     |                                                                     |                                                                     |                                                                     |                                                                     |                                                                     |                    |  |                                                        |                                                        |                                                        |                                                        |                                                        |                                                        |  |  |                                                                      |                                                                      |                                                                      |                                                                      |                                                                      |                                                                      |  |  |                                                                       |                                                                       |                                                                       |                                                                       |                                                                       |                                                                       |  |  |                                                                     |                                                                     |                                                                     |                                                                     |                                                                     |                                                                     |  |  |  |  |  |  |  |  |  |  |  |  |  |  |  |  |  |  |  |  |  |  |  |  |
| João II Vua của Bồ Đào Nha 1455–1495 lên ngôi 1481–1495 | João II Vua của Bồ Đào Nha 1455–1495 lên ngôi 1481–1495 | João II Vua của Bồ Đào Nha 1455–1495 lên ngôi 1481–1495 | João II Vua của Bồ Đào Nha 1455–1495 lên ngôi 1481–1495 | João II Vua của Bồ Đào Nha 1455–1495 lên ngôi 1481–1495 | João II Vua của Bồ Đào Nha 1455–1495 lên ngôi 1481–1495 |  |  | Leonor xứ Viseu 1458–1525                                     | Leonor xứ Viseu 1458–1525                                     | Leonor xứ Viseu 1458–1525                                     | Leonor xứ Viseu 1458–1525                                     | Leonor xứ Viseu 1458–1525                                     | Leonor xứ Viseu 1458–1525                                     |  |  | Juan Thân vương xứ Asturias 1478–1497                        | Juan Thân vương xứ Asturias 1478–1497                        | Juan Thân vương xứ Asturias 1478–1497                        | Juan Thân vương xứ Asturias 1478–1497                        | Juan Thân vương xứ Asturias 1478–1497                        | Juan Thân vương xứ Asturias 1478–1497                        |  |  | Margarete Nữ Thống chế xứ Hà Lan thuộc Habsburg 1480–1530           | Margarete Nữ Thống chế xứ Hà Lan thuộc Habsburg 1480–1530           | Margarete Nữ Thống chế xứ Hà Lan thuộc Habsburg 1480–1530           | Margarete Nữ Thống chế xứ Hà Lan thuộc Habsburg 1480–1530           | Margarete Nữ Thống chế xứ Hà Lan thuộc Habsburg 1480–1530           | Margarete Nữ Thống chế xứ Hà Lan thuộc Habsburg 1480–1530           |                                                       |                                                       | Juana I Nữ vương của Castila 1479–1555 lên ngôi 1504–1555            | Juana I Nữ vương của Castila 1479–1555 lên ngôi 1504–1555            | Juana I Nữ vương của Castila 1479–1555 lên ngôi 1504–1555            | Juana I Nữ vương của Castila 1479–1555 lên ngôi 1504–1555            | Juana I Nữ vương của Castila 1479–1555 lên ngôi 1504–1555            | Juana I Nữ vương của Castila 1479–1555 lên ngôi 1504–1555            |                                                            |                                                            | Philipp Vua của Castilla 1478–1506 lên ngôi 1506                    | Philipp Vua của Castilla 1478–1506 lên ngôi 1506                    | Philipp Vua của Castilla 1478–1506 lên ngôi 1506                    | Philipp Vua của Castilla 1478–1506 lên ngôi 1506                    | Philipp Vua của Castilla 1478–1506 lên ngôi 1506                    | Philipp Vua của Castilla 1478–1506 lên ngôi 1506                    |                    |  | Henry VIII Vua nước Anh 1491-1547 lên ngôi 1509–1547   | Henry VIII Vua nước Anh 1491-1547 lên ngôi 1509–1547   | Henry VIII Vua nước Anh 1491-1547 lên ngôi 1509–1547   | Henry VIII Vua nước Anh 1491-1547 lên ngôi 1509–1547   | Henry VIII Vua nước Anh 1491-1547 lên ngôi 1509–1547   | Henry VIII Vua nước Anh 1491-1547 lên ngôi 1509–1547   |  |  | Catalina xứ Aragón 1485–1536                                         | Catalina xứ Aragón 1485–1536                                         | Catalina xứ Aragón 1485–1536                                         | Catalina xứ Aragón 1485–1536                                         | Catalina xứ Aragón 1485–1536                                         | Catalina xứ Aragón 1485–1536                                         |  |  | Arthur Thân vương xứ Wales 1486–1502                                  | Arthur Thân vương xứ Wales 1486–1502                                  | Arthur Thân vương xứ Wales 1486–1502                                  | Arthur Thân vương xứ Wales 1486–1502                                  | Arthur Thân vương xứ Wales 1486–1502                                  | Arthur Thân vương xứ Wales 1486–1502                                  |  |  |                                                                     |                                                                     |                                                                     |                                                                     |                                                                     |                                                                     |  |  |  |  |  |  |  |  |  |  |  |  |  |  |  |  |  |  |  |  |  |  |  |  |
| João II Vua của Bồ Đào Nha 1455–1495 lên ngôi 1481–1495 | João II Vua của Bồ Đào Nha 1455–1495 lên ngôi 1481–1495 | João II Vua của Bồ Đào Nha 1455–1495 lên ngôi 1481–1495 | João II Vua của Bồ Đào Nha 1455–1495 lên ngôi 1481–1495 | João II Vua của Bồ Đào Nha 1455–1495 lên ngôi 1481–1495 | João II Vua của Bồ Đào Nha 1455–1495 lên ngôi 1481–1495 |  |  | Leonor xứ Viseu 1458–1525                                     | Leonor xứ Viseu 1458–1525                                     | Leonor xứ Viseu 1458–1525                                     | Leonor xứ Viseu 1458–1525                                     | Leonor xứ Viseu 1458–1525                                     | Leonor xứ Viseu 1458–1525                                     |  |  | Juan Thân vương xứ Asturias 1478–1497                        | Juan Thân vương xứ Asturias 1478–1497                        | Juan Thân vương xứ Asturias 1478–1497                        | Juan Thân vương xứ Asturias 1478–1497                        | Juan Thân vương xứ Asturias 1478–1497                        | Juan Thân vương xứ Asturias 1478–1497                        |  |  | Margarete Nữ Thống chế xứ Hà Lan thuộc Habsburg 1480–1530           | Margarete Nữ Thống chế xứ Hà Lan thuộc Habsburg 1480–1530           | Margarete Nữ Thống chế xứ Hà Lan thuộc Habsburg 1480–1530           | Margarete Nữ Thống chế xứ Hà Lan thuộc Habsburg 1480–1530           | Margarete Nữ Thống chế xứ Hà Lan thuộc Habsburg 1480–1530           | Margarete Nữ Thống chế xứ Hà Lan thuộc Habsburg 1480–1530           |                                                       |                                                       | Juana I Nữ vương của Castila 1479–1555 lên ngôi 1504–1555            | Juana I Nữ vương của Castila 1479–1555 lên ngôi 1504–1555            | Juana I Nữ vương của Castila 1479–1555 lên ngôi 1504–1555            | Juana I Nữ vương của Castila 1479–1555 lên ngôi 1504–1555            | Juana I Nữ vương của Castila 1479–1555 lên ngôi 1504–1555            | Juana I Nữ vương của Castila 1479–1555 lên ngôi 1504–1555            |                                                            |                                                            | Philipp Vua của Castilla 1478–1506 lên ngôi 1506                    | Philipp Vua của Castilla 1478–1506 lên ngôi 1506                    | Philipp Vua của Castilla 1478–1506 lên ngôi 1506                    | Philipp Vua của Castilla 1478–1506 lên ngôi 1506                    | Philipp Vua của Castilla 1478–1506 lên ngôi 1506                    | Philipp Vua của Castilla 1478–1506 lên ngôi 1506                    |                    |  | Henry VIII Vua nước Anh 1491-1547 lên ngôi 1509–1547   | Henry VIII Vua nước Anh 1491-1547 lên ngôi 1509–1547   | Henry VIII Vua nước Anh 1491-1547 lên ngôi 1509–1547   | Henry VIII Vua nước Anh 1491-1547 lên ngôi 1509–1547   | Henry VIII Vua nước Anh 1491-1547 lên ngôi 1509–1547   | Henry VIII Vua nước Anh 1491-1547 lên ngôi 1509–1547   |  |  | Catalina xứ Aragón 1485–1536                                         | Catalina xứ Aragón 1485–1536                                         | Catalina xứ Aragón 1485–1536                                         | Catalina xứ Aragón 1485–1536                                         | Catalina xứ Aragón 1485–1536                                         | Catalina xứ Aragón 1485–1536                                         |  |  | Arthur Thân vương xứ Wales 1486–1502                                  | Arthur Thân vương xứ Wales 1486–1502                                  | Arthur Thân vương xứ Wales 1486–1502                                  | Arthur Thân vương xứ Wales 1486–1502                                  | Arthur Thân vương xứ Wales 1486–1502                                  | Arthur Thân vương xứ Wales 1486–1502                                  |  |  |                                                                     |                                                                     |                                                                     |                                                                     |                                                                     |                                                                     |  |  |  |  |  |  |  |  |  |  |  |  |  |  |  |  |  |  |  |  |  |  |  |  |
|                                                         |                                                         |                                                         |                                                         |                                                         |                                                         |  |  |                                                               |                                                               |                                                               |                                                               |                                                               |                                                               |  |  |                                                              |                                                              |                                                              |                                                              |                                                              |                                                              |  |  |                                                                     |                                                                     |                                                                     |                                                                     |                                                                     |                                                                     |                                                       |                                                       |                                                                      |                                                                      |                                                                      |                                                                      |                                                                      |                                                                      |                                                            |                                                            |                                                                     |                                                                     |                                                                     |                                                                     |                                                                     |                                                                     |                    |  |                                                        |                                                        |                                                        |                                                        |                                                        |                                                        |  |  |                                                                      |                                                                      |                                                                      |                                                                      |                                                                      |                                                                      |  |  |                                                                       |                                                                       |                                                                       |                                                                       |                                                                       |                                                                       |  |  |                                                                     |                                                                     |                                                                     |                                                                     |                                                                     |                                                                     |  |  |  |  |  |  |  |  |  |  |  |  |  |  |  |  |  |  |  |  |  |  |  |  |
|                                                         |                                                         |                                                         |                                                         |                                                         |                                                         |  |  |                                                               |                                                               |                                                               |                                                               |                                                               |                                                               |  |  |                                                              |                                                              |                                                              |                                                              |                                                              |                                                              |  |  |                                                                     |                                                                     |                                                                     |                                                                     |                                                                     |                                                                     |                                                       |                                                       |                                                                      |                                                                      |                                                                      |                                                                      |                                                                      |                                                                      |                                                            |                                                            |                                                                     |                                                                     |                                                                     |                                                                     |                                                                     |                                                                     |                    |  |                                                        |                                                        |                                                        |                                                        |                                                        |                                                        |  |  |                                                                      |                                                                      |                                                                      |                                                                      |                                                                      |                                                                      |  |  |                                                                       |                                                                       |                                                                       |                                                                       |                                                                       |                                                                       |  |  |                                                                     |                                                                     |                                                                     |                                                                     |                                                                     |                                                                     |  |  |  |  |  |  |  |  |  |  |  |  |  |  |  |  |  |  |  |  |  |  |  |  |
|                                                         |                                                         |                                                         |                                                         |                                                         |                                                         |  |  |                                                               |                                                               |                                                               |                                                               |                                                               |                                                               |  |  |                                                              |                                                              |                                                              |                                                              |                                                              |                                                              |  |  |                                                                     |                                                                     |                                                                     |                                                                     |                                                                     |                                                                     |                                                       |                                                       |                                                                      |                                                                      |                                                                      |                                                                      |                                                                      |                                                                      |                                                            |                                                            |                                                                     |                                                                     |                                                                     |                                                                     |                                                                     |                                                                     |                    |  |                                                        |                                                        |                                                        |                                                        |                                                        |                                                        |  |  |                                                                      |                                                                      |                                                                      |                                                                      |                                                                      |                                                                      |  |  |                                                                       |                                                                       |                                                                       |                                                                       |                                                                       |                                                                       |  |  |                                                                     |                                                                     |                                                                     |                                                                     |                                                                     |                                                                     |  |  |  |  |  |  |  |  |  |  |  |  |  |  |  |  |  |  |  |  |  |  |  |  |
|                                                         |                                                         |                                                         |                                                         |                                                         |                                                         |  |  |                                                               |                                                               |                                                               |                                                               |                                                               |                                                               |  |  |                                                              |                                                              |                                                              |                                                              |                                                              |                                                              |  |  |                                                                     |                                                                     |                                                                     |                                                                     |                                                                     |                                                                     |                                                       |                                                       |                                                                      |                                                                      |                                                                      |                                                                      |                                                                      |                                                                      |                                                            |                                                            |                                                                     |                                                                     |                                                                     |                                                                     |                                                                     |                                                                     |                    |  |                                                        |                                                        |                                                        |                                                        |                                                        |                                                        |  |  |                                                                      |                                                                      |                                                                      |                                                                      |                                                                      |                                                                      |  |  |                                                                       |                                                                       |                                                                       |                                                                       |                                                                       |                                                                       |  |  |                                                                     |                                                                     |                                                                     |                                                                     |                                                                     |                                                                     |  |  |  |  |  |  |  |  |  |  |  |  |  |  |  |  |  |  |  |  |  |  |  |  |
| Afonso Thế tử của Bồ Đào Nha 1475–1491                  | Afonso Thế tử của Bồ Đào Nha 1475–1491                  | Afonso Thế tử của Bồ Đào Nha 1475–1491                  | Afonso Thế tử của Bồ Đào Nha 1475–1491                  | Afonso Thế tử của Bồ Đào Nha 1475–1491                  | Afonso Thế tử của Bồ Đào Nha 1475–1491                  |  |  | Isabel của Casstilla 1470–1498                                | Isabel của Casstilla 1470–1498                                | Isabel của Casstilla 1470–1498                                | Isabel của Casstilla 1470–1498                                | Isabel của Casstilla 1470–1498                                | Isabel của Casstilla 1470–1498                                |  |  | Manuel I Vua của Bồ Đào Nha 1469–1521 lên ngôi 1495–1521     | Manuel I Vua của Bồ Đào Nha 1469–1521 lên ngôi 1495–1521     | Manuel I Vua của Bồ Đào Nha 1469–1521 lên ngôi 1495–1521     | Manuel I Vua của Bồ Đào Nha 1469–1521 lên ngôi 1495–1521     | Manuel I Vua của Bồ Đào Nha 1469–1521 lên ngôi 1495–1521     | Manuel I Vua của Bồ Đào Nha 1469–1521 lên ngôi 1495–1521     |  |  | María của Aragón 1482–1517                                          | María của Aragón 1482–1517                                          | María của Aragón 1482–1517                                          | María của Aragón 1482–1517                                          | María của Aragón 1482–1517                                          | María của Aragón 1482–1517                                          |                                                       |                                                       |                                                                      |                                                                      |                                                                      |                                                                      |                                                                      |                                                                      |                                                            |                                                            | Isabel của Casstilla 1501–1526                                      | Isabel của Casstilla 1501–1526                                      | Isabel của Casstilla 1501–1526                                      | Isabel của Casstilla 1501–1526                                      | Isabel của Casstilla 1501–1526                                      | Isabel của Casstilla 1501–1526                                      |                    |  | Christian II của Đan Mạch 1481–1559                    | Christian II của Đan Mạch 1481–1559                    | Christian II của Đan Mạch 1481–1559                    | Christian II của Đan Mạch 1481–1559                    | Christian II của Đan Mạch 1481–1559                    | Christian II của Đan Mạch 1481–1559                    |  |  | Ferdinand I Hoàng đế La Mã Thần thánh 1503–1564 lên ngôi 1558–1564   | Ferdinand I Hoàng đế La Mã Thần thánh 1503–1564 lên ngôi 1558–1564   | Ferdinand I Hoàng đế La Mã Thần thánh 1503–1564 lên ngôi 1558–1564   | Ferdinand I Hoàng đế La Mã Thần thánh 1503–1564 lên ngôi 1558–1564   | Ferdinand I Hoàng đế La Mã Thần thánh 1503–1564 lên ngôi 1558–1564   | Ferdinand I Hoàng đế La Mã Thần thánh 1503–1564 lên ngôi 1558–1564   |  |  | Anna của Bohemia và Hungary 1503–1547                                 | Anna của Bohemia và Hungary 1503–1547                                 | Anna của Bohemia và Hungary 1503–1547                                 | Anna của Bohemia và Hungary 1503–1547                                 | Anna của Bohemia và Hungary 1503–1547                                 | Anna của Bohemia và Hungary 1503–1547                                 |  |  |                                                                     |                                                                     |                                                                     |                                                                     |                                                                     |                                                                     |  |  |  |  |  |  |  |  |  |  |  |  |  |  |  |  |  |  |  |  |  |  |  |  |
| Afonso Thế tử của Bồ Đào Nha 1475–1491                  | Afonso Thế tử của Bồ Đào Nha 1475–1491                  | Afonso Thế tử của Bồ Đào Nha 1475–1491                  | Afonso Thế tử của Bồ Đào Nha 1475–1491                  | Afonso Thế tử của Bồ Đào Nha 1475–1491                  | Afonso Thế tử của Bồ Đào Nha 1475–1491                  |  |  | Isabel của Casstilla 1470–1498                                | Isabel của Casstilla 1470–1498                                | Isabel của Casstilla 1470–1498                                | Isabel của Casstilla 1470–1498                                | Isabel của Casstilla 1470–1498                                | Isabel của Casstilla 1470–1498                                |  |  | Manuel I Vua của Bồ Đào Nha 1469–1521 lên ngôi 1495–1521     | Manuel I Vua của Bồ Đào Nha 1469–1521 lên ngôi 1495–1521     | Manuel I Vua của Bồ Đào Nha 1469–1521 lên ngôi 1495–1521     | Manuel I Vua của Bồ Đào Nha 1469–1521 lên ngôi 1495–1521     | Manuel I Vua của Bồ Đào Nha 1469–1521 lên ngôi 1495–1521     | Manuel I Vua của Bồ Đào Nha 1469–1521 lên ngôi 1495–1521     |  |  | María của Aragón 1482–1517                                          | María của Aragón 1482–1517                                          | María của Aragón 1482–1517                                          | María của Aragón 1482–1517                                          | María của Aragón 1482–1517                                          | María của Aragón 1482–1517                                          |                                                       |                                                       |                                                                      |                                                                      |                                                                      |                                                                      |                                                                      |                                                                      |                                                            |                                                            | Isabel của Casstilla 1501–1526                                      | Isabel của Casstilla 1501–1526                                      | Isabel của Casstilla 1501–1526                                      | Isabel của Casstilla 1501–1526                                      | Isabel của Casstilla 1501–1526                                      | Isabel của Casstilla 1501–1526                                      |                    |  | Christian II của Đan Mạch 1481–1559                    | Christian II của Đan Mạch 1481–1559                    | Christian II của Đan Mạch 1481–1559                    | Christian II của Đan Mạch 1481–1559                    | Christian II của Đan Mạch 1481–1559                    | Christian II của Đan Mạch 1481–1559                    |  |  | Ferdinand I Hoàng đế La Mã Thần thánh 1503–1564 lên ngôi 1558–1564   | Ferdinand I Hoàng đế La Mã Thần thánh 1503–1564 lên ngôi 1558–1564   | Ferdinand I Hoàng đế La Mã Thần thánh 1503–1564 lên ngôi 1558–1564   | Ferdinand I Hoàng đế La Mã Thần thánh 1503–1564 lên ngôi 1558–1564   | Ferdinand I Hoàng đế La Mã Thần thánh 1503–1564 lên ngôi 1558–1564   | Ferdinand I Hoàng đế La Mã Thần thánh 1503–1564 lên ngôi 1558–1564   |  |  | Anna của Bohemia và Hungary 1503–1547                                 | Anna của Bohemia và Hungary 1503–1547                                 | Anna của Bohemia và Hungary 1503–1547                                 | Anna của Bohemia và Hungary 1503–1547                                 | Anna của Bohemia và Hungary 1503–1547                                 | Anna của Bohemia và Hungary 1503–1547                                 |  |  |                                                                     |                                                                     |                                                                     |                                                                     |                                                                     |                                                                     |  |  |  |  |  |  |  |  |  |  |  |  |  |  |  |  |  |  |  |  |  |  |  |  |
|                                                         |                                                         |                                                         |                                                         |                                                         |                                                         |  |  |                                                               |                                                               |                                                               |                                                               |                                                               |                                                               |  |  |                                                              |                                                              |                                                              |                                                              |                                                              |                                                              |  |  |                                                                     |                                                                     |                                                                     |                                                                     |                                                                     |                                                                     |                                                       |                                                       |                                                                      |                                                                      |                                                                      |                                                                      |                                                                      |                                                                      |                                                            |                                                            |                                                                     |                                                                     |                                                                     |                                                                     |                                                                     |                                                                     |                    |  |                                                        |                                                        |                                                        |                                                        |                                                        |                                                        |  |  |                                                                      |                                                                      |                                                                      |                                                                      |                                                                      |                                                                      |  |  |                                                                       |                                                                       |                                                                       |                                                                       |                                                                       |                                                                       |  |  |                                                                     |                                                                     |                                                                     |                                                                     |                                                                     |                                                                     |  |  |  |  |  |  |  |  |  |  |  |  |  |  |  |  |  |  |  |  |  |  |  |  |
|                                                         |                                                         |                                                         |                                                         |                                                         |                                                         |  |  |                                                               |                                                               |                                                               |                                                               |                                                               |                                                               |  |  |                                                              |                                                              |                                                              |                                                              |                                                              |                                                              |  |  |                                                                     |                                                                     |                                                                     |                                                                     |                                                                     |                                                                     |                                                       |                                                       |                                                                      |                                                                      |                                                                      |                                                                      |                                                                      |                                                                      |                                                            |                                                            |                                                                     |                                                                     |                                                                     |                                                                     |                                                                     |                                                                     |                    |  |                                                        |                                                        |                                                        |                                                        |                                                        |                                                        |  |  |                                                                      |                                                                      |                                                                      |                                                                      |                                                                      |                                                                      |  |  |                                                                       |                                                                       |                                                                       |                                                                       |                                                                       |                                                                       |  |  |                                                                     |                                                                     |                                                                     |                                                                     |                                                                     |                                                                     |  |  |  |  |  |  |  |  |  |  |  |  |  |  |  |  |  |  |  |  |  |  |  |  |
|                                                         |                                                         |                                                         |                                                         |                                                         |                                                         |  |  |                                                               |                                                               |                                                               |                                                               |                                                               |                                                               |  |  |                                                              |                                                              |                                                              |                                                              |                                                              |                                                              |  |  |                                                                     |                                                                     |                                                                     |                                                                     |                                                                     |                                                                     |                                                       |                                                       |                                                                      |                                                                      |                                                                      |                                                                      |                                                                      |                                                                      |                                                            |                                                            |                                                                     |                                                                     |                                                                     |                                                                     |                                                                     |                                                                     |                    |  |                                                        |                                                        |                                                        |                                                        |                                                        |                                                        |  |  |                                                                      |                                                                      |                                                                      |                                                                      |                                                                      |                                                                      |  |  |                                                                       |                                                                       |                                                                       |                                                                       |                                                                       |                                                                       |  |  |                                                                     |                                                                     |                                                                     |                                                                     |                                                                     |                                                                     |  |  |  |  |  |  |  |  |  |  |  |  |  |  |  |  |  |  |  |  |  |  |  |  |
|                                                         |                                                         |                                                         |                                                         |                                                         |                                                         |  |  |                                                               |                                                               |                                                               |                                                               |                                                               |                                                               |  |  |                                                              |                                                              |                                                              |                                                              |                                                              |                                                              |  |  |                                                                     |                                                                     |                                                                     |                                                                     |                                                                     |                                                                     |                                                       |                                                       |                                                                      |                                                                      |                                                                      |                                                                      |                                                                      |                                                                      |                                                            |                                                            |                                                                     |                                                                     |                                                                     |                                                                     |                                                                     |                                                                     |                    |  |                                                        |                                                        |                                                        |                                                        |                                                        |                                                        |  |  |                                                                      |                                                                      |                                                                      |                                                                      |                                                                      |                                                                      |  |  |                                                                       |                                                                       |                                                                       |                                                                       |                                                                       |                                                                       |  |  |                                                                     |                                                                     |                                                                     |                                                                     |                                                                     |                                                                     |  |  |  |  |  |  |  |  |  |  |  |  |  |  |  |  |  |  |  |  |  |  |  |  |
| François I Vua của Pháp 1494–1547 lên ngôi 1515–1547    | François I Vua của Pháp 1494–1547 lên ngôi 1515–1547    | François I Vua của Pháp 1494–1547 lên ngôi 1515–1547    | François I Vua của Pháp 1494–1547 lên ngôi 1515–1547    | François I Vua của Pháp 1494–1547 lên ngôi 1515–1547    | François I Vua của Pháp 1494–1547 lên ngôi 1515–1547    |  |  | Leonor của Castilla 1498–1558                                 | Leonor của Castilla 1498–1558                                 | Leonor của Castilla 1498–1558                                 | Leonor của Castilla 1498–1558                                 | Leonor của Castilla 1498–1558                                 | Leonor của Castilla 1498–1558                                 |  |  | Catalina Vương hậu Bồ Đào Nha 1507–1578                      | Catalina Vương hậu Bồ Đào Nha 1507–1578                      | Catalina Vương hậu Bồ Đào Nha 1507–1578                      | Catalina Vương hậu Bồ Đào Nha 1507–1578                      | Catalina Vương hậu Bồ Đào Nha 1507–1578                      | Catalina Vương hậu Bồ Đào Nha 1507–1578                      |  |  | João III Vua của Bồ Đào Nha 1502–1557 lên ngôi 1521–1557            | João III Vua của Bồ Đào Nha 1502–1557 lên ngôi 1521–1557            | João III Vua của Bồ Đào Nha 1502–1557 lên ngôi 1521–1557            | João III Vua của Bồ Đào Nha 1502–1557 lên ngôi 1521–1557            | João III Vua của Bồ Đào Nha 1502–1557 lên ngôi 1521–1557            | João III Vua của Bồ Đào Nha 1502–1557 lên ngôi 1521–1557            |                                                       |                                                       | Isabel của Bồ Đào Nha 1503–1539                                      | Isabel của Bồ Đào Nha 1503–1539                                      | Isabel của Bồ Đào Nha 1503–1539                                      | Isabel của Bồ Đào Nha 1503–1539                                      | Isabel của Bồ Đào Nha 1503–1539                                      | Isabel của Bồ Đào Nha 1503–1539                                      |                                                            |                                                            | Karl V (Carlos I) Vua của Tây Ban Nha 1500-1558 lên ngôi 1516–1556  | Karl V (Carlos I) Vua của Tây Ban Nha 1500-1558 lên ngôi 1516–1556  | Karl V (Carlos I) Vua của Tây Ban Nha 1500-1558 lên ngôi 1516–1556  | Karl V (Carlos I) Vua của Tây Ban Nha 1500-1558 lên ngôi 1516–1556  | Karl V (Carlos I) Vua của Tây Ban Nha 1500-1558 lên ngôi 1516–1556  | Karl V (Carlos I) Vua của Tây Ban Nha 1500-1558 lên ngôi 1516–1556  |                    |  | María của Áo 1505–1558                                 | María của Áo 1505–1558                                 | María của Áo 1505–1558                                 | María của Áo 1505–1558                                 | María của Áo 1505–1558                                 | María của Áo 1505–1558                                 |  |  | Lajos II Vua của Hungary 1506–1526 lên ngôi 1516–1526                | Lajos II Vua của Hungary 1506–1526 lên ngôi 1516–1526                | Lajos II Vua của Hungary 1506–1526 lên ngôi 1516–1526                | Lajos II Vua của Hungary 1506–1526 lên ngôi 1516–1526                | Lajos II Vua của Hungary 1506–1526 lên ngôi 1516–1526                | Lajos II Vua của Hungary 1506–1526 lên ngôi 1516–1526                |  |  |                                                                       |                                                                       |                                                                       |                                                                       |                                                                       |                                                                       |  |  | Anna của Áo 1528–1590                                               | Anna của Áo 1528–1590                                               | Anna của Áo 1528–1590                                               | Anna của Áo 1528–1590                                               | Anna của Áo 1528–1590                                               | Anna của Áo 1528–1590                                               |  |  |  |  |  |  |  |  |  |  |  |  |  |  |  |  |  |  |  |  |  |  |  |  |
| François I Vua của Pháp 1494–1547 lên ngôi 1515–1547    | François I Vua của Pháp 1494–1547 lên ngôi 1515–1547    | François I Vua của Pháp 1494–1547 lên ngôi 1515–1547    | François I Vua của Pháp 1494–1547 lên ngôi 1515–1547    | François I Vua của Pháp 1494–1547 lên ngôi 1515–1547    | François I Vua của Pháp 1494–1547 lên ngôi 1515–1547    |  |  | Leonor của Castilla 1498–1558                                 | Leonor của Castilla 1498–1558                                 | Leonor của Castilla 1498–1558                                 | Leonor của Castilla 1498–1558                                 | Leonor của Castilla 1498–1558                                 | Leonor của Castilla 1498–1558                                 |  |  | Catalina Vương hậu Bồ Đào Nha 1507–1578                      | Catalina Vương hậu Bồ Đào Nha 1507–1578                      | Catalina Vương hậu Bồ Đào Nha 1507–1578                      | Catalina Vương hậu Bồ Đào Nha 1507–1578                      | Catalina Vương hậu Bồ Đào Nha 1507–1578                      | Catalina Vương hậu Bồ Đào Nha 1507–1578                      |  |  | João III Vua của Bồ Đào Nha 1502–1557 lên ngôi 1521–1557            | João III Vua của Bồ Đào Nha 1502–1557 lên ngôi 1521–1557            | João III Vua của Bồ Đào Nha 1502–1557 lên ngôi 1521–1557            | João III Vua của Bồ Đào Nha 1502–1557 lên ngôi 1521–1557            | João III Vua của Bồ Đào Nha 1502–1557 lên ngôi 1521–1557            | João III Vua của Bồ Đào Nha 1502–1557 lên ngôi 1521–1557            |                                                       |                                                       |                                                                      | Isabel của Bồ Đào Nha 1503–1539                                      | Isabel của Bồ Đào Nha 1503–1539                                      | Isabel của Bồ Đào Nha 1503–1539                                      | Isabel của Bồ Đào Nha 1503–1539                                      | Isabel của Bồ Đào Nha 1503–1539                                      |                                                            |                                                            | Karl V (Carlos I) Vua của Tây Ban Nha 1500-1558 lên ngôi 1516–1556  | Karl V (Carlos I) Vua của Tây Ban Nha 1500-1558 lên ngôi 1516–1556  | Karl V (Carlos I) Vua của Tây Ban Nha 1500-1558 lên ngôi 1516–1556  | Karl V (Carlos I) Vua của Tây Ban Nha 1500-1558 lên ngôi 1516–1556  | Karl V (Carlos I) Vua của Tây Ban Nha 1500-1558 lên ngôi 1516–1556  | Karl V (Carlos I) Vua của Tây Ban Nha 1500-1558 lên ngôi 1516–1556  |                    |  | María của Áo 1505–1558                                 | María của Áo 1505–1558                                 | María của Áo 1505–1558                                 | María của Áo 1505–1558                                 | María của Áo 1505–1558                                 | María của Áo 1505–1558                                 |  |  | Lajos II Vua của Hungary 1506–1526 lên ngôi 1516–1526                | Lajos II Vua của Hungary 1506–1526 lên ngôi 1516–1526                | Lajos II Vua của Hungary 1506–1526 lên ngôi 1516–1526                | Lajos II Vua của Hungary 1506–1526 lên ngôi 1516–1526                | Lajos II Vua của Hungary 1506–1526 lên ngôi 1516–1526                | Lajos II Vua của Hungary 1506–1526 lên ngôi 1516–1526                |  |  |                                                                       |                                                                       |                                                                       |                                                                       |                                                                       |                                                                       |  |  | Anna của Áo 1528–1590                                               | Anna của Áo 1528–1590                                               | Anna của Áo 1528–1590                                               | Anna của Áo 1528–1590                                               | Anna của Áo 1528–1590                                               | Anna của Áo 1528–1590                                               |  |  |  |  |  |  |  |  |  |  |  |  |  |  |  |  |  |  |  |  |  |  |  |  |
|                                                         |                                                         |                                                         |                                                         |                                                         |                                                         |  |  |                                                               |                                                               |                                                               |                                                               |                                                               |                                                               |  |  |                                                              |                                                              |                                                              |                                                              |                                                              |                                                              |  |  |                                                                     |                                                                     |                                                                     |                                                                     |                                                                     |                                                                     |                                                       |                                                       |                                                                      |                                                                      |                                                                      |                                                                      |                                                                      |                                                                      |                                                            |                                                            |                                                                     |                                                                     |                                                                     |                                                                     |                                                                     |                                                                     |                    |  |                                                        |                                                        |                                                        |                                                        |                                                        |                                                        |  |  |                                                                      |                                                                      |                                                                      |                                                                      |                                                                      |                                                                      |  |  |                                                                       |                                                                       |                                                                       |                                                                       |                                                                       |                                                                       |  |  |                                                                     |                                                                     |                                                                     |                                                                     |                                                                     |                                                                     |  |  |  |  |  |  |  |  |  |  |  |  |  |  |  |  |  |  |  |  |  |  |  |  |
|                                                         |                                                         |                                                         |                                                         |                                                         |                                                         |  |  |                                                               |                                                               |                                                               |                                                               |                                                               |                                                               |  |  |                                                              |                                                              |                                                              |                                                              |                                                              |                                                              |  |  |                                                                     |                                                                     |                                                                     |                                                                     |                                                                     |                                                                     |                                                       |                                                       |                                                                      |                                                                      |                                                                      |                                                                      |                                                                      |                                                                      |                                                            |                                                            |                                                                     |                                                                     |                                                                     |                                                                     |                                                                     |                                                                     |                    |  |                                                        |                                                        |                                                        |                                                        |                                                        |                                                        |  |  |                                                                      |                                                                      |                                                                      |                                                                      |                                                                      |                                                                      |  |  |                                                                       |                                                                       |                                                                       |                                                                       |                                                                       |                                                                       |  |  |                                                                     |                                                                     |                                                                     |                                                                     |                                                                     |                                                                     |  |  |  |  |  |  |  |  |  |  |  |  |  |  |  |  |  |  |  |  |  |  |  |  |
|                                                         |                                                         |                                                         |                                                         |                                                         |                                                         |  |  |                                                               |                                                               |                                                               |                                                               |                                                               |                                                               |  |  |                                                              |                                                              |                                                              |                                                              |                                                              |                                                              |  |  | João Manuel Thế tử của Bồ Đào Nha 1537–1554                         | João Manuel Thế tử của Bồ Đào Nha 1537–1554                         | João Manuel Thế tử của Bồ Đào Nha 1537–1554                         | João Manuel Thế tử của Bồ Đào Nha 1537–1554                         | João Manuel Thế tử của Bồ Đào Nha 1537–1554                         | João Manuel Thế tử của Bồ Đào Nha 1537–1554                         |                                                       |                                                       | Juana của Áo 1535–1573                                               | Juana của Áo 1535–1573                                               | Juana của Áo 1535–1573                                               | Juana của Áo 1535–1573                                               | Juana của Áo 1535–1573                                               | Juana của Áo 1535–1573                                               |                                                            |                                                            | Mary I Nữ vương Anh 1516–1558 lên ngôi 1553–1558                    | Mary I Nữ vương Anh 1516–1558 lên ngôi 1553–1558                    | Mary I Nữ vương Anh 1516–1558 lên ngôi 1553–1558                    | Mary I Nữ vương Anh 1516–1558 lên ngôi 1553–1558                    | Mary I Nữ vương Anh 1516–1558 lên ngôi 1553–1558                    | Mary I Nữ vương Anh 1516–1558 lên ngôi 1553–1558                    |                    |  | María của Áo 1528–1603                                 | María của Áo 1528–1603                                 | María của Áo 1528–1603                                 | María của Áo 1528–1603                                 | María của Áo 1528–1603                                 | María của Áo 1528–1603                                 |  |  | Maximilian II Hoàng đế La Mã Thần thánh 1527–1576 lên ngôi 1564–1576 | Maximilian II Hoàng đế La Mã Thần thánh 1527–1576 lên ngôi 1564–1576 | Maximilian II Hoàng đế La Mã Thần thánh 1527–1576 lên ngôi 1564–1576 | Maximilian II Hoàng đế La Mã Thần thánh 1527–1576 lên ngôi 1564–1576 | Maximilian II Hoàng đế La Mã Thần thánh 1527–1576 lên ngôi 1564–1576 | Maximilian II Hoàng đế La Mã Thần thánh 1527–1576 lên ngôi 1564–1576 |  |  | Karl II Đại vương công Áo 1540–1590                                   | Karl II Đại vương công Áo 1540–1590                                   | Karl II Đại vương công Áo 1540–1590                                   | Karl II Đại vương công Áo 1540–1590                                   | Karl II Đại vương công Áo 1540–1590                                   | Karl II Đại vương công Áo 1540–1590                                   |  |  | Maria Anna xứ Bayern 1551–1608                                      | Maria Anna xứ Bayern 1551–1608                                      | Maria Anna xứ Bayern 1551–1608                                      | Maria Anna xứ Bayern 1551–1608                                      | Maria Anna xứ Bayern 1551–1608                                      | Maria Anna xứ Bayern 1551–1608                                      |  |  |  |  |  |  |  |  |  |  |  |  |  |  |  |  |  |  |  |  |  |  |  |  |
|                                                         |                                                         |                                                         |                                                         |                                                         |                                                         |  |  |                                                               |                                                               |                                                               |                                                               |                                                               |                                                               |  |  |                                                              |                                                              |                                                              |                                                              |                                                              |                                                              |  |  | João Manuel Thế tử của Bồ Đào Nha 1537–1554                         | João Manuel Thế tử của Bồ Đào Nha 1537–1554                         | João Manuel Thế tử của Bồ Đào Nha 1537–1554                         | João Manuel Thế tử của Bồ Đào Nha 1537–1554                         | João Manuel Thế tử của Bồ Đào Nha 1537–1554                         | João Manuel Thế tử của Bồ Đào Nha 1537–1554                         |                                                       |                                                       | Juana của Áo 1535–1573                                               | Juana của Áo 1535–1573                                               | Juana của Áo 1535–1573                                               | Juana của Áo 1535–1573                                               | Juana của Áo 1535–1573                                               | Juana của Áo 1535–1573                                               |                                                            |                                                            | Mary I Nữ vương Anh 1516–1558 lên ngôi 1553–1558                    | Mary I Nữ vương Anh 1516–1558 lên ngôi 1553–1558                    | Mary I Nữ vương Anh 1516–1558 lên ngôi 1553–1558                    | Mary I Nữ vương Anh 1516–1558 lên ngôi 1553–1558                    | Mary I Nữ vương Anh 1516–1558 lên ngôi 1553–1558                    | Mary I Nữ vương Anh 1516–1558 lên ngôi 1553–1558                    |                    |  | María của Áo 1528–1603                                 | María của Áo 1528–1603                                 | María của Áo 1528–1603                                 | María của Áo 1528–1603                                 | María của Áo 1528–1603                                 | María của Áo 1528–1603                                 |  |  | Maximilian II Hoàng đế La Mã Thần thánh 1527–1576 lên ngôi 1564–1576 | Maximilian II Hoàng đế La Mã Thần thánh 1527–1576 lên ngôi 1564–1576 | Maximilian II Hoàng đế La Mã Thần thánh 1527–1576 lên ngôi 1564–1576 | Maximilian II Hoàng đế La Mã Thần thánh 1527–1576 lên ngôi 1564–1576 | Maximilian II Hoàng đế La Mã Thần thánh 1527–1576 lên ngôi 1564–1576 | Maximilian II Hoàng đế La Mã Thần thánh 1527–1576 lên ngôi 1564–1576 |  |  | Karl II Đại vương công Áo 1540–1590                                   | Karl II Đại vương công Áo 1540–1590                                   | Karl II Đại vương công Áo 1540–1590                                   | Karl II Đại vương công Áo 1540–1590                                   | Karl II Đại vương công Áo 1540–1590                                   | Karl II Đại vương công Áo 1540–1590                                   |  |  | Maria Anna xứ Bayern 1551–1608                                      | Maria Anna xứ Bayern 1551–1608                                      | Maria Anna xứ Bayern 1551–1608                                      | Maria Anna xứ Bayern 1551–1608                                      | Maria Anna xứ Bayern 1551–1608                                      | Maria Anna xứ Bayern 1551–1608                                      |  |  |  |  |  |  |  |  |  |  |  |  |  |  |  |  |  |  |  |  |  |  |  |  |
|                                                         |                                                         |                                                         |                                                         |                                                         |                                                         |  |  |                                                               |                                                               |                                                               |                                                               |                                                               |                                                               |  |  |                                                              |                                                              |                                                              |                                                              |                                                              |                                                              |  |  |                                                                     |                                                                     |                                                                     |                                                                     |                                                                     |                                                                     |                                                       |                                                       |                                                                      |                                                                      |                                                                      |                                                                      |                                                                      |                                                                      |                                                            |                                                            |                                                                     |                                                                     |                                                                     |                                                                     |                                                                     |                                                                     |                    |  |                                                        |                                                        |                                                        |                                                        |                                                        |                                                        |  |  |                                                                      |                                                                      |                                                                      |                                                                      |                                                                      |                                                                      |  |  |                                                                       |                                                                       |                                                                       |                                                                       |                                                                       |                                                                       |  |  |                                                                     |                                                                     |                                                                     |                                                                     |                                                                     |                                                                     |  |  |  |  |  |  |  |  |  |  |  |  |  |  |  |  |  |  |  |  |  |  |  |  |
|                                                         |                                                         |                                                         |                                                         |                                                         |                                                         |  |  |                                                               |                                                               |                                                               |                                                               |                                                               |                                                               |  |  |                                                              |                                                              |                                                              |                                                              |                                                              |                                                              |  |  |                                                                     |                                                                     |                                                                     |                                                                     |                                                                     |                                                                     |                                                       |                                                       |                                                                      |                                                                      |                                                                      |                                                                      |                                                                      |                                                                      |                                                            |                                                            |                                                                     |                                                                     |                                                                     |                                                                     |                                                                     |                                                                     |                    |  |                                                        |                                                        |                                                        |                                                        |                                                        |                                                        |  |  |                                                                      |                                                                      |                                                                      |                                                                      |                                                                      |                                                                      |  |  |                                                                       |                                                                       |                                                                       |                                                                       |                                                                       |                                                                       |  |  |                                                                     |                                                                     |                                                                     |                                                                     |                                                                     |                                                                     |  |  |  |  |  |  |  |  |  |  |  |  |  |  |  |  |  |  |  |  |  |  |  |  |
|                                                         |                                                         |                                                         |                                                         |                                                         |                                                         |  |  | Maria Manuela của Bồ Đào Nha 1527–1545                        | Maria Manuela của Bồ Đào Nha 1527–1545                        | Maria Manuela của Bồ Đào Nha 1527–1545                        | Maria Manuela của Bồ Đào Nha 1527–1545                        | Maria Manuela của Bồ Đào Nha 1527–1545                        | Maria Manuela của Bồ Đào Nha 1527–1545                        |  |  |                                                              |                                                              |                                                              |                                                              |                                                              |                                                              |  |  | Élisabeth xứ Valois 1545–1568                                       | Élisabeth xứ Valois 1545–1568                                       | Élisabeth xứ Valois 1545–1568                                       | Élisabeth xứ Valois 1545–1568                                       | Élisabeth xứ Valois 1545–1568                                       | Élisabeth xứ Valois 1545–1568                                       |                                                       |                                                       |                                                                      |                                                                      |                                                                      |                                                                      | Felipe II Vua của Tây Ban Nha 1527-1598 lên ngôi 1556–1598           | Felipe II Vua của Tây Ban Nha 1527-1598 lên ngôi 1556–1598           | Felipe II Vua của Tây Ban Nha 1527-1598 lên ngôi 1556–1598 | Felipe II Vua của Tây Ban Nha 1527-1598 lên ngôi 1556–1598 | Felipe II Vua của Tây Ban Nha 1527-1598 lên ngôi 1556–1598          | Felipe II Vua của Tây Ban Nha 1527-1598 lên ngôi 1556–1598          |                                                                     |                                                                     |                                                                     |                                                                     |                    |  | Anna của Áo 1549–1580                                  | Anna của Áo 1549–1580                                  | Anna của Áo 1549–1580                                  | Anna của Áo 1549–1580                                  | Anna của Áo 1549–1580                                  | Anna của Áo 1549–1580                                  |  |  |                                                                      |                                                                      |                                                                      |                                                                      |                                                                      |                                                                      |  |  |                                                                       |                                                                       |                                                                       |                                                                       |                                                                       |                                                                       |  |  |                                                                     |                                                                     |                                                                     |                                                                     |                                                                     |                                                                     |  |  |  |  |  |  |  |  |  |  |  |  |  |  |  |  |  |  |  |  |  |  |  |  |
|                                                         |                                                         |                                                         |                                                         |                                                         |                                                         |  |  |                                                               | Maria Manuela của Bồ Đào Nha 1527–1545                        | Maria Manuela của Bồ Đào Nha 1527–1545                        | Maria Manuela của Bồ Đào Nha 1527–1545                        | Maria Manuela của Bồ Đào Nha 1527–1545                        | Maria Manuela của Bồ Đào Nha 1527–1545                        |  |  |                                                              |                                                              |                                                              |                                                              |                                                              |                                                              |  |  | Élisabeth xứ Valois 1545–1568                                       | Élisabeth xứ Valois 1545–1568                                       | Élisabeth xứ Valois 1545–1568                                       | Élisabeth xứ Valois 1545–1568                                       | Élisabeth xứ Valois 1545–1568                                       | Élisabeth xứ Valois 1545–1568                                       |                                                       |                                                       |                                                                      |                                                                      |                                                                      |                                                                      | Felipe II Vua của Tây Ban Nha 1527-1598 lên ngôi 1556–1598           | Felipe II Vua của Tây Ban Nha 1527-1598 lên ngôi 1556–1598           | Felipe II Vua của Tây Ban Nha 1527-1598 lên ngôi 1556–1598 | Felipe II Vua của Tây Ban Nha 1527-1598 lên ngôi 1556–1598 | Felipe II Vua của Tây Ban Nha 1527-1598 lên ngôi 1556–1598          | Felipe II Vua của Tây Ban Nha 1527-1598 lên ngôi 1556–1598          |                                                                     |                                                                     |                                                                     |                                                                     |                    |  | Anna của Áo 1549–1580                                  | Anna của Áo 1549–1580                                  | Anna của Áo 1549–1580                                  | Anna của Áo 1549–1580                                  | Anna của Áo 1549–1580                                  | Anna của Áo 1549–1580                                  |  |  |                                                                      |                                                                      |                                                                      |                                                                      |                                                                      |                                                                      |  |  |                                                                       |                                                                       |                                                                       |                                                                       |                                                                       |                                                                       |  |  |                                                                     |                                                                     |                                                                     |                                                                     |                                                                     |                                                                     |  |  |  |  |  |  |  |  |  |  |  |  |  |  |  |  |  |  |  |  |  |  |  |  |
|                                                         |                                                         |                                                         |                                                         |                                                         |                                                         |  |  |                                                               |                                                               |                                                               |                                                               |                                                               |                                                               |  |  |                                                              |                                                              |                                                              |                                                              |                                                              |                                                              |  |  |                                                                     |                                                                     |                                                                     |                                                                     |                                                                     |                                                                     |                                                       |                                                       |                                                                      |                                                                      |                                                                      |                                                                      |                                                                      |                                                                      |                                                            |                                                            |                                                                     |                                                                     |                                                                     |                                                                     |                                                                     |                                                                     |                    |  |                                                        |                                                        |                                                        |                                                        |                                                        |                                                        |  |  |                                                                      |                                                                      |                                                                      |                                                                      |                                                                      |                                                                      |  |  |                                                                       |                                                                       |                                                                       |                                                                       |                                                                       |                                                                       |  |  |                                                                     |                                                                     |                                                                     |                                                                     |                                                                     |                                                                     |  |  |  |  |  |  |  |  |  |  |  |  |  |  |  |  |  |  |  |  |  |  |  |  |
|                                                         |                                                         |                                                         |                                                         |                                                         |                                                         |  |  |                                                               |                                                               |                                                               |                                                               |                                                               |                                                               |  |  |                                                              |                                                              |                                                              |                                                              |                                                              |                                                              |  |  |                                                                     |                                                                     |                                                                     |                                                                     |                                                                     |                                                                     |                                                       |                                                       |                                                                      |                                                                      |                                                                      |                                                                      |                                                                      |                                                                      |                                                            |                                                            |                                                                     |                                                                     |                                                                     |                                                                     |                                                                     |                                                                     |                    |  |                                                        |                                                        |                                                        |                                                        |                                                        |                                                        |  |  |                                                                      |                                                                      |                                                                      |                                                                      |                                                                      |                                                                      |  |  |                                                                       |                                                                       |                                                                       |                                                                       |                                                                       |                                                                       |  |  |                                                                     |                                                                     |                                                                     |                                                                     |                                                                     |                                                                     |  |  |  |  |  |  |  |  |  |  |  |  |  |  |  |  |  |  |  |  |  |  |  |  |
|                                                         |                                                         |                                                         |                                                         |                                                         |                                                         |  |  |                                                               |                                                               |                                                               |                                                               |                                                               |                                                               |  |  |                                                              |                                                              |                                                              |                                                              |                                                              |                                                              |  |  |                                                                     |                                                                     |                                                                     |                                                                     |                                                                     |                                                                     |                                                       |                                                       |                                                                      |                                                                      |                                                                      |                                                                      |                                                                      |                                                                      |                                                            |                                                            |                                                                     |                                                                     |                                                                     |                                                                     |                                                                     |                                                                     |                    |  |                                                        |                                                        |                                                        |                                                        |                                                        |                                                        |  |  |                                                                      |                                                                      |                                                                      |                                                                      |                                                                      |                                                                      |  |  |                                                                       |                                                                       |                                                                       |                                                                       |                                                                       |                                                                       |  |  |                                                                     |                                                                     |                                                                     |                                                                     |                                                                     |                                                                     |  |  |  |  |  |  |  |  |  |  |  |  |  |  |  |  |  |  |  |  |  |  |  |  |
|                                                         |                                                         |                                                         |                                                         |                                                         |                                                         |  |  |                                                               |                                                               |                                                               |                                                               |                                                               |                                                               |  |  |                                                              |                                                              |                                                              |                                                              |                                                              |                                                              |  |  |                                                                     |                                                                     |                                                                     |                                                                     |                                                                     |                                                                     |                                                       |                                                       |                                                                      |                                                                      |                                                                      |                                                                      |                                                                      |                                                                      |                                                            |                                                            |                                                                     |                                                                     |                                                                     |                                                                     |                                                                     |                                                                     |                    |  |                                                        |                                                        |                                                        |                                                        |                                                        |                                                        |  |  |                                                                      |                                                                      |                                                                      |                                                                      |                                                                      |                                                                      |  |  |                                                                       |                                                                       |                                                                       |                                                                       |                                                                       |                                                                       |  |  |                                                                     |                                                                     |                                                                     |                                                                     |                                                                     |                                                                     |  |  |  |  |  |  |  |  |  |  |  |  |  |  |  |  |  |  |  |  |  |  |  |  |
|                                                         |                                                         |                                                         |                                                         |                                                         |                                                         |  |  | Henri IV Vua của Pháp 1553–1610 lên ngôi 1589–1610            | Henri IV Vua của Pháp 1553–1610 lên ngôi 1589–1610            | Henri IV Vua của Pháp 1553–1610 lên ngôi 1589–1610            | Henri IV Vua của Pháp 1553–1610 lên ngôi 1589–1610            | Henri IV Vua của Pháp 1553–1610 lên ngôi 1589–1610            | Henri IV Vua của Pháp 1553–1610 lên ngôi 1589–1610            |  |  | Carlos Thân vương xứ Asturias 1545–1568                      | Carlos Thân vương xứ Asturias 1545–1568                      | Carlos Thân vương xứ Asturias 1545–1568                      | Carlos Thân vương xứ Asturias 1545–1568                      | Carlos Thân vương xứ Asturias 1545–1568                      | Carlos Thân vương xứ Asturias 1545–1568                      |  |  | Catalina Micaela 1567–1597                                          | Catalina Micaela 1567–1597                                          | Catalina Micaela 1567–1597                                          | Catalina Micaela 1567–1597                                          | Catalina Micaela 1567–1597                                          | Catalina Micaela 1567–1597                                          |                                                       |                                                       | Carlo Emanuele I Công tước xứ Savoia 1562–1630                       | Carlo Emanuele I Công tước xứ Savoia 1562–1630                       | Carlo Emanuele I Công tước xứ Savoia 1562–1630                       | Carlo Emanuele I Công tước xứ Savoia 1562–1630                       | Carlo Emanuele I Công tước xứ Savoia 1562–1630                       | Carlo Emanuele I Công tước xứ Savoia 1562–1630                       |                                                            |                                                            | Isabel Clara Eugenia 1566–1633                                      | Isabel Clara Eugenia 1566–1633                                      | Isabel Clara Eugenia 1566–1633                                      | Isabel Clara Eugenia 1566–1633                                      | Isabel Clara Eugenia 1566–1633                                      | Isabel Clara Eugenia 1566–1633                                      |                    |  | Albert VII Đại vương công Áo 1559–1621                 | Albert VII Đại vương công Áo 1559–1621                 | Albert VII Đại vương công Áo 1559–1621                 | Albert VII Đại vương công Áo 1559–1621                 | Albert VII Đại vương công Áo 1559–1621                 | Albert VII Đại vương công Áo 1559–1621                 |  |  | Felipe III Vua Tây Ban Nha 1578–1621 lên ngôi 1598–1621              | Felipe III Vua Tây Ban Nha 1578–1621 lên ngôi 1598–1621              | Felipe III Vua Tây Ban Nha 1578–1621 lên ngôi 1598–1621              | Felipe III Vua Tây Ban Nha 1578–1621 lên ngôi 1598–1621              | Felipe III Vua Tây Ban Nha 1578–1621 lên ngôi 1598–1621              | Felipe III Vua Tây Ban Nha 1578–1621 lên ngôi 1598–1621              |  |  | Margarete của Áo 1584–1611                                            | Margarete của Áo 1584–1611                                            | Margarete của Áo 1584–1611                                            | Margarete của Áo 1584–1611                                            | Margarete của Áo 1584–1611                                            | Margarete của Áo 1584–1611                                            |  |  | Ferdinand II Hoàng đế La Mã Thần thánh 1578–1637 lên ngôi 1619–1637 | Ferdinand II Hoàng đế La Mã Thần thánh 1578–1637 lên ngôi 1619–1637 | Ferdinand II Hoàng đế La Mã Thần thánh 1578–1637 lên ngôi 1619–1637 | Ferdinand II Hoàng đế La Mã Thần thánh 1578–1637 lên ngôi 1619–1637 | Ferdinand II Hoàng đế La Mã Thần thánh 1578–1637 lên ngôi 1619–1637 | Ferdinand II Hoàng đế La Mã Thần thánh 1578–1637 lên ngôi 1619–1637 |  |  |  |  |  |  |  |  |  |  |  |  |  |  |  |  |  |  |  |  |  |  |  |  |
|                                                         |                                                         |                                                         |                                                         |                                                         |                                                         |  |  | Henri IV Vua của Pháp 1553–1610 lên ngôi 1589–1610            | Henri IV Vua của Pháp 1553–1610 lên ngôi 1589–1610            | Henri IV Vua của Pháp 1553–1610 lên ngôi 1589–1610            | Henri IV Vua của Pháp 1553–1610 lên ngôi 1589–1610            | Henri IV Vua của Pháp 1553–1610 lên ngôi 1589–1610            | Henri IV Vua của Pháp 1553–1610 lên ngôi 1589–1610            |  |  | Carlos Thân vương xứ Asturias 1545–1568                      | Carlos Thân vương xứ Asturias 1545–1568                      | Carlos Thân vương xứ Asturias 1545–1568                      | Carlos Thân vương xứ Asturias 1545–1568                      | Carlos Thân vương xứ Asturias 1545–1568                      | Carlos Thân vương xứ Asturias 1545–1568                      |  |  | Catalina Micaela 1567–1597                                          | Catalina Micaela 1567–1597                                          | Catalina Micaela 1567–1597                                          | Catalina Micaela 1567–1597                                          | Catalina Micaela 1567–1597                                          | Catalina Micaela 1567–1597                                          |                                                       |                                                       | Carlo Emanuele I Công tước xứ Savoia 1562–1630                       | Carlo Emanuele I Công tước xứ Savoia 1562–1630                       | Carlo Emanuele I Công tước xứ Savoia 1562–1630                       | Carlo Emanuele I Công tước xứ Savoia 1562–1630                       | Carlo Emanuele I Công tước xứ Savoia 1562–1630                       | Carlo Emanuele I Công tước xứ Savoia 1562–1630                       |                                                            |                                                            | Isabel Clara Eugenia 1566–1633                                      | Isabel Clara Eugenia 1566–1633                                      | Isabel Clara Eugenia 1566–1633                                      | Isabel Clara Eugenia 1566–1633                                      | Isabel Clara Eugenia 1566–1633                                      | Isabel Clara Eugenia 1566–1633                                      |                    |  | Albert VII Đại vương công Áo 1559–1621                 | Albert VII Đại vương công Áo 1559–1621                 | Albert VII Đại vương công Áo 1559–1621                 | Albert VII Đại vương công Áo 1559–1621                 | Albert VII Đại vương công Áo 1559–1621                 | Albert VII Đại vương công Áo 1559–1621                 |  |  | Felipe III Vua Tây Ban Nha 1578–1621 lên ngôi 1598–1621              | Felipe III Vua Tây Ban Nha 1578–1621 lên ngôi 1598–1621              | Felipe III Vua Tây Ban Nha 1578–1621 lên ngôi 1598–1621              | Felipe III Vua Tây Ban Nha 1578–1621 lên ngôi 1598–1621              | Felipe III Vua Tây Ban Nha 1578–1621 lên ngôi 1598–1621              | Felipe III Vua Tây Ban Nha 1578–1621 lên ngôi 1598–1621              |  |  | Margarete của Áo 1584–1611                                            | Margarete của Áo 1584–1611                                            | Margarete của Áo 1584–1611                                            | Margarete của Áo 1584–1611                                            | Margarete của Áo 1584–1611                                            | Margarete của Áo 1584–1611                                            |  |  | Ferdinand II Hoàng đế La Mã Thần thánh 1578–1637 lên ngôi 1619–1637 | Ferdinand II Hoàng đế La Mã Thần thánh 1578–1637 lên ngôi 1619–1637 | Ferdinand II Hoàng đế La Mã Thần thánh 1578–1637 lên ngôi 1619–1637 | Ferdinand II Hoàng đế La Mã Thần thánh 1578–1637 lên ngôi 1619–1637 | Ferdinand II Hoàng đế La Mã Thần thánh 1578–1637 lên ngôi 1619–1637 | Ferdinand II Hoàng đế La Mã Thần thánh 1578–1637 lên ngôi 1619–1637 |  |  |  |  |  |  |  |  |  |  |  |  |  |  |  |  |  |  |  |  |  |  |  |  |
|                                                         |                                                         |                                                         |                                                         |                                                         |                                                         |  |  |                                                               |                                                               |                                                               |                                                               |                                                               |                                                               |  |  |                                                              |                                                              |                                                              |                                                              |                                                              |                                                              |  |  |                                                                     |                                                                     |                                                                     |                                                                     |                                                                     |                                                                     |                                                       |                                                       |                                                                      |                                                                      |                                                                      |                                                                      |                                                                      |                                                                      |                                                            |                                                            |                                                                     |                                                                     |                                                                     |                                                                     |                                                                     |                                                                     |                    |  |                                                        |                                                        |                                                        |                                                        |                                                        |                                                        |  |  |                                                                      |                                                                      |                                                                      |                                                                      |                                                                      |                                                                      |  |  |                                                                       |                                                                       |                                                                       |                                                                       |                                                                       |                                                                       |  |  |                                                                     |                                                                     |                                                                     |                                                                     |                                                                     |                                                                     |  |  |  |  |  |  |  |  |  |  |  |  |  |  |  |  |  |  |  |  |  |  |  |  |
|                                                         |                                                         |                                                         |                                                         |                                                         |                                                         |  |  |                                                               |                                                               |                                                               |                                                               |                                                               |                                                               |  |  |                                                              |                                                              |                                                              |                                                              |                                                              |                                                              |  |  |                                                                     |                                                                     |                                                                     |                                                                     |                                                                     |                                                                     |                                                       |                                                       |                                                                      |                                                                      |                                                                      |                                                                      |                                                                      |                                                                      |                                                            |                                                            |                                                                     |                                                                     |                                                                     |                                                                     |                                                                     |                                                                     |                    |  |                                                        |                                                        |                                                        |                                                        |                                                        |                                                        |  |  |                                                                      |                                                                      |                                                                      |                                                                      |                                                                      |                                                                      |  |  |                                                                       |                                                                       |                                                                       |                                                                       |                                                                       |                                                                       |  |  |                                                                     |                                                                     |                                                                     |                                                                     |                                                                     |                                                                     |  |  |  |  |  |  |  |  |  |  |  |  |  |  |  |  |  |  |  |  |  |  |  |  |
|                                                         |                                                         |                                                         |                                                         |                                                         |                                                         |  |  |                                                               |                                                               |                                                               |                                                               |                                                               |                                                               |  |  |                                                              |                                                              |                                                              |                                                              |                                                              |                                                              |  |  |                                                                     |                                                                     |                                                                     |                                                                     |                                                                     |                                                                     |                                                       |                                                       |                                                                      |                                                                      |                                                                      |                                                                      |                                                                      |                                                                      |                                                            |                                                            |                                                                     |                                                                     |                                                                     |                                                                     |                                                                     |                                                                     |                    |  |                                                        |                                                        |                                                        |                                                        |                                                        |                                                        |  |  |                                                                      |                                                                      |                                                                      |                                                                      |                                                                      |                                                                      |  |  |                                                                       |                                                                       |                                                                       |                                                                       |                                                                       |                                                                       |  |  |                                                                     |                                                                     |                                                                     |                                                                     |                                                                     |                                                                     |  |  |  |  |  |  |  |  |  |  |  |  |  |  |  |  |  |  |  |  |  |  |  |  |
|                                                         |                                                         |                                                         |                                                         |                                                         |                                                         |  |  |                                                               |                                                               |                                                               |                                                               |                                                               |                                                               |  |  |                                                              |                                                              |                                                              |                                                              |                                                              |                                                              |  |  |                                                                     |                                                                     |                                                                     |                                                                     |                                                                     |                                                                     |                                                       |                                                       |                                                                      |                                                                      |                                                                      |                                                                      |                                                                      |                                                                      |                                                            |                                                            |                                                                     |                                                                     |                                                                     |                                                                     |                                                                     |                                                                     |                    |  |                                                        |                                                        |                                                        |                                                        |                                                        |                                                        |  |  |                                                                      |                                                                      |                                                                      |                                                                      |                                                                      |                                                                      |  |  |                                                                       |                                                                       |                                                                       |                                                                       |                                                                       |                                                                       |  |  |                                                                     |                                                                     |                                                                     |                                                                     |                                                                     |                                                                     |  |  |  |  |  |  |  |  |  |  |  |  |  |  |  |  |  |  |  |  |  |  |  |  |
|                                                         |                                                         |                                                         |                                                         |                                                         |                                                         |  |  | Louis XIII Vua của Pháp 1601–1643 lên ngôi 1610–1643          | Louis XIII Vua của Pháp 1601–1643 lên ngôi 1610–1643          | Louis XIII Vua của Pháp 1601–1643 lên ngôi 1610–1643          | Louis XIII Vua của Pháp 1601–1643 lên ngôi 1610–1643          | Louis XIII Vua của Pháp 1601–1643 lên ngôi 1610–1643          | Louis XIII Vua của Pháp 1601–1643 lên ngôi 1610–1643          |  |  | Ana của Tây Ban Nha 1601–1666                                | Ana của Tây Ban Nha 1601–1666                                | Ana của Tây Ban Nha 1601–1666                                | Ana của Tây Ban Nha 1601–1666                                | Ana của Tây Ban Nha 1601–1666                                | Ana của Tây Ban Nha 1601–1666                                |  |  |                                                                     |                                                                     |                                                                     |                                                                     |                                                                     |                                                                     |                                                       |                                                       |                                                                      |                                                                      |                                                                      |                                                                      |                                                                      |                                                                      |                                                            |                                                            | Carlos của Tây Ban Nha 1607–1632                                    | Carlos của Tây Ban Nha 1607–1632                                    | Carlos của Tây Ban Nha 1607–1632                                    | Carlos của Tây Ban Nha 1607–1632                                    | Carlos của Tây Ban Nha 1607–1632                                    | Carlos của Tây Ban Nha 1607–1632                                    |                    |  | Ferdinand của Áo 1609/1610 –1641                       | Ferdinand của Áo 1609/1610 –1641                       | Ferdinand của Áo 1609/1610 –1641                       | Ferdinand của Áo 1609/1610 –1641                       | Ferdinand của Áo 1609/1610 –1641                       | Ferdinand của Áo 1609/1610 –1641                       |  |  | María Ana của Áo 1606–1646                                           | María Ana của Áo 1606–1646                                           | María Ana của Áo 1606–1646                                           | María Ana của Áo 1606–1646                                           | María Ana của Áo 1606–1646                                           | María Ana của Áo 1606–1646                                           |  |  | Ferdinand III Hoàng đế La Mã Thần thánh 1608–1657 lên ngôi 1637–1657  | Ferdinand III Hoàng đế La Mã Thần thánh 1608–1657 lên ngôi 1637–1657  | Ferdinand III Hoàng đế La Mã Thần thánh 1608–1657 lên ngôi 1637–1657  | Ferdinand III Hoàng đế La Mã Thần thánh 1608–1657 lên ngôi 1637–1657  | Ferdinand III Hoàng đế La Mã Thần thánh 1608–1657 lên ngôi 1637–1657  | Ferdinand III Hoàng đế La Mã Thần thánh 1608–1657 lên ngôi 1637–1657  |  |  | Eleonora Gonzaga xứ Mantova và Nevers 1630–1686                     | Eleonora Gonzaga xứ Mantova và Nevers 1630–1686                     | Eleonora Gonzaga xứ Mantova và Nevers 1630–1686                     | Eleonora Gonzaga xứ Mantova và Nevers 1630–1686                     | Eleonora Gonzaga xứ Mantova và Nevers 1630–1686                     | Eleonora Gonzaga xứ Mantova và Nevers 1630–1686                     |  |  |  |  |  |  |  |  |  |  |  |  |  |  |  |  |  |  |  |  |  |  |  |  |
|                                                         |                                                         |                                                         |                                                         |                                                         |                                                         |  |  | Louis XIII Vua của Pháp 1601–1643 lên ngôi 1610–1643          | Louis XIII Vua của Pháp 1601–1643 lên ngôi 1610–1643          | Louis XIII Vua của Pháp 1601–1643 lên ngôi 1610–1643          | Louis XIII Vua của Pháp 1601–1643 lên ngôi 1610–1643          | Louis XIII Vua của Pháp 1601–1643 lên ngôi 1610–1643          | Louis XIII Vua của Pháp 1601–1643 lên ngôi 1610–1643          |  |  | Ana của Tây Ban Nha 1601–1666                                | Ana của Tây Ban Nha 1601–1666                                | Ana của Tây Ban Nha 1601–1666                                | Ana của Tây Ban Nha 1601–1666                                | Ana của Tây Ban Nha 1601–1666                                | Ana của Tây Ban Nha 1601–1666                                |  |  |                                                                     |                                                                     |                                                                     |                                                                     |                                                                     |                                                                     |                                                       |                                                       |                                                                      |                                                                      |                                                                      |                                                                      |                                                                      |                                                                      |                                                            |                                                            | Carlos của Tây Ban Nha 1607–1632                                    | Carlos của Tây Ban Nha 1607–1632                                    | Carlos của Tây Ban Nha 1607–1632                                    | Carlos của Tây Ban Nha 1607–1632                                    | Carlos của Tây Ban Nha 1607–1632                                    | Carlos của Tây Ban Nha 1607–1632                                    |                    |  | Ferdinand của Áo 1609/1610 –1641                       | Ferdinand của Áo 1609/1610 –1641                       | Ferdinand của Áo 1609/1610 –1641                       | Ferdinand của Áo 1609/1610 –1641                       | Ferdinand của Áo 1609/1610 –1641                       | Ferdinand của Áo 1609/1610 –1641                       |  |  | María Ana của Áo 1606–1646                                           | María Ana của Áo 1606–1646                                           | María Ana của Áo 1606–1646                                           | María Ana của Áo 1606–1646                                           | María Ana của Áo 1606–1646                                           | María Ana của Áo 1606–1646                                           |  |  | Ferdinand III Hoàng đế La Mã Thần thánh 1608–1657 lên ngôi 1637–1657  | Ferdinand III Hoàng đế La Mã Thần thánh 1608–1657 lên ngôi 1637–1657  | Ferdinand III Hoàng đế La Mã Thần thánh 1608–1657 lên ngôi 1637–1657  | Ferdinand III Hoàng đế La Mã Thần thánh 1608–1657 lên ngôi 1637–1657  | Ferdinand III Hoàng đế La Mã Thần thánh 1608–1657 lên ngôi 1637–1657  | Ferdinand III Hoàng đế La Mã Thần thánh 1608–1657 lên ngôi 1637–1657  |  |  | Eleonora Gonzaga xứ Mantova và Nevers 1630–1686                     | Eleonora Gonzaga xứ Mantova và Nevers 1630–1686                     | Eleonora Gonzaga xứ Mantova và Nevers 1630–1686                     | Eleonora Gonzaga xứ Mantova và Nevers 1630–1686                     | Eleonora Gonzaga xứ Mantova và Nevers 1630–1686                     | Eleonora Gonzaga xứ Mantova và Nevers 1630–1686                     |  |  |  |  |  |  |  |  |  |  |  |  |  |  |  |  |  |  |  |  |  |  |  |  |
|                                                         |                                                         |                                                         |                                                         |                                                         |                                                         |  |  |                                                               |                                                               |                                                               |                                                               |                                                               |                                                               |  |  |                                                              |                                                              |                                                              |                                                              |                                                              |                                                              |  |  |                                                                     |                                                                     |                                                                     |                                                                     |                                                                     |                                                                     |                                                       |                                                       |                                                                      |                                                                      |                                                                      |                                                                      |                                                                      |                                                                      |                                                            |                                                            |                                                                     |                                                                     |                                                                     |                                                                     |                                                                     |                                                                     |                    |  |                                                        |                                                        |                                                        |                                                        |                                                        |                                                        |  |  |                                                                      |                                                                      |                                                                      |                                                                      |                                                                      |                                                                      |  |  |                                                                       |                                                                       |                                                                       |                                                                       |                                                                       |                                                                       |  |  |                                                                     |                                                                     |                                                                     |                                                                     |                                                                     |                                                                     |  |  |  |  |  |  |  |  |  |  |  |  |  |  |  |  |  |  |  |  |  |  |  |  |
|                                                         |                                                         |                                                         |                                                         |                                                         |                                                         |  |  |                                                               |                                                               |                                                               |                                                               |                                                               |                                                               |  |  |                                                              |                                                              |                                                              |                                                              |                                                              |                                                              |  |  |                                                                     |                                                                     |                                                                     |                                                                     |                                                                     |                                                                     |                                                       |                                                       |                                                                      |                                                                      |                                                                      |                                                                      |                                                                      |                                                                      |                                                            |                                                            |                                                                     |                                                                     |                                                                     |                                                                     |                                                                     |                                                                     |                    |  |                                                        |                                                        |                                                        |                                                        |                                                        |                                                        |  |  |                                                                      |                                                                      |                                                                      |                                                                      |                                                                      |                                                                      |  |  |                                                                       |                                                                       |                                                                       |                                                                       |                                                                       |                                                                       |  |  |                                                                     |                                                                     |                                                                     |                                                                     |                                                                     |                                                                     |  |  |  |  |  |  |  |  |  |  |  |  |  |  |  |  |  |  |  |  |  |  |  |  |
|                                                         |                                                         |                                                         |                                                         |                                                         |                                                         |  |  |                                                               |                                                               |                                                               |                                                               |                                                               |                                                               |  |  |                                                              |                                                              |                                                              |                                                              |                                                              |                                                              |  |  | Élisabeth của Pháp 1602–1644                                        | Élisabeth của Pháp 1602–1644                                        | Élisabeth của Pháp 1602–1644                                        | Élisabeth của Pháp 1602–1644                                        | Élisabeth của Pháp 1602–1644                                        | Élisabeth của Pháp 1602–1644                                        |                                                       |                                                       | Felipe IV Vua Tây Ban Nha 1605–1665 lên ngôi 1621–1665               | Felipe IV Vua Tây Ban Nha 1605–1665 lên ngôi 1621–1665               | Felipe IV Vua Tây Ban Nha 1605–1665 lên ngôi 1621–1665               | Felipe IV Vua Tây Ban Nha 1605–1665 lên ngôi 1621–1665               | Felipe IV Vua Tây Ban Nha 1605–1665 lên ngôi 1621–1665               | Felipe IV Vua Tây Ban Nha 1605–1665 lên ngôi 1621–1665               |                                                            |                                                            | Maria Anna của Áo 1634–1696                                         | Maria Anna của Áo 1634–1696                                         | Maria Anna của Áo 1634–1696                                         | Maria Anna của Áo 1634–1696                                         | Maria Anna của Áo 1634–1696                                         | Maria Anna của Áo 1634–1696                                         |                    |  | Philipp Tuyển hầu xứ Pfalz 1615–1690                   | Philipp Tuyển hầu xứ Pfalz 1615–1690                   | Philipp Tuyển hầu xứ Pfalz 1615–1690                   | Philipp Tuyển hầu xứ Pfalz 1615–1690                   | Philipp Tuyển hầu xứ Pfalz 1615–1690                   | Philipp Tuyển hầu xứ Pfalz 1615–1690                   |  |  |                                                                      |                                                                      |                                                                      |                                                                      |                                                                      |                                                                      |  |  |                                                                       |                                                                       |                                                                       |                                                                       |                                                                       |                                                                       |  |  |                                                                     |                                                                     |                                                                     |                                                                     |                                                                     |                                                                     |  |  |  |  |  |  |  |  |  |  |  |  |  |  |  |  |  |  |  |  |  |  |  |  |
|                                                         |                                                         |                                                         |                                                         |                                                         |                                                         |  |  |                                                               |                                                               |                                                               |                                                               |                                                               |                                                               |  |  |                                                              |                                                              |                                                              |                                                              |                                                              |                                                              |  |  | Élisabeth của Pháp 1602–1644                                        | Élisabeth của Pháp 1602–1644                                        | Élisabeth của Pháp 1602–1644                                        | Élisabeth của Pháp 1602–1644                                        | Élisabeth của Pháp 1602–1644                                        | Élisabeth của Pháp 1602–1644                                        |                                                       |                                                       | Felipe IV Vua Tây Ban Nha 1605–1665 lên ngôi 1621–1665               | Felipe IV Vua Tây Ban Nha 1605–1665 lên ngôi 1621–1665               | Felipe IV Vua Tây Ban Nha 1605–1665 lên ngôi 1621–1665               | Felipe IV Vua Tây Ban Nha 1605–1665 lên ngôi 1621–1665               | Felipe IV Vua Tây Ban Nha 1605–1665 lên ngôi 1621–1665               | Felipe IV Vua Tây Ban Nha 1605–1665 lên ngôi 1621–1665               |                                                            |                                                            | Maria Anna của Áo 1634–1696                                         | Maria Anna của Áo 1634–1696                                         | Maria Anna của Áo 1634–1696                                         | Maria Anna của Áo 1634–1696                                         | Maria Anna của Áo 1634–1696                                         | Maria Anna của Áo 1634–1696                                         |                    |  | Philipp Tuyển hầu xứ Pfalz 1615–1690                   | Philipp Tuyển hầu xứ Pfalz 1615–1690                   | Philipp Tuyển hầu xứ Pfalz 1615–1690                   | Philipp Tuyển hầu xứ Pfalz 1615–1690                   | Philipp Tuyển hầu xứ Pfalz 1615–1690                   | Philipp Tuyển hầu xứ Pfalz 1615–1690                   |  |  |                                                                      |                                                                      |                                                                      |                                                                      |                                                                      |                                                                      |  |  |                                                                       |                                                                       |                                                                       |                                                                       |                                                                       |                                                                       |  |  |                                                                     |                                                                     |                                                                     |                                                                     |                                                                     |                                                                     |  |  |  |  |  |  |  |  |  |  |  |  |  |  |  |  |  |  |  |  |  |  |  |  |
|                                                         |                                                         |                                                         |                                                         |                                                         |                                                         |  |  |                                                               |                                                               |                                                               |                                                               |                                                               |                                                               |  |  |                                                              |                                                              |                                                              |                                                              |                                                              |                                                              |  |  |                                                                     |                                                                     |                                                                     |                                                                     |                                                                     |                                                                     |                                                       |                                                       |                                                                      |                                                                      |                                                                      |                                                                      |                                                                      |                                                                      |                                                            |                                                            |                                                                     |                                                                     |                                                                     |                                                                     |                                                                     |                                                                     |                    |  |                                                        |                                                        |                                                        |                                                        |                                                        |                                                        |  |  |                                                                      |                                                                      |                                                                      |                                                                      |                                                                      |                                                                      |  |  |                                                                       |                                                                       |                                                                       |                                                                       |                                                                       |                                                                       |  |  |                                                                     |                                                                     |                                                                     |                                                                     |                                                                     |                                                                     |  |  |  |  |  |  |  |  |  |  |  |  |  |  |  |  |  |  |  |  |  |  |  |  |
|                                                         |                                                         |                                                         |                                                         |                                                         |                                                         |  |  |                                                               |                                                               |                                                               |                                                               |                                                               |                                                               |  |  |                                                              |                                                              |                                                              |                                                              |                                                              |                                                              |  |  |                                                                     |                                                                     |                                                                     |                                                                     |                                                                     |                                                                     |                                                       |                                                       |                                                                      |                                                                      |                                                                      |                                                                      |                                                                      |                                                                      |                                                            |                                                            |                                                                     |                                                                     |                                                                     |                                                                     |                                                                     |                                                                     |                    |  |                                                        |                                                        |                                                        |                                                        |                                                        |                                                        |  |  |                                                                      |                                                                      |                                                                      |                                                                      |                                                                      |                                                                      |  |  |                                                                       |                                                                       |                                                                       |                                                                       |                                                                       |                                                                       |  |  |                                                                     |                                                                     |                                                                     |                                                                     |                                                                     |                                                                     |  |  |  |  |  |  |  |  |  |  |  |  |  |  |  |  |  |  |  |  |  |  |  |  |
|                                                         |                                                         |                                                         |                                                         |                                                         |                                                         |  |  |                                                               |                                                               |                                                               |                                                               |                                                               |                                                               |  |  |                                                              |                                                              |                                                              |                                                              |                                                              |                                                              |  |  |                                                                     |                                                                     |                                                                     |                                                                     |                                                                     |                                                                     |                                                       |                                                       |                                                                      |                                                                      |                                                                      |                                                                      |                                                                      |                                                                      |                                                            |                                                            |                                                                     |                                                                     |                                                                     |                                                                     |                                                                     |                                                                     |                    |  |                                                        |                                                        |                                                        |                                                        |                                                        |                                                        |  |  |                                                                      |                                                                      |                                                                      |                                                                      |                                                                      |                                                                      |  |  |                                                                       |                                                                       |                                                                       |                                                                       |                                                                       |                                                                       |  |  |                                                                     |                                                                     |                                                                     |                                                                     |                                                                     |                                                                     |  |  |  |  |  |  |  |  |  |  |  |  |  |  |  |  |  |  |  |  |  |  |  |  |
|                                                         |                                                         |                                                         |                                                         |                                                         |                                                         |  |  |                                                               |                                                               |                                                               |                                                               |                                                               |                                                               |  |  |                                                              |                                                              |                                                              |                                                              |                                                              |                                                              |  |  |                                                                     |                                                                     |                                                                     |                                                                     |                                                                     |                                                                     |                                                       |                                                       |                                                                      |                                                                      |                                                                      |                                                                      |                                                                      |                                                                      |                                                            |                                                            |                                                                     |                                                                     |                                                                     |                                                                     |                                                                     |                                                                     |                    |  |                                                        |                                                        |                                                        |                                                        |                                                        |                                                        |  |  |                                                                      |                                                                      |                                                                      |                                                                      |                                                                      |                                                                      |  |  |                                                                       |                                                                       |                                                                       |                                                                       |                                                                       |                                                                       |  |  |                                                                     |                                                                     |                                                                     |                                                                     |                                                                     |                                                                     |  |  |  |  |  |  |  |  |  |  |  |  |  |  |  |  |  |  |  |  |  |  |  |  |
| Louis XIV Vua của Pháp 1638–1715 lên ngôi 1643–1715     | Louis XIV Vua của Pháp 1638–1715 lên ngôi 1643–1715     | Louis XIV Vua của Pháp 1638–1715 lên ngôi 1643–1715     | Louis XIV Vua của Pháp 1638–1715 lên ngôi 1643–1715     | Louis XIV Vua của Pháp 1638–1715 lên ngôi 1643–1715     | Louis XIV Vua của Pháp 1638–1715 lên ngôi 1643–1715     |  |  | María Teresa của Tây Ban Nha 1638–1683                        | María Teresa của Tây Ban Nha 1638–1683                        | María Teresa của Tây Ban Nha 1638–1683                        | María Teresa của Tây Ban Nha 1638–1683                        | María Teresa của Tây Ban Nha 1638–1683                        | María Teresa của Tây Ban Nha 1638–1683                        |  |  | Philippe I Công tước xứ Orléans 1640–1701                    | Philippe I Công tước xứ Orléans 1640–1701                    | Philippe I Công tước xứ Orléans 1640–1701                    | Philippe I Công tước xứ Orléans 1640–1701                    | Philippe I Công tước xứ Orléans 1640–1701                    | Philippe I Công tước xứ Orléans 1640–1701                    |  |  | Baltasar Carlos Thân vương xứ Asturias 1629–1646                    | Baltasar Carlos Thân vương xứ Asturias 1629–1646                    | Baltasar Carlos Thân vương xứ Asturias 1629–1646                    | Baltasar Carlos Thân vương xứ Asturias 1629–1646                    | Baltasar Carlos Thân vương xứ Asturias 1629–1646                    | Baltasar Carlos Thân vương xứ Asturias 1629–1646                    |                                                       |                                                       | Juan của Áo 1629–1679                                                | Juan của Áo 1629–1679                                                | Juan của Áo 1629–1679                                                | Juan của Áo 1629–1679                                                | Juan của Áo 1629–1679                                                | Juan của Áo 1629–1679                                                |                                                            |                                                            |                                                                     |                                                                     |                                                                     |                                                                     |                                                                     |                                                                     |                    |  | Margarita Teresa của Tây Ban Nha 1651–1673             | Margarita Teresa của Tây Ban Nha 1651–1673             | Margarita Teresa của Tây Ban Nha 1651–1673             | Margarita Teresa của Tây Ban Nha 1651–1673             | Margarita Teresa của Tây Ban Nha 1651–1673             | Margarita Teresa của Tây Ban Nha 1651–1673             |  |  | Leopold I Hoàng đế La Mã Thần thánh 1640–1705 lên ngôi 1658–1705     | Leopold I Hoàng đế La Mã Thần thánh 1640–1705 lên ngôi 1658–1705     | Leopold I Hoàng đế La Mã Thần thánh 1640–1705 lên ngôi 1658–1705     | Leopold I Hoàng đế La Mã Thần thánh 1640–1705 lên ngôi 1658–1705     | Leopold I Hoàng đế La Mã Thần thánh 1640–1705 lên ngôi 1658–1705     | Leopold I Hoàng đế La Mã Thần thánh 1640–1705 lên ngôi 1658–1705     |  |  | Eleonore xứ Neuburg 1655–1720                                         | Eleonore xứ Neuburg 1655–1720                                         | Eleonore xứ Neuburg 1655–1720                                         | Eleonore xứ Neuburg 1655–1720                                         | Eleonore xứ Neuburg 1655–1720                                         | Eleonore xứ Neuburg 1655–1720                                         |  |  | Eleonore của Áo 1653–1657                                           | Eleonore của Áo 1653–1657                                           | Eleonore của Áo 1653–1657                                           | Eleonore của Áo 1653–1657                                           | Eleonore của Áo 1653–1657                                           | Eleonore của Áo 1653–1657                                           |  |  |  |  |  |  |  |  |  |  |  |  |  |  |  |  |  |  |  |  |  |  |  |  |
| Louis XIV Vua của Pháp 1638–1715 lên ngôi 1643–1715     | Louis XIV Vua của Pháp 1638–1715 lên ngôi 1643–1715     | Louis XIV Vua của Pháp 1638–1715 lên ngôi 1643–1715     | Louis XIV Vua của Pháp 1638–1715 lên ngôi 1643–1715     | Louis XIV Vua của Pháp 1638–1715 lên ngôi 1643–1715     | Louis XIV Vua của Pháp 1638–1715 lên ngôi 1643–1715     |  |  | María Teresa của Tây Ban Nha 1638–1683                        | María Teresa của Tây Ban Nha 1638–1683                        | María Teresa của Tây Ban Nha 1638–1683                        | María Teresa của Tây Ban Nha 1638–1683                        | María Teresa của Tây Ban Nha 1638–1683                        | María Teresa của Tây Ban Nha 1638–1683                        |  |  | Philippe I Công tước xứ Orléans 1640–1701                    | Philippe I Công tước xứ Orléans 1640–1701                    | Philippe I Công tước xứ Orléans 1640–1701                    | Philippe I Công tước xứ Orléans 1640–1701                    | Philippe I Công tước xứ Orléans 1640–1701                    | Philippe I Công tước xứ Orléans 1640–1701                    |  |  | Baltasar Carlos Thân vương xứ Asturias 1629–1646                    | Baltasar Carlos Thân vương xứ Asturias 1629–1646                    | Baltasar Carlos Thân vương xứ Asturias 1629–1646                    | Baltasar Carlos Thân vương xứ Asturias 1629–1646                    | Baltasar Carlos Thân vương xứ Asturias 1629–1646                    | Baltasar Carlos Thân vương xứ Asturias 1629–1646                    |                                                       |                                                       | Juan của Áo 1629–1679                                                | Juan của Áo 1629–1679                                                | Juan của Áo 1629–1679                                                | Juan của Áo 1629–1679                                                | Juan của Áo 1629–1679                                                | Juan của Áo 1629–1679                                                |                                                            |                                                            |                                                                     |                                                                     |                                                                     |                                                                     |                                                                     |                                                                     |                    |  | Margarita Teresa của Tây Ban Nha 1651–1673             | Margarita Teresa của Tây Ban Nha 1651–1673             | Margarita Teresa của Tây Ban Nha 1651–1673             | Margarita Teresa của Tây Ban Nha 1651–1673             | Margarita Teresa của Tây Ban Nha 1651–1673             | Margarita Teresa của Tây Ban Nha 1651–1673             |  |  | Leopold I Hoàng đế La Mã Thần thánh 1640–1705 lên ngôi 1658–1705     | Leopold I Hoàng đế La Mã Thần thánh 1640–1705 lên ngôi 1658–1705     | Leopold I Hoàng đế La Mã Thần thánh 1640–1705 lên ngôi 1658–1705     | Leopold I Hoàng đế La Mã Thần thánh 1640–1705 lên ngôi 1658–1705     | Leopold I Hoàng đế La Mã Thần thánh 1640–1705 lên ngôi 1658–1705     | Leopold I Hoàng đế La Mã Thần thánh 1640–1705 lên ngôi 1658–1705     |  |  | Eleonore xứ Neuburg 1655–1720                                         | Eleonore xứ Neuburg 1655–1720                                         | Eleonore xứ Neuburg 1655–1720                                         | Eleonore xứ Neuburg 1655–1720                                         | Eleonore xứ Neuburg 1655–1720                                         | Eleonore xứ Neuburg 1655–1720                                         |  |  | Eleonore của Áo 1653–1657                                           | Eleonore của Áo 1653–1657                                           | Eleonore của Áo 1653–1657                                           | Eleonore của Áo 1653–1657                                           | Eleonore của Áo 1653–1657                                           | Eleonore của Áo 1653–1657                                           |  |  |  |  |  |  |  |  |  |  |  |  |  |  |  |  |  |  |  |  |  |  |  |  |
|                                                         |                                                         |                                                         |                                                         |                                                         |                                                         |  |  |                                                               |                                                               |                                                               |                                                               |                                                               |                                                               |  |  |                                                              |                                                              |                                                              |                                                              |                                                              |                                                              |  |  |                                                                     |                                                                     |                                                                     |                                                                     |                                                                     |                                                                     |                                                       |                                                       |                                                                      |                                                                      |                                                                      |                                                                      |                                                                      |                                                                      |                                                            |                                                            |                                                                     |                                                                     |                                                                     |                                                                     |                                                                     |                                                                     |                    |  |                                                        |                                                        |                                                        |                                                        |                                                        |                                                        |  |  |                                                                      |                                                                      |                                                                      |                                                                      |                                                                      |                                                                      |  |  |                                                                       |                                                                       |                                                                       |                                                                       |                                                                       |                                                                       |  |  |                                                                     |                                                                     |                                                                     |                                                                     |                                                                     |                                                                     |  |  |  |  |  |  |  |  |  |  |  |  |  |  |  |  |  |  |  |  |  |  |  |  |
|                                                         |                                                         |                                                         |                                                         |                                                         |                                                         |  |  |                                                               |                                                               |                                                               |                                                               |                                                               |                                                               |  |  |                                                              |                                                              |                                                              |                                                              |                                                              |                                                              |  |  |                                                                     |                                                                     |                                                                     |                                                                     |                                                                     |                                                                     |                                                       |                                                       |                                                                      |                                                                      |                                                                      |                                                                      |                                                                      |                                                                      |                                                            |                                                            |                                                                     |                                                                     |                                                                     |                                                                     |                                                                     |                                                                     |                    |  |                                                        |                                                        |                                                        |                                                        |                                                        |                                                        |  |  |                                                                      |                                                                      |                                                                      |                                                                      |                                                                      |                                                                      |  |  |                                                                       |                                                                       |                                                                       |                                                                       |                                                                       |                                                                       |  |  |                                                                     |                                                                     |                                                                     |                                                                     |                                                                     |                                                                     |  |  |  |  |  |  |  |  |  |  |  |  |  |  |  |  |  |  |  |  |  |  |  |  |
| Louis Đại Trữ quân nước Pháp 1661–1711                  | Louis Đại Trữ quân nước Pháp 1661–1711                  | Louis Đại Trữ quân nước Pháp 1661–1711                  | Louis Đại Trữ quân nước Pháp 1661–1711                  | Louis Đại Trữ quân nước Pháp 1661–1711                  | Louis Đại Trữ quân nước Pháp 1661–1711                  |  |  | Philippe II Công tước xứ Orléans 1674–1723 lên ngôi 1715–1723 | Philippe II Công tước xứ Orléans 1674–1723 lên ngôi 1715–1723 | Philippe II Công tước xứ Orléans 1674–1723 lên ngôi 1715–1723 | Philippe II Công tước xứ Orléans 1674–1723 lên ngôi 1715–1723 | Philippe II Công tước xứ Orléans 1674–1723 lên ngôi 1715–1723 | Philippe II Công tước xứ Orléans 1674–1723 lên ngôi 1715–1723 |  |  | Anne Marie của Orléans 1669–1728                             | Anne Marie của Orléans 1669–1728                             | Anne Marie của Orléans 1669–1728                             | Anne Marie của Orléans 1669–1728                             | Anne Marie của Orléans 1669–1728                             | Anne Marie của Orléans 1669–1728                             |  |  | Marie Louise của Orléans 1662–1689                                  | Marie Louise của Orléans 1662–1689                                  | Marie Louise của Orléans 1662–1689                                  | Marie Louise của Orléans 1662–1689                                  | Marie Louise của Orléans 1662–1689                                  | Marie Louise của Orléans 1662–1689                                  |                                                       |                                                       | Carlos II Vua của Tây Ban Nha 1661–1700 lên ngôi 1665–1700           | Carlos II Vua của Tây Ban Nha 1661–1700 lên ngôi 1665–1700           | Carlos II Vua của Tây Ban Nha 1661–1700 lên ngôi 1665–1700           | Carlos II Vua của Tây Ban Nha 1661–1700 lên ngôi 1665–1700           | Carlos II Vua của Tây Ban Nha 1661–1700 lên ngôi 1665–1700           | Carlos II Vua của Tây Ban Nha 1661–1700 lên ngôi 1665–1700           |                                                            |                                                            | Maria Anna xứ Neuburg 1667–1740                                     | Maria Anna xứ Neuburg 1667–1740                                     | Maria Anna xứ Neuburg 1667–1740                                     | Maria Anna xứ Neuburg 1667–1740                                     | Maria Anna xứ Neuburg 1667–1740                                     | Maria Anna xứ Neuburg 1667–1740                                     |                    |  | Dorothea Sophie xứ Neuburg 1670–1748                   | Dorothea Sophie xứ Neuburg 1670–1748                   | Dorothea Sophie xứ Neuburg 1670–1748                   | Dorothea Sophie xứ Neuburg 1670–1748                   | Dorothea Sophie xứ Neuburg 1670–1748                   | Dorothea Sophie xứ Neuburg 1670–1748                   |  |  | Maria Antonia của Áo 1669–1692                                       | Maria Antonia của Áo 1669–1692                                       | Maria Antonia của Áo 1669–1692                                       | Maria Antonia của Áo 1669–1692                                       | Maria Antonia của Áo 1669–1692                                       | Maria Antonia của Áo 1669–1692                                       |  |  | Karl VI Hoàng đế La Mã Thần thánh 1685–1740 lên ngôi 1711–1740        | Karl VI Hoàng đế La Mã Thần thánh 1685–1740 lên ngôi 1711–1740        | Karl VI Hoàng đế La Mã Thần thánh 1685–1740 lên ngôi 1711–1740        | Karl VI Hoàng đế La Mã Thần thánh 1685–1740 lên ngôi 1711–1740        | Karl VI Hoàng đế La Mã Thần thánh 1685–1740 lên ngôi 1711–1740        | Karl VI Hoàng đế La Mã Thần thánh 1685–1740 lên ngôi 1711–1740        |  |  | Leopold I Công tước xứ Lorraine 1679–1729                           | Leopold I Công tước xứ Lorraine 1679–1729                           | Leopold I Công tước xứ Lorraine 1679–1729                           | Leopold I Công tước xứ Lorraine 1679–1729                           | Leopold I Công tước xứ Lorraine 1679–1729                           | Leopold I Công tước xứ Lorraine 1679–1729                           |  |  |  |  |  |  |  |  |  |  |  |  |  |  |  |  |  |  |  |  |  |  |  |  |
| Louis Đại Trữ quân nước Pháp 1661–1711                  | Louis Đại Trữ quân nước Pháp 1661–1711                  | Louis Đại Trữ quân nước Pháp 1661–1711                  | Louis Đại Trữ quân nước Pháp 1661–1711                  | Louis Đại Trữ quân nước Pháp 1661–1711                  | Louis Đại Trữ quân nước Pháp 1661–1711                  |  |  | Philippe II Công tước xứ Orléans 1674–1723 lên ngôi 1715–1723 | Philippe II Công tước xứ Orléans 1674–1723 lên ngôi 1715–1723 | Philippe II Công tước xứ Orléans 1674–1723 lên ngôi 1715–1723 | Philippe II Công tước xứ Orléans 1674–1723 lên ngôi 1715–1723 | Philippe II Công tước xứ Orléans 1674–1723 lên ngôi 1715–1723 | Philippe II Công tước xứ Orléans 1674–1723 lên ngôi 1715–1723 |  |  | Anne Marie của Orléans 1669–1728                             | Anne Marie của Orléans 1669–1728                             | Anne Marie của Orléans 1669–1728                             | Anne Marie của Orléans 1669–1728                             | Anne Marie của Orléans 1669–1728                             | Anne Marie của Orléans 1669–1728                             |  |  | Marie Louise của Orléans 1662–1689                                  | Marie Louise của Orléans 1662–1689                                  | Marie Louise của Orléans 1662–1689                                  | Marie Louise của Orléans 1662–1689                                  | Marie Louise của Orléans 1662–1689                                  | Marie Louise của Orléans 1662–1689                                  |                                                       |                                                       | Carlos II Vua của Tây Ban Nha 1661–1700 lên ngôi 1665–1700           | Carlos II Vua của Tây Ban Nha 1661–1700 lên ngôi 1665–1700           | Carlos II Vua của Tây Ban Nha 1661–1700 lên ngôi 1665–1700           | Carlos II Vua của Tây Ban Nha 1661–1700 lên ngôi 1665–1700           | Carlos II Vua của Tây Ban Nha 1661–1700 lên ngôi 1665–1700           | Carlos II Vua của Tây Ban Nha 1661–1700 lên ngôi 1665–1700           |                                                            |                                                            | Maria Anna xứ Neuburg 1667–1740                                     | Maria Anna xứ Neuburg 1667–1740                                     | Maria Anna xứ Neuburg 1667–1740                                     | Maria Anna xứ Neuburg 1667–1740                                     | Maria Anna xứ Neuburg 1667–1740                                     | Maria Anna xứ Neuburg 1667–1740                                     |                    |  | Dorothea Sophie xứ Neuburg 1670–1748                   | Dorothea Sophie xứ Neuburg 1670–1748                   | Dorothea Sophie xứ Neuburg 1670–1748                   | Dorothea Sophie xứ Neuburg 1670–1748                   | Dorothea Sophie xứ Neuburg 1670–1748                   | Dorothea Sophie xứ Neuburg 1670–1748                   |  |  | Maria Antonia của Áo 1669–1692                                       | Maria Antonia của Áo 1669–1692                                       | Maria Antonia của Áo 1669–1692                                       | Maria Antonia của Áo 1669–1692                                       | Maria Antonia của Áo 1669–1692                                       | Maria Antonia của Áo 1669–1692                                       |  |  | Karl VI Hoàng đế La Mã Thần thánh 1685–1740 lên ngôi 1711–1740        | Karl VI Hoàng đế La Mã Thần thánh 1685–1740 lên ngôi 1711–1740        | Karl VI Hoàng đế La Mã Thần thánh 1685–1740 lên ngôi 1711–1740        | Karl VI Hoàng đế La Mã Thần thánh 1685–1740 lên ngôi 1711–1740        | Karl VI Hoàng đế La Mã Thần thánh 1685–1740 lên ngôi 1711–1740        | Karl VI Hoàng đế La Mã Thần thánh 1685–1740 lên ngôi 1711–1740        |  |  | Leopold I Công tước xứ Lorraine 1679–1729                           | Leopold I Công tước xứ Lorraine 1679–1729                           | Leopold I Công tước xứ Lorraine 1679–1729                           | Leopold I Công tước xứ Lorraine 1679–1729                           | Leopold I Công tước xứ Lorraine 1679–1729                           | Leopold I Công tước xứ Lorraine 1679–1729                           |  |  |  |  |  |  |  |  |  |  |  |  |  |  |  |  |  |  |  |  |  |  |  |  |
|                                                         |                                                         |                                                         |                                                         |                                                         |                                                         |  |  |                                                               |                                                               |                                                               |                                                               |                                                               |                                                               |  |  |                                                              |                                                              |                                                              |                                                              |                                                              |                                                              |  |  |                                                                     |                                                                     |                                                                     |                                                                     |                                                                     |                                                                     |                                                       |                                                       |                                                                      |                                                                      |                                                                      |                                                                      |                                                                      |                                                                      |                                                            |                                                            |                                                                     |                                                                     |                                                                     |                                                                     |                                                                     |                                                                     |                    |  |                                                        |                                                        |                                                        |                                                        |                                                        |                                                        |  |  |                                                                      |                                                                      |                                                                      |                                                                      |                                                                      |                                                                      |  |  |                                                                       |                                                                       |                                                                       |                                                                       |                                                                       |                                                                       |  |  |                                                                     |                                                                     |                                                                     |                                                                     |                                                                     |                                                                     |  |  |  |  |  |  |  |  |  |  |  |  |  |  |  |  |  |  |  |  |  |  |  |  |
|                                                         |                                                         |                                                         |                                                         |                                                         |                                                         |  |  |                                                               |                                                               |                                                               |                                                               |                                                               |                                                               |  |  |                                                              |                                                              |                                                              |                                                              |                                                              |                                                              |  |  |                                                                     |                                                                     |                                                                     |                                                                     |                                                                     |                                                                     |                                                       |                                                       |                                                                      |                                                                      |                                                                      |                                                                      |                                                                      |                                                                      |                                                            |                                                            |                                                                     |                                                                     |                                                                     |                                                                     |                                                                     |                                                                     |                    |  |                                                        |                                                        |                                                        |                                                        |                                                        |                                                        |  |  |                                                                      |                                                                      |                                                                      |                                                                      |                                                                      |                                                                      |  |  |                                                                       |                                                                       |                                                                       |                                                                       |                                                                       |                                                                       |  |  |                                                                     |                                                                     |                                                                     |                                                                     |                                                                     |                                                                     |  |  |  |  |  |  |  |  |  |  |  |  |  |  |  |  |  |  |  |  |  |  |  |  |
|                                                         |                                                         |                                                         |                                                         |                                                         |                                                         |  |  |                                                               |                                                               |                                                               |                                                               |                                                               |                                                               |  |  |                                                              |                                                              |                                                              |                                                              |                                                              |                                                              |  |  |                                                                     |                                                                     |                                                                     |                                                                     |                                                                     |                                                                     |                                                       |                                                       | Vương tộc Borbón                                                     |                                                                      |                                                                      |                                                                      |                                                                      |                                                                      |                                                            |                                                            |                                                                     |                                                                     |                                                                     |                                                                     |                                                                     |                                                                     |                    |  |                                                        |                                                        |                                                        |                                                        |                                                        |                                                        |  |  |                                                                      |                                                                      |                                                                      |                                                                      |                                                                      |                                                                      |  |  |                                                                       |                                                                       |                                                                       |                                                                       |                                                                       |                                                                       |  |  |                                                                     |                                                                     |                                                                     |                                                                     |                                                                     |                                                                     |  |  |  |  |  |  |  |  |  |  |  |  |  |  |  |  |  |  |  |  |  |  |  |  |
| Louis Công tước xứ Bourgogne 1682–1712                  | Louis Công tước xứ Bourgogne 1682–1712                  | Louis Công tước xứ Bourgogne 1682–1712                  | Louis Công tước xứ Bourgogne 1682–1712                  | Louis Công tước xứ Bourgogne 1682–1712                  | Louis Công tước xứ Bourgogne 1682–1712                  |  |  |                                                               |                                                               |                                                               |                                                               |                                                               |                                                               |  |  | Maria Luisa của Savoia 1688–1714                             | Maria Luisa của Savoia 1688–1714                             | Maria Luisa của Savoia 1688–1714                             | Maria Luisa của Savoia 1688–1714                             | Maria Luisa của Savoia 1688–1714                             | Maria Luisa của Savoia 1688–1714                             |  |  |                                                                     |                                                                     |                                                                     |                                                                     |                                                                     |                                                                     |                                                       |                                                       | Felipe V Vua Tây Ban Nha 1683–1746 lên ngôi 1700–1724/ 1724–1746     | Felipe V Vua Tây Ban Nha 1683–1746 lên ngôi 1700–1724/ 1724–1746     | Felipe V Vua Tây Ban Nha 1683–1746 lên ngôi 1700–1724/ 1724–1746     | Felipe V Vua Tây Ban Nha 1683–1746 lên ngôi 1700–1724/ 1724–1746     | Felipe V Vua Tây Ban Nha 1683–1746 lên ngôi 1700–1724/ 1724–1746     | Felipe V Vua Tây Ban Nha 1683–1746 lên ngôi 1700–1724/ 1724–1746     |                                                            |                                                            | Isabel de Farnesio 1692–1766                                        | Isabel de Farnesio 1692–1766                                        | Isabel de Farnesio 1692–1766                                        | Isabel de Farnesio 1692–1766                                        | Isabel de Farnesio 1692–1766                                        | Isabel de Farnesio 1692–1766                                        |                    |  | João V Vua Bồ Đào Nha 1689–1750 lên ngôi 1706–1750     | João V Vua Bồ Đào Nha 1689–1750 lên ngôi 1706–1750     | João V Vua Bồ Đào Nha 1689–1750 lên ngôi 1706–1750     | João V Vua Bồ Đào Nha 1689–1750 lên ngôi 1706–1750     | João V Vua Bồ Đào Nha 1689–1750 lên ngôi 1706–1750     | João V Vua Bồ Đào Nha 1689–1750 lên ngôi 1706–1750     |  |  | Joseph Ferdinand 1692–1699                                           | Joseph Ferdinand 1692–1699                                           | Joseph Ferdinand 1692–1699                                           | Joseph Ferdinand 1692–1699                                           | Joseph Ferdinand 1692–1699                                           | Joseph Ferdinand 1692–1699                                           |  |  | Maria Theresia 1717–1780                                              | Maria Theresia 1717–1780                                              | Maria Theresia 1717–1780                                              | Maria Theresia 1717–1780                                              | Maria Theresia 1717–1780                                              | Maria Theresia 1717–1780                                              |  |  | Franz I Hoàng đế La Mã Thần thánh 1708–1765                         | Franz I Hoàng đế La Mã Thần thánh 1708–1765                         | Franz I Hoàng đế La Mã Thần thánh 1708–1765                         | Franz I Hoàng đế La Mã Thần thánh 1708–1765                         | Franz I Hoàng đế La Mã Thần thánh 1708–1765                         | Franz I Hoàng đế La Mã Thần thánh 1708–1765                         |  |  |  |  |  |  |  |  |  |  |  |  |  |  |  |  |  |  |  |  |  |  |  |  |
| Louis Công tước xứ Bourgogne 1682–1712                  | Louis Công tước xứ Bourgogne 1682–1712                  | Louis Công tước xứ Bourgogne 1682–1712                  | Louis Công tước xứ Bourgogne 1682–1712                  | Louis Công tước xứ Bourgogne 1682–1712                  | Louis Công tước xứ Bourgogne 1682–1712                  |  |  |                                                               |                                                               |                                                               |                                                               |                                                               |                                                               |  |  | Maria Luisa của Savoia 1688–1714                             | Maria Luisa của Savoia 1688–1714                             | Maria Luisa của Savoia 1688–1714                             | Maria Luisa của Savoia 1688–1714                             | Maria Luisa của Savoia 1688–1714                             | Maria Luisa của Savoia 1688–1714                             |  |  |                                                                     |                                                                     |                                                                     |                                                                     |                                                                     |                                                                     |                                                       |                                                       | Felipe V Vua Tây Ban Nha 1683–1746 lên ngôi 1700–1724/ 1724–1746     | Felipe V Vua Tây Ban Nha 1683–1746 lên ngôi 1700–1724/ 1724–1746     | Felipe V Vua Tây Ban Nha 1683–1746 lên ngôi 1700–1724/ 1724–1746     | Felipe V Vua Tây Ban Nha 1683–1746 lên ngôi 1700–1724/ 1724–1746     | Felipe V Vua Tây Ban Nha 1683–1746 lên ngôi 1700–1724/ 1724–1746     | Felipe V Vua Tây Ban Nha 1683–1746 lên ngôi 1700–1724/ 1724–1746     |                                                            |                                                            | Isabel de Farnesio 1692–1766                                        | Isabel de Farnesio 1692–1766                                        | Isabel de Farnesio 1692–1766                                        | Isabel de Farnesio 1692–1766                                        | Isabel de Farnesio 1692–1766                                        | Isabel de Farnesio 1692–1766                                        |                    |  | João V Vua Bồ Đào Nha 1689–1750 lên ngôi 1706–1750     | João V Vua Bồ Đào Nha 1689–1750 lên ngôi 1706–1750     | João V Vua Bồ Đào Nha 1689–1750 lên ngôi 1706–1750     | João V Vua Bồ Đào Nha 1689–1750 lên ngôi 1706–1750     | João V Vua Bồ Đào Nha 1689–1750 lên ngôi 1706–1750     | João V Vua Bồ Đào Nha 1689–1750 lên ngôi 1706–1750     |  |  | Joseph Ferdinand 1692–1699                                           | Joseph Ferdinand 1692–1699                                           | Joseph Ferdinand 1692–1699                                           | Joseph Ferdinand 1692–1699                                           | Joseph Ferdinand 1692–1699                                           | Joseph Ferdinand 1692–1699                                           |  |  | Maria Theresia 1717–1780                                              | Maria Theresia 1717–1780                                              | Maria Theresia 1717–1780                                              | Maria Theresia 1717–1780                                              | Maria Theresia 1717–1780                                              | Maria Theresia 1717–1780                                              |  |  | Franz I Hoàng đế La Mã Thần thánh 1708–1765                         | Franz I Hoàng đế La Mã Thần thánh 1708–1765                         | Franz I Hoàng đế La Mã Thần thánh 1708–1765                         | Franz I Hoàng đế La Mã Thần thánh 1708–1765                         | Franz I Hoàng đế La Mã Thần thánh 1708–1765                         | Franz I Hoàng đế La Mã Thần thánh 1708–1765                         |  |  |  |  |  |  |  |  |  |  |  |  |  |  |  |  |  |  |  |  |  |  |  |  |
|                                                         |                                                         |                                                         |                                                         |                                                         |                                                         |  |  |                                                               |                                                               |                                                               |                                                               |                                                               |                                                               |  |  |                                                              |                                                              |                                                              |                                                              |                                                              |                                                              |  |  |                                                                     |                                                                     |                                                                     |                                                                     |                                                                     |                                                                     |                                                       |                                                       |                                                                      |                                                                      |                                                                      |                                                                      |                                                                      |                                                                      |                                                            |                                                            |                                                                     |                                                                     |                                                                     |                                                                     |                                                                     |                                                                     |                    |  |                                                        |                                                        |                                                        |                                                        |                                                        |                                                        |  |  |                                                                      |                                                                      |                                                                      |                                                                      |                                                                      |                                                                      |  |  |                                                                       |                                                                       |                                                                       |                                                                       |                                                                       |                                                                       |  |  |                                                                     |                                                                     |                                                                     |                                                                     |                                                                     |                                                                     |  |  |  |  |  |  |  |  |  |  |  |  |  |  |  |  |  |  |  |  |  |  |  |  |
|                                                         |                                                         |                                                         |                                                         |                                                         |                                                         |  |  |                                                               |                                                               |                                                               |                                                               |                                                               |                                                               |  |  |                                                              |                                                              |                                                              |                                                              |                                                              |                                                              |  |  |                                                                     |                                                                     |                                                                     |                                                                     |                                                                     |                                                                     |                                                       |                                                       |                                                                      |                                                                      |                                                                      |                                                                      |                                                                      |                                                                      |                                                            |                                                            |                                                                     |                                                                     |                                                                     |                                                                     |                                                                     |                                                                     |                    |  |                                                        |                                                        |                                                        |                                                        |                                                        |                                                        |  |  |                                                                      |                                                                      |                                                                      |                                                                      |                                                                      |                                                                      |  |  |                                                                       |                                                                       |                                                                       |                                                                       |                                                                       |                                                                       |  |  |                                                                     |                                                                     |                                                                     |                                                                     |                                                                     |                                                                     |  |  |  |  |  |  |  |  |  |  |  |  |  |  |  |  |  |  |  |  |  |  |  |  |
|                                                         |                                                         |                                                         |                                                         |                                                         |                                                         |  |  |                                                               |                                                               |                                                               |                                                               |                                                               |                                                               |  |  |                                                              |                                                              |                                                              |                                                              |                                                              |                                                              |  |  |                                                                     |                                                                     |                                                                     |                                                                     |                                                                     |                                                                     |                                                       |                                                       |                                                                      |                                                                      |                                                                      |                                                                      |                                                                      |                                                                      |                                                            |                                                            |                                                                     |                                                                     |                                                                     |                                                                     |                                                                     |                                                                     |                    |  |                                                        |                                                        |                                                        |                                                        |                                                        |                                                        |  |  |                                                                      |                                                                      |                                                                      |                                                                      |                                                                      |                                                                      |  |  |                                                                       |                                                                       |                                                                       |                                                                       |                                                                       |                                                                       |  |  |                                                                     |                                                                     |                                                                     |                                                                     |                                                                     |                                                                     |  |  |  |  |  |  |  |  |  |  |  |  |  |  |  |  |  |  |  |  |  |  |  |  |
|                                                         |                                                         |                                                         |                                                         |                                                         |                                                         |  |  |                                                               |                                                               |                                                               |                                                               |                                                               |                                                               |  |  |                                                              |                                                              |                                                              |                                                              |                                                              |                                                              |  |  |                                                                     |                                                                     |                                                                     |                                                                     |                                                                     |                                                                     |                                                       |                                                       |                                                                      |                                                                      |                                                                      |                                                                      |                                                                      |                                                                      |                                                            |                                                            |                                                                     |                                                                     |                                                                     |                                                                     |                                                                     |                                                                     |                    |  |                                                        |                                                        |                                                        |                                                        |                                                        |                                                        |  |  |                                                                      |                                                                      |                                                                      |                                                                      |                                                                      |                                                                      |  |  |                                                                       |                                                                       |                                                                       |                                                                       |                                                                       |                                                                       |  |  |                                                                     |                                                                     |                                                                     |                                                                     |                                                                     |                                                                     |  |  |  |  |  |  |  |  |  |  |  |  |  |  |  |  |  |  |  |  |  |  |  |  |
| Louis XV Vua của Pháp 1710–1774 lên ngôi 1715–1774      | Louis XV Vua của Pháp 1710–1774 lên ngôi 1715–1774      | Louis XV Vua của Pháp 1710–1774 lên ngôi 1715–1774      | Louis XV Vua của Pháp 1710–1774 lên ngôi 1715–1774      | Louis XV Vua của Pháp 1710–1774 lên ngôi 1715–1774      | Louis XV Vua của Pháp 1710–1774 lên ngôi 1715–1774      |  |  | Louise Élisabeth của Orléans 1709–1742                        | Louise Élisabeth của Orléans 1709–1742                        | Louise Élisabeth của Orléans 1709–1742                        | Louise Élisabeth của Orléans 1709–1742                        | Louise Élisabeth của Orléans 1709–1742                        | Louise Élisabeth của Orléans 1709–1742                        |  |  | Luis I Vua của Tây Ban Nha 1707–1724 lên ngôi 1724           | Luis I Vua của Tây Ban Nha 1707–1724 lên ngôi 1724           | Luis I Vua của Tây Ban Nha 1707–1724 lên ngôi 1724           | Luis I Vua của Tây Ban Nha 1707–1724 lên ngôi 1724           | Luis I Vua của Tây Ban Nha 1707–1724 lên ngôi 1724           | Luis I Vua của Tây Ban Nha 1707–1724 lên ngôi 1724           |  |  | Fernando VI Vua của Tây Ban Nha 1713–1759 lên ngôi 1746–1759        | Fernando VI Vua của Tây Ban Nha 1713–1759 lên ngôi 1746–1759        | Fernando VI Vua của Tây Ban Nha 1713–1759 lên ngôi 1746–1759        | Fernando VI Vua của Tây Ban Nha 1713–1759 lên ngôi 1746–1759        | Fernando VI Vua của Tây Ban Nha 1713–1759 lên ngôi 1746–1759        | Fernando VI Vua của Tây Ban Nha 1713–1759 lên ngôi 1746–1759        |                                                       |                                                       | Bárbara của Bragança 1711–1758                                       | Bárbara của Bragança 1711–1758                                       | Bárbara của Bragança 1711–1758                                       | Bárbara của Bragança 1711–1758                                       | Bárbara của Bragança 1711–1758                                       | Bárbara của Bragança 1711–1758                                       |                                                            |                                                            | Mariana Victoria của Tây Ban Nha 1718–1781                          | Mariana Victoria của Tây Ban Nha 1718–1781                          | Mariana Victoria của Tây Ban Nha 1718–1781                          | Mariana Victoria của Tây Ban Nha 1718–1781                          | Mariana Victoria của Tây Ban Nha 1718–1781                          | Mariana Victoria của Tây Ban Nha 1718–1781                          |                    |  | José I Vua của Bồ Đào Nha 1714–1777 lên ngôi 1750–1777 | José I Vua của Bồ Đào Nha 1714–1777 lên ngôi 1750–1777 | José I Vua của Bồ Đào Nha 1714–1777 lên ngôi 1750–1777 | José I Vua của Bồ Đào Nha 1714–1777 lên ngôi 1750–1777 | José I Vua của Bồ Đào Nha 1714–1777 lên ngôi 1750–1777 | José I Vua của Bồ Đào Nha 1714–1777 lên ngôi 1750–1777 |  |  | María Antonia của Tây Ban Nha 1729–1785                              | María Antonia của Tây Ban Nha 1729–1785                              | María Antonia của Tây Ban Nha 1729–1785                              | María Antonia của Tây Ban Nha 1729–1785                              | María Antonia của Tây Ban Nha 1729–1785                              | María Antonia của Tây Ban Nha 1729–1785                              |  |  | Vittorio Amedeo III của Savoia 1726-1796 lên ngôi 1773–1796           | Vittorio Amedeo III của Savoia 1726-1796 lên ngôi 1773–1796           | Vittorio Amedeo III của Savoia 1726-1796 lên ngôi 1773–1796           | Vittorio Amedeo III của Savoia 1726-1796 lên ngôi 1773–1796           | Vittorio Amedeo III của Savoia 1726-1796 lên ngôi 1773–1796           | Vittorio Amedeo III của Savoia 1726-1796 lên ngôi 1773–1796           |  |  |                                                                     |                                                                     |                                                                     |                                                                     |                                                                     |                                                                     |  |  |  |  |  |  |  |  |  |  |  |  |  |  |  |  |  |  |  |  |  |  |  |  |
| Louis XV Vua của Pháp 1710–1774 lên ngôi 1715–1774      | Louis XV Vua của Pháp 1710–1774 lên ngôi 1715–1774      | Louis XV Vua của Pháp 1710–1774 lên ngôi 1715–1774      | Louis XV Vua của Pháp 1710–1774 lên ngôi 1715–1774      | Louis XV Vua của Pháp 1710–1774 lên ngôi 1715–1774      | Louis XV Vua của Pháp 1710–1774 lên ngôi 1715–1774      |  |  | Louise Élisabeth của Orléans 1709–1742                        | Louise Élisabeth của Orléans 1709–1742                        | Louise Élisabeth của Orléans 1709–1742                        | Louise Élisabeth của Orléans 1709–1742                        | Louise Élisabeth của Orléans 1709–1742                        | Louise Élisabeth của Orléans 1709–1742                        |  |  | Luis I Vua của Tây Ban Nha 1707–1724 lên ngôi 1724           | Luis I Vua của Tây Ban Nha 1707–1724 lên ngôi 1724           | Luis I Vua của Tây Ban Nha 1707–1724 lên ngôi 1724           | Luis I Vua của Tây Ban Nha 1707–1724 lên ngôi 1724           | Luis I Vua của Tây Ban Nha 1707–1724 lên ngôi 1724           | Luis I Vua của Tây Ban Nha 1707–1724 lên ngôi 1724           |  |  | Fernando VI Vua của Tây Ban Nha 1713–1759 lên ngôi 1746–1759        | Fernando VI Vua của Tây Ban Nha 1713–1759 lên ngôi 1746–1759        | Fernando VI Vua của Tây Ban Nha 1713–1759 lên ngôi 1746–1759        | Fernando VI Vua của Tây Ban Nha 1713–1759 lên ngôi 1746–1759        | Fernando VI Vua của Tây Ban Nha 1713–1759 lên ngôi 1746–1759        | Fernando VI Vua của Tây Ban Nha 1713–1759 lên ngôi 1746–1759        |                                                       |                                                       | Bárbara của Bragança 1711–1758                                       | Bárbara của Bragança 1711–1758                                       | Bárbara của Bragança 1711–1758                                       | Bárbara của Bragança 1711–1758                                       | Bárbara của Bragança 1711–1758                                       | Bárbara của Bragança 1711–1758                                       |                                                            |                                                            | Mariana Victoria của Tây Ban Nha 1718–1781                          | Mariana Victoria của Tây Ban Nha 1718–1781                          | Mariana Victoria của Tây Ban Nha 1718–1781                          | Mariana Victoria của Tây Ban Nha 1718–1781                          | Mariana Victoria của Tây Ban Nha 1718–1781                          | Mariana Victoria của Tây Ban Nha 1718–1781                          |                    |  | José I Vua của Bồ Đào Nha 1714–1777 lên ngôi 1750–1777 | José I Vua của Bồ Đào Nha 1714–1777 lên ngôi 1750–1777 | José I Vua của Bồ Đào Nha 1714–1777 lên ngôi 1750–1777 | José I Vua của Bồ Đào Nha 1714–1777 lên ngôi 1750–1777 | José I Vua của Bồ Đào Nha 1714–1777 lên ngôi 1750–1777 | José I Vua của Bồ Đào Nha 1714–1777 lên ngôi 1750–1777 |  |  | María Antonia của Tây Ban Nha 1729–1785                              | María Antonia của Tây Ban Nha 1729–1785                              | María Antonia của Tây Ban Nha 1729–1785                              | María Antonia của Tây Ban Nha 1729–1785                              | María Antonia của Tây Ban Nha 1729–1785                              | María Antonia của Tây Ban Nha 1729–1785                              |  |  | Vittorio Amedeo III của Savoia 1726-1796 lên ngôi 1773–1796           | Vittorio Amedeo III của Savoia 1726-1796 lên ngôi 1773–1796           | Vittorio Amedeo III của Savoia 1726-1796 lên ngôi 1773–1796           | Vittorio Amedeo III của Savoia 1726-1796 lên ngôi 1773–1796           | Vittorio Amedeo III của Savoia 1726-1796 lên ngôi 1773–1796           | Vittorio Amedeo III của Savoia 1726-1796 lên ngôi 1773–1796           |  |  |                                                                     |                                                                     |                                                                     |                                                                     |                                                                     |                                                                     |  |  |  |  |  |  |  |  |  |  |  |  |  |  |  |  |  |  |  |  |  |  |  |  |
|                                                         |                                                         |                                                         |                                                         |                                                         |                                                         |  |  |                                                               |                                                               |                                                               |                                                               |                                                               |                                                               |  |  |                                                              |                                                              |                                                              |                                                              |                                                              |                                                              |  |  |                                                                     |                                                                     |                                                                     |                                                                     |                                                                     |                                                                     |                                                       |                                                       |                                                                      |                                                                      |                                                                      |                                                                      |                                                                      |                                                                      |                                                            |                                                            |                                                                     |                                                                     |                                                                     |                                                                     |                                                                     |                                                                     |                    |  |                                                        |                                                        |                                                        |                                                        |                                                        |                                                        |  |  |                                                                      |                                                                      |                                                                      |                                                                      |                                                                      |                                                                      |  |  |                                                                       |                                                                       |                                                                       |                                                                       |                                                                       |                                                                       |  |  |                                                                     |                                                                     |                                                                     |                                                                     |                                                                     |                                                                     |  |  |  |  |  |  |  |  |  |  |  |  |  |  |  |  |  |  |  |  |  |  |  |  |
|                                                         |                                                         |                                                         |                                                         |                                                         |                                                         |  |  |                                                               |                                                               |                                                               |                                                               |                                                               |                                                               |  |  |                                                              |                                                              |                                                              |                                                              |                                                              |                                                              |  |  |                                                                     |                                                                     |                                                                     |                                                                     |                                                                     |                                                                     |                                                       |                                                       |                                                                      |                                                                      |                                                                      |                                                                      |                                                                      |                                                                      |                                                            |                                                            |                                                                     |                                                                     |                                                                     |                                                                     |                                                                     |                                                                     |                    |  |                                                        |                                                        |                                                        |                                                        |                                                        |                                                        |  |  |                                                                      |                                                                      |                                                                      |                                                                      |                                                                      |                                                                      |  |  |                                                                       |                                                                       |                                                                       |                                                                       |                                                                       |                                                                       |  |  |                                                                     |                                                                     |                                                                     |                                                                     |                                                                     |                                                                     |  |  |  |  |  |  |  |  |  |  |  |  |  |  |  |  |  |  |  |  |  |  |  |  |
|                                                         |                                                         |                                                         |                                                         |                                                         |                                                         |  |  |                                                               |                                                               |                                                               |                                                               |                                                               |                                                               |  |  |                                                              |                                                              |                                                              |                                                              |                                                              |                                                              |  |  |                                                                     |                                                                     |                                                                     |                                                                     |                                                                     |                                                                     |                                                       |                                                       |                                                                      |                                                                      |                                                                      |                                                                      |                                                                      |                                                                      |                                                            |                                                            |                                                                     |                                                                     |                                                                     |                                                                     |                                                                     |                                                                     |                    |  |                                                        |                                                        |                                                        |                                                        |                                                        |                                                        |  |  |                                                                      |                                                                      |                                                                      |                                                                      |                                                                      |                                                                      |  |  |                                                                       |                                                                       |                                                                       |                                                                       |                                                                       |                                                                       |  |  |                                                                     |                                                                     |                                                                     |                                                                     |                                                                     |                                                                     |  |  |  |  |  |  |  |  |  |  |  |  |  |  |  |  |  |  |  |  |  |  |  |  |
|                                                         |                                                         |                                                         |                                                         |                                                         |                                                         |  |  |                                                               |                                                               |                                                               |                                                               |                                                               |                                                               |  |  |                                                              |                                                              |                                                              |                                                              |                                                              |                                                              |  |  |                                                                     |                                                                     |                                                                     |                                                                     |                                                                     |                                                                     |                                                       |                                                       |                                                                      |                                                                      |                                                                      |                                                                      |                                                                      |                                                                      |                                                            |                                                            |                                                                     |                                                                     |                                                                     |                                                                     |                                                                     |                                                                     |                    |  |                                                        |                                                        |                                                        |                                                        |                                                        |                                                        |  |  |                                                                      |                                                                      |                                                                      |                                                                      |                                                                      |                                                                      |  |  |                                                                       |                                                                       |                                                                       |                                                                       |                                                                       |                                                                       |  |  |                                                                     |                                                                     |                                                                     |                                                                     |                                                                     |                                                                     |  |  |  |  |  |  |  |  |  |  |  |  |  |  |  |  |  |  |  |  |  |  |  |  |
| Louis Trữ quân nước Pháp 1729–1765                      | Louis Trữ quân nước Pháp 1729–1765                      | Louis Trữ quân nước Pháp 1729–1765                      | Louis Trữ quân nước Pháp 1729–1765                      | Louis Trữ quân nước Pháp 1729–1765                      | Louis Trữ quân nước Pháp 1729–1765                      |  |  | María Teresa của Tây Ban Nha 1726–1746                        | María Teresa của Tây Ban Nha 1726–1746                        | María Teresa của Tây Ban Nha 1726–1746                        | María Teresa của Tây Ban Nha 1726–1746                        | María Teresa của Tây Ban Nha 1726–1746                        | María Teresa của Tây Ban Nha 1726–1746                        |  |  | Louise Élisabeth của Pháp 1727–1759                          | Louise Élisabeth của Pháp 1727–1759                          | Louise Élisabeth của Pháp 1727–1759                          | Louise Élisabeth của Pháp 1727–1759                          | Louise Élisabeth của Pháp 1727–1759                          | Louise Élisabeth của Pháp 1727–1759                          |  |  | Filippo I Công tước xứ Parma 1720–1765 lên ngôi 1748–1765           | Filippo I Công tước xứ Parma 1720–1765 lên ngôi 1748–1765           | Filippo I Công tước xứ Parma 1720–1765 lên ngôi 1748–1765           | Filippo I Công tước xứ Parma 1720–1765 lên ngôi 1748–1765           | Filippo I Công tước xứ Parma 1720–1765 lên ngôi 1748–1765           | Filippo I Công tước xứ Parma 1720–1765 lên ngôi 1748–1765           |                                                       |                                                       | Carlos III Vua của Tây Ban Nha 1716–1788 lên ngôi 1759–1788          | Carlos III Vua của Tây Ban Nha 1716–1788 lên ngôi 1759–1788          | Carlos III Vua của Tây Ban Nha 1716–1788 lên ngôi 1759–1788          | Carlos III Vua của Tây Ban Nha 1716–1788 lên ngôi 1759–1788          | Carlos III Vua của Tây Ban Nha 1716–1788 lên ngôi 1759–1788          | Carlos III Vua của Tây Ban Nha 1716–1788 lên ngôi 1759–1788          |                                                            |                                                            | Maria Amalia của Sachsen 1724–1760                                  | Maria Amalia của Sachsen 1724–1760                                  | Maria Amalia của Sachsen 1724–1760                                  | Maria Amalia của Sachsen 1724–1760                                  | Maria Amalia của Sachsen 1724–1760                                  | Maria Amalia của Sachsen 1724–1760                                  |                    |  | Luis Bá tước xứ Chinchón 1727–1785                     | Luis Bá tước xứ Chinchón 1727–1785                     | Luis Bá tước xứ Chinchón 1727–1785                     | Luis Bá tước xứ Chinchón 1727–1785                     | Luis Bá tước xứ Chinchón 1727–1785                     | Luis Bá tước xứ Chinchón 1727–1785                     |  |  | Pedro III Vua của Bồ Đào Nha 1717–1786 lên ngôi 1777–1786            | Pedro III Vua của Bồ Đào Nha 1717–1786 lên ngôi 1777–1786            | Pedro III Vua của Bồ Đào Nha 1717–1786 lên ngôi 1777–1786            | Pedro III Vua của Bồ Đào Nha 1717–1786 lên ngôi 1777–1786            | Pedro III Vua của Bồ Đào Nha 1717–1786 lên ngôi 1777–1786            | Pedro III Vua của Bồ Đào Nha 1717–1786 lên ngôi 1777–1786            |  |  | Maria I Nữ vương của Bồ Đào Nha 1734–1816 lên ngôi 1777–1816          | Maria I Nữ vương của Bồ Đào Nha 1734–1816 lên ngôi 1777–1816          | Maria I Nữ vương của Bồ Đào Nha 1734–1816 lên ngôi 1777–1816          | Maria I Nữ vương của Bồ Đào Nha 1734–1816 lên ngôi 1777–1816          | Maria I Nữ vương của Bồ Đào Nha 1734–1816 lên ngôi 1777–1816          | Maria I Nữ vương của Bồ Đào Nha 1734–1816 lên ngôi 1777–1816          |  |  |                                                                     |                                                                     |                                                                     |                                                                     |                                                                     |                                                                     |  |  |  |  |  |  |  |  |  |  |  |  |  |  |  |  |  |  |  |  |  |  |  |  |
| Louis Trữ quân nước Pháp 1729–1765                      | Louis Trữ quân nước Pháp 1729–1765                      | Louis Trữ quân nước Pháp 1729–1765                      | Louis Trữ quân nước Pháp 1729–1765                      | Louis Trữ quân nước Pháp 1729–1765                      | Louis Trữ quân nước Pháp 1729–1765                      |  |  | María Teresa của Tây Ban Nha 1726–1746                        | María Teresa của Tây Ban Nha 1726–1746                        | María Teresa của Tây Ban Nha 1726–1746                        | María Teresa của Tây Ban Nha 1726–1746                        | María Teresa của Tây Ban Nha 1726–1746                        | María Teresa của Tây Ban Nha 1726–1746                        |  |  | Louise Élisabeth của Pháp 1727–1759                          | Louise Élisabeth của Pháp 1727–1759                          | Louise Élisabeth của Pháp 1727–1759                          | Louise Élisabeth của Pháp 1727–1759                          | Louise Élisabeth của Pháp 1727–1759                          | Louise Élisabeth của Pháp 1727–1759                          |  |  | Filippo I Công tước xứ Parma 1720–1765 lên ngôi 1748–1765           | Filippo I Công tước xứ Parma 1720–1765 lên ngôi 1748–1765           | Filippo I Công tước xứ Parma 1720–1765 lên ngôi 1748–1765           | Filippo I Công tước xứ Parma 1720–1765 lên ngôi 1748–1765           | Filippo I Công tước xứ Parma 1720–1765 lên ngôi 1748–1765           | Filippo I Công tước xứ Parma 1720–1765 lên ngôi 1748–1765           |                                                       |                                                       | Carlos III Vua của Tây Ban Nha 1716–1788 lên ngôi 1759–1788          | Carlos III Vua của Tây Ban Nha 1716–1788 lên ngôi 1759–1788          | Carlos III Vua của Tây Ban Nha 1716–1788 lên ngôi 1759–1788          | Carlos III Vua của Tây Ban Nha 1716–1788 lên ngôi 1759–1788          | Carlos III Vua của Tây Ban Nha 1716–1788 lên ngôi 1759–1788          | Carlos III Vua của Tây Ban Nha 1716–1788 lên ngôi 1759–1788          |                                                            |                                                            | Maria Amalia của Sachsen 1724–1760                                  | Maria Amalia của Sachsen 1724–1760                                  | Maria Amalia của Sachsen 1724–1760                                  | Maria Amalia của Sachsen 1724–1760                                  | Maria Amalia của Sachsen 1724–1760                                  | Maria Amalia của Sachsen 1724–1760                                  |                    |  | Luis Bá tước xứ Chinchón 1727–1785                     | Luis Bá tước xứ Chinchón 1727–1785                     | Luis Bá tước xứ Chinchón 1727–1785                     | Luis Bá tước xứ Chinchón 1727–1785                     | Luis Bá tước xứ Chinchón 1727–1785                     | Luis Bá tước xứ Chinchón 1727–1785                     |  |  | Pedro III Vua của Bồ Đào Nha 1717–1786 lên ngôi 1777–1786            | Pedro III Vua của Bồ Đào Nha 1717–1786 lên ngôi 1777–1786            | Pedro III Vua của Bồ Đào Nha 1717–1786 lên ngôi 1777–1786            | Pedro III Vua của Bồ Đào Nha 1717–1786 lên ngôi 1777–1786            | Pedro III Vua của Bồ Đào Nha 1717–1786 lên ngôi 1777–1786            | Pedro III Vua của Bồ Đào Nha 1717–1786 lên ngôi 1777–1786            |  |  | Maria I Nữ vương của Bồ Đào Nha 1734–1816 lên ngôi 1777–1816          | Maria I Nữ vương của Bồ Đào Nha 1734–1816 lên ngôi 1777–1816          | Maria I Nữ vương của Bồ Đào Nha 1734–1816 lên ngôi 1777–1816          | Maria I Nữ vương của Bồ Đào Nha 1734–1816 lên ngôi 1777–1816          | Maria I Nữ vương của Bồ Đào Nha 1734–1816 lên ngôi 1777–1816          | Maria I Nữ vương của Bồ Đào Nha 1734–1816 lên ngôi 1777–1816          |  |  |                                                                     |                                                                     |                                                                     |                                                                     |                                                                     |                                                                     |  |  |  |  |  |  |  |  |  |  |  |  |  |  |  |  |  |  |  |  |  |  |  |  |
|                                                         |                                                         |                                                         |                                                         |                                                         |                                                         |  |  |                                                               |                                                               |                                                               |                                                               |                                                               |                                                               |  |  |                                                              |                                                              |                                                              |                                                              |                                                              |                                                              |  |  |                                                                     |                                                                     |                                                                     |                                                                     |                                                                     |                                                                     |                                                       |                                                       |                                                                      |                                                                      |                                                                      |                                                                      |                                                                      |                                                                      |                                                            |                                                            |                                                                     |                                                                     |                                                                     |                                                                     |                                                                     |                                                                     |                    |  |                                                        |                                                        |                                                        |                                                        |                                                        |                                                        |  |  |                                                                      |                                                                      |                                                                      |                                                                      |                                                                      |                                                                      |  |  |                                                                       |                                                                       |                                                                       |                                                                       |                                                                       |                                                                       |  |  |                                                                     |                                                                     |                                                                     |                                                                     |                                                                     |                                                                     |  |  |  |  |  |  |  |  |  |  |  |  |  |  |  |  |  |  |  |  |  |  |  |  |
|                                                         |                                                         |                                                         |                                                         |                                                         |                                                         |  |  |                                                               |                                                               |                                                               |                                                               |                                                               |                                                               |  |  |                                                              |                                                              |                                                              |                                                              |                                                              |                                                              |  |  |                                                                     |                                                                     |                                                                     |                                                                     |                                                                     |                                                                     |                                                       |                                                       |                                                                      |                                                                      |                                                                      |                                                                      |                                                                      |                                                                      |                                                            |                                                            |                                                                     |                                                                     |                                                                     |                                                                     |                                                                     |                                                                     |                    |  |                                                        |                                                        |                                                        |                                                        |                                                        |                                                        |  |  |                                                                      |                                                                      |                                                                      |                                                                      |                                                                      |                                                                      |  |  |                                                                       |                                                                       |                                                                       |                                                                       |                                                                       |                                                                       |  |  |                                                                     |                                                                     |                                                                     |                                                                     |                                                                     |                                                                     |  |  |  |  |  |  |  |  |  |  |  |  |  |  |  |  |  |  |  |  |  |  |  |  |
|                                                         |                                                         |                                                         |                                                         |                                                         |                                                         |  |  |                                                               |                                                               |                                                               |                                                               |                                                               |                                                               |  |  | Francisco Javier của Tây Ban Nha 1757–1771                   | Francisco Javier của Tây Ban Nha 1757–1771                   | Francisco Javier của Tây Ban Nha 1757–1771                   | Francisco Javier của Tây Ban Nha 1757–1771                   | Francisco Javier của Tây Ban Nha 1757–1771                   | Francisco Javier của Tây Ban Nha 1757–1771                   |  |  | Felipe Công tước xứ Calabria 1747–1777                              | Felipe Công tước xứ Calabria 1747–1777                              | Felipe Công tước xứ Calabria 1747–1777                              | Felipe Công tước xứ Calabria 1747–1777                              | Felipe Công tước xứ Calabria 1747–1777                              | Felipe Công tước xứ Calabria 1747–1777                              |                                                       |                                                       | María Josefa của Tây Ban Nha 1744–1801                               | María Josefa của Tây Ban Nha 1744–1801                               | María Josefa của Tây Ban Nha 1744–1801                               | María Josefa của Tây Ban Nha 1744–1801                               | María Josefa của Tây Ban Nha 1744–1801                               | María Josefa của Tây Ban Nha 1744–1801                               |                                                            |                                                            | Gabriel của Tây Ban Nha 1752–1788                                   | Gabriel của Tây Ban Nha 1752–1788                                   | Gabriel của Tây Ban Nha 1752–1788                                   | Gabriel của Tây Ban Nha 1752–1788                                   | Gabriel của Tây Ban Nha 1752–1788                                   | Gabriel của Tây Ban Nha 1752–1788                                   |                    |  | Mariana Vitória của Bragança 1768–1788                 | Mariana Vitória của Bragança 1768–1788                 | Mariana Vitória của Bragança 1768–1788                 | Mariana Vitória của Bragança 1768–1788                 | Mariana Vitória của Bragança 1768–1788                 | Mariana Vitória của Bragança 1768–1788                 |  |  |                                                                      |                                                                      |                                                                      |                                                                      |                                                                      |                                                                      |  |  |                                                                       |                                                                       |                                                                       |                                                                       |                                                                       |                                                                       |  |  |                                                                     |                                                                     |                                                                     |                                                                     |                                                                     |                                                                     |  |  |  |  |  |  |  |  |  |  |  |  |  |  |  |  |  |  |  |  |  |  |  |  |
|                                                         |                                                         |                                                         |                                                         |                                                         |                                                         |  |  |                                                               |                                                               |                                                               |                                                               |                                                               |                                                               |  |  | Francisco Javier của Tây Ban Nha 1757–1771                   | Francisco Javier của Tây Ban Nha 1757–1771                   | Francisco Javier của Tây Ban Nha 1757–1771                   | Francisco Javier của Tây Ban Nha 1757–1771                   | Francisco Javier của Tây Ban Nha 1757–1771                   | Francisco Javier của Tây Ban Nha 1757–1771                   |  |  | Felipe Công tước xứ Calabria 1747–1777                              | Felipe Công tước xứ Calabria 1747–1777                              | Felipe Công tước xứ Calabria 1747–1777                              | Felipe Công tước xứ Calabria 1747–1777                              | Felipe Công tước xứ Calabria 1747–1777                              | Felipe Công tước xứ Calabria 1747–1777                              |                                                       |                                                       | María Josefa của Tây Ban Nha 1744–1801                               | María Josefa của Tây Ban Nha 1744–1801                               | María Josefa của Tây Ban Nha 1744–1801                               | María Josefa của Tây Ban Nha 1744–1801                               | María Josefa của Tây Ban Nha 1744–1801                               | María Josefa của Tây Ban Nha 1744–1801                               |                                                            |                                                            | Gabriel của Tây Ban Nha 1752–1788                                   | Gabriel của Tây Ban Nha 1752–1788                                   | Gabriel của Tây Ban Nha 1752–1788                                   | Gabriel của Tây Ban Nha 1752–1788                                   | Gabriel của Tây Ban Nha 1752–1788                                   | Gabriel của Tây Ban Nha 1752–1788                                   |                    |  | Mariana Vitória của Bragança 1768–1788                 | Mariana Vitória của Bragança 1768–1788                 | Mariana Vitória của Bragança 1768–1788                 | Mariana Vitória của Bragança 1768–1788                 | Mariana Vitória của Bragança 1768–1788                 | Mariana Vitória của Bragança 1768–1788                 |  |  |                                                                      |                                                                      |                                                                      |                                                                      |                                                                      |                                                                      |  |  |                                                                       |                                                                       |                                                                       |                                                                       |                                                                       |                                                                       |  |  |                                                                     |                                                                     |                                                                     |                                                                     |                                                                     |                                                                     |  |  |  |  |  |  |  |  |  |  |  |  |  |  |  |  |  |  |  |  |  |  |  |  |
|                                                         |                                                         |                                                         |                                                         |                                                         |                                                         |  |  |                                                               |                                                               |                                                               |                                                               |                                                               |                                                               |  |  |                                                              |                                                              |                                                              |                                                              |                                                              |                                                              |  |  |                                                                     |                                                                     |                                                                     |                                                                     |                                                                     |                                                                     |                                                       |                                                       |                                                                      |                                                                      |                                                                      |                                                                      |                                                                      |                                                                      |                                                            |                                                            |                                                                     |                                                                     |                                                                     |                                                                     |                                                                     |                                                                     |                    |  |                                                        |                                                        |                                                        |                                                        |                                                        |                                                        |  |  |                                                                      |                                                                      |                                                                      |                                                                      |                                                                      |                                                                      |  |  |                                                                       |                                                                       |                                                                       |                                                                       |                                                                       |                                                                       |  |  |                                                                     |                                                                     |                                                                     |                                                                     |                                                                     |                                                                     |  |  |  |  |  |  |  |  |  |  |  |  |  |  |  |  |  |  |  |  |  |  |  |  |
|                                                         |                                                         |                                                         |                                                         |                                                         |                                                         |  |  |                                                               |                                                               |                                                               |                                                               |                                                               |                                                               |  |  |                                                              |                                                              |                                                              |                                                              |                                                              |                                                              |  |  |                                                                     |                                                                     |                                                                     |                                                                     |                                                                     |                                                                     |                                                       |                                                       |                                                                      |                                                                      |                                                                      |                                                                      |                                                                      |                                                                      |                                                            |                                                            |                                                                     |                                                                     |                                                                     |                                                                     |                                                                     |                                                                     |                    |  |                                                        |                                                        |                                                        |                                                        |                                                        |                                                        |  |  |                                                                      |                                                                      |                                                                      |                                                                      |                                                                      |                                                                      |  |  |                                                                       |                                                                       |                                                                       |                                                                       |                                                                       |                                                                       |  |  |                                                                     |                                                                     |                                                                     |                                                                     |                                                                     |                                                                     |  |  |  |  |  |  |  |  |  |  |  |  |  |  |  |  |  |  |  |  |  |  |  |  |
|                                                         |                                                         |                                                         |                                                         |                                                         |                                                         |  |  |                                                               |                                                               |                                                               |                                                               |                                                               |                                                               |  |  |                                                              |                                                              |                                                              |                                                              |                                                              |                                                              |  |  |                                                                     |                                                                     |                                                                     |                                                                     |                                                                     |                                                                     |                                                       |                                                       |                                                                      |                                                                      |                                                                      |                                                                      |                                                                      |                                                                      |                                                            |                                                            |                                                                     |                                                                     |                                                                     |                                                                     |                                                                     |                                                                     |                    |  |                                                        |                                                        |                                                        |                                                        |                                                        |                                                        |  |  |                                                                      |                                                                      |                                                                      |                                                                      |                                                                      |                                                                      |  |  |                                                                       |                                                                       |                                                                       |                                                                       |                                                                       |                                                                       |  |  |                                                                     |                                                                     |                                                                     |                                                                     |                                                                     |                                                                     |  |  |  |  |  |  |  |  |  |  |  |  |  |  |  |  |  |  |  |  |  |  |  |  |
|                                                         |                                                         |                                                         |                                                         |                                                         |                                                         |  |  |                                                               |                                                               |                                                               |                                                               |                                                               |                                                               |  |  |                                                              |                                                              |                                                              |                                                              |                                                              |                                                              |  |  |                                                                     |                                                                     |                                                                     |                                                                     |                                                                     |                                                                     |                                                       |                                                       |                                                                      |                                                                      |                                                                      |                                                                      |                                                                      |                                                                      |                                                            |                                                            |                                                                     |                                                                     |                                                                     |                                                                     |                                                                     |                                                                     |                    |  |                                                        |                                                        |                                                        |                                                        |                                                        |                                                        |  |  |                                                                      |                                                                      |                                                                      |                                                                      |                                                                      |                                                                      |  |  |                                                                       |                                                                       |                                                                       |                                                                       |                                                                       |                                                                       |  |  |                                                                     |                                                                     |                                                                     |                                                                     |                                                                     |                                                                     |  |  |  |  |  |  |  |  |  |  |  |  |  |  |  |  |  |  |  |  |  |  |  |  |
|                                                         |                                                         |                                                         |                                                         |                                                         |                                                         |  |  |                                                               |                                                               |                                                               |                                                               |                                                               |                                                               |  |  |                                                              |                                                              |                                                              |                                                              |                                                              |                                                              |  |  |                                                                     |                                                                     |                                                                     |                                                                     |                                                                     |                                                                     |                                                       |                                                       |                                                                      |                                                                      |                                                                      |                                                                      |                                                                      |                                                                      |                                                            |                                                            |                                                                     |                                                                     |                                                                     |                                                                     |                                                                     |                                                                     |                    |  |                                                        |                                                        |                                                        |                                                        |                                                        |                                                        |  |  |                                                                      |                                                                      |                                                                      |                                                                      |                                                                      |                                                                      |  |  |                                                                       |                                                                       |                                                                       |                                                                       |                                                                       |                                                                       |  |  |                                                                     |                                                                     |                                                                     |                                                                     |                                                                     |                                                                     |  |  |  |  |  |  |  |  |  |  |  |  |  |  |  |  |  |  |  |  |  |  |  |  |
|                                                         |                                                         |                                                         |                                                         |                                                         |                                                         |  |  |                                                               |                                                               |                                                               |                                                               |                                                               |                                                               |  |  |                                                              |                                                              |                                                              |                                                              |                                                              |                                                              |  |  |                                                                     |                                                                     |                                                                     |                                                                     |                                                                     |                                                                     |                                                       |                                                       |                                                                      |                                                                      |                                                                      |                                                                      |                                                                      |                                                                      |                                                            |                                                            |                                                                     |                                                                     |                                                                     |                                                                     |                                                                     |                                                                     |                    |  |                                                        |                                                        |                                                        |                                                        |                                                        |                                                        |  |  |                                                                      |                                                                      |                                                                      |                                                                      |                                                                      |                                                                      |  |  |                                                                       |                                                                       |                                                                       |                                                                       |                                                                       |                                                                       |  |  |                                                                     |                                                                     |                                                                     |                                                                     |                                                                     |                                                                     |  |  |  |  |  |  |  |  |  |  |  |  |  |  |  |  |  |  |  |  |  |  |  |  |
| Antonio Pascual của Tây Ban Nha 1755–1817               | Antonio Pascual của Tây Ban Nha 1755–1817               | Antonio Pascual của Tây Ban Nha 1755–1817               | Antonio Pascual của Tây Ban Nha 1755–1817               | Antonio Pascual của Tây Ban Nha 1755–1817               | Antonio Pascual của Tây Ban Nha 1755–1817               |  |  | Carlos IV Vua của Tây Ban Nha 1748–1819 lên ngôi 1788–1808    | Carlos IV Vua của Tây Ban Nha 1748–1819 lên ngôi 1788–1808    | Carlos IV Vua của Tây Ban Nha 1748–1819 lên ngôi 1788–1808    | Carlos IV Vua của Tây Ban Nha 1748–1819 lên ngôi 1788–1808    | Carlos IV Vua của Tây Ban Nha 1748–1819 lên ngôi 1788–1808    | Carlos IV Vua của Tây Ban Nha 1748–1819 lên ngôi 1788–1808    |  |  | María Luisa của Parma 1751–1819                              | María Luisa của Parma 1751–1819                              | María Luisa của Parma 1751–1819                              | María Luisa của Parma 1751–1819                              | María Luisa của Parma 1751–1819                              | María Luisa của Parma 1751–1819                              |  |  | Lucia Migliaccio Nữ Công tước xứ Floridia 1770–1826                 | Lucia Migliaccio Nữ Công tước xứ Floridia 1770–1826                 | Lucia Migliaccio Nữ Công tước xứ Floridia 1770–1826                 | Lucia Migliaccio Nữ Công tước xứ Floridia 1770–1826                 | Lucia Migliaccio Nữ Công tước xứ Floridia 1770–1826                 | Lucia Migliaccio Nữ Công tước xứ Floridia 1770–1826                 |                                                       |                                                       | Ferdinando I của Hai Sicilie 1751-1825 lên ngôi 1816–1825            | Ferdinando I của Hai Sicilie 1751-1825 lên ngôi 1816–1825            | Ferdinando I của Hai Sicilie 1751-1825 lên ngôi 1816–1825            | Ferdinando I của Hai Sicilie 1751-1825 lên ngôi 1816–1825            | Ferdinando I của Hai Sicilie 1751-1825 lên ngôi 1816–1825            | Ferdinando I của Hai Sicilie 1751-1825 lên ngôi 1816–1825            |                                                            |                                                            | Maria Karolina của Áo 1752–1814                                     | Maria Karolina của Áo 1752–1814                                     | Maria Karolina của Áo 1752–1814                                     | Maria Karolina của Áo 1752–1814                                     | Maria Karolina của Áo 1752–1814                                     | Maria Karolina của Áo 1752–1814                                     |                    |  | Ferdinando I Công tước xứ Parma 1751–1802              | Ferdinando I Công tước xứ Parma 1751–1802              | Ferdinando I Công tước xứ Parma 1751–1802              | Ferdinando I Công tước xứ Parma 1751–1802              | Ferdinando I Công tước xứ Parma 1751–1802              | Ferdinando I Công tước xứ Parma 1751–1802              |  |  | Maria Amalia Công tước phu nhân xứ Parma 1746–1804                   | Maria Amalia Công tước phu nhân xứ Parma 1746–1804                   | Maria Amalia Công tước phu nhân xứ Parma 1746–1804                   | Maria Amalia Công tước phu nhân xứ Parma 1746–1804                   | Maria Amalia Công tước phu nhân xứ Parma 1746–1804                   | Maria Amalia Công tước phu nhân xứ Parma 1746–1804                   |  |  | María Luisa của Tây Ban Nha 1745–1792                                 | María Luisa của Tây Ban Nha 1745–1792                                 | María Luisa của Tây Ban Nha 1745–1792                                 | María Luisa của Tây Ban Nha 1745–1792                                 | María Luisa của Tây Ban Nha 1745–1792                                 | María Luisa của Tây Ban Nha 1745–1792                                 |  |  | Leopold II Hoàng đế La Mã Thần thánh 1747–1792 lên ngôi 1790–1792   | Leopold II Hoàng đế La Mã Thần thánh 1747–1792 lên ngôi 1790–1792   | Leopold II Hoàng đế La Mã Thần thánh 1747–1792 lên ngôi 1790–1792   | Leopold II Hoàng đế La Mã Thần thánh 1747–1792 lên ngôi 1790–1792   | Leopold II Hoàng đế La Mã Thần thánh 1747–1792 lên ngôi 1790–1792   | Leopold II Hoàng đế La Mã Thần thánh 1747–1792 lên ngôi 1790–1792   |  |  |  |  |  |  |  |  |  |  |  |  |  |  |  |  |  |  |  |  |  |  |  |  |
| Antonio Pascual của Tây Ban Nha 1755–1817               | Antonio Pascual của Tây Ban Nha 1755–1817               | Antonio Pascual của Tây Ban Nha 1755–1817               | Antonio Pascual của Tây Ban Nha 1755–1817               | Antonio Pascual của Tây Ban Nha 1755–1817               | Antonio Pascual của Tây Ban Nha 1755–1817               |  |  | Carlos IV Vua của Tây Ban Nha 1748–1819 lên ngôi 1788–1808    | Carlos IV Vua của Tây Ban Nha 1748–1819 lên ngôi 1788–1808    | Carlos IV Vua của Tây Ban Nha 1748–1819 lên ngôi 1788–1808    | Carlos IV Vua của Tây Ban Nha 1748–1819 lên ngôi 1788–1808    | Carlos IV Vua của Tây Ban Nha 1748–1819 lên ngôi 1788–1808    | Carlos IV Vua của Tây Ban Nha 1748–1819 lên ngôi 1788–1808    |  |  |                                                              | María Luisa của Parma 1751–1819                              | María Luisa của Parma 1751–1819                              | María Luisa của Parma 1751–1819                              | María Luisa của Parma 1751–1819                              | María Luisa của Parma 1751–1819                              |  |  | Lucia Migliaccio Nữ Công tước xứ Floridia 1770–1826                 | Lucia Migliaccio Nữ Công tước xứ Floridia 1770–1826                 | Lucia Migliaccio Nữ Công tước xứ Floridia 1770–1826                 | Lucia Migliaccio Nữ Công tước xứ Floridia 1770–1826                 | Lucia Migliaccio Nữ Công tước xứ Floridia 1770–1826                 | Lucia Migliaccio Nữ Công tước xứ Floridia 1770–1826                 |                                                       |                                                       | Ferdinando I của Hai Sicilie 1751-1825 lên ngôi 1816–1825            | Ferdinando I của Hai Sicilie 1751-1825 lên ngôi 1816–1825            | Ferdinando I của Hai Sicilie 1751-1825 lên ngôi 1816–1825            | Ferdinando I của Hai Sicilie 1751-1825 lên ngôi 1816–1825            | Ferdinando I của Hai Sicilie 1751-1825 lên ngôi 1816–1825            | Ferdinando I của Hai Sicilie 1751-1825 lên ngôi 1816–1825            |                                                            |                                                            | Maria Karolina của Áo 1752–1814                                     | Maria Karolina của Áo 1752–1814                                     | Maria Karolina của Áo 1752–1814                                     | Maria Karolina của Áo 1752–1814                                     | Maria Karolina của Áo 1752–1814                                     | Maria Karolina của Áo 1752–1814                                     |                    |  | Ferdinando I Công tước xứ Parma 1751–1802              | Ferdinando I Công tước xứ Parma 1751–1802              | Ferdinando I Công tước xứ Parma 1751–1802              | Ferdinando I Công tước xứ Parma 1751–1802              | Ferdinando I Công tước xứ Parma 1751–1802              | Ferdinando I Công tước xứ Parma 1751–1802              |  |  | Maria Amalia Công tước phu nhân xứ Parma 1746–1804                   | Maria Amalia Công tước phu nhân xứ Parma 1746–1804                   | Maria Amalia Công tước phu nhân xứ Parma 1746–1804                   | Maria Amalia Công tước phu nhân xứ Parma 1746–1804                   | Maria Amalia Công tước phu nhân xứ Parma 1746–1804                   | Maria Amalia Công tước phu nhân xứ Parma 1746–1804                   |  |  | María Luisa của Tây Ban Nha 1745–1792                                 | María Luisa của Tây Ban Nha 1745–1792                                 | María Luisa của Tây Ban Nha 1745–1792                                 | María Luisa của Tây Ban Nha 1745–1792                                 | María Luisa của Tây Ban Nha 1745–1792                                 | María Luisa của Tây Ban Nha 1745–1792                                 |  |  | Leopold II Hoàng đế La Mã Thần thánh 1747–1792 lên ngôi 1790–1792   | Leopold II Hoàng đế La Mã Thần thánh 1747–1792 lên ngôi 1790–1792   | Leopold II Hoàng đế La Mã Thần thánh 1747–1792 lên ngôi 1790–1792   | Leopold II Hoàng đế La Mã Thần thánh 1747–1792 lên ngôi 1790–1792   | Leopold II Hoàng đế La Mã Thần thánh 1747–1792 lên ngôi 1790–1792   | Leopold II Hoàng đế La Mã Thần thánh 1747–1792 lên ngôi 1790–1792   |  |  |  |  |  |  |  |  |  |  |  |  |  |  |  |  |  |  |  |  |  |  |  |  |
|                                                         |                                                         |                                                         |                                                         |                                                         |                                                         |  |  |                                                               |                                                               |                                                               |                                                               |                                                               |                                                               |  |  |                                                              |                                                              |                                                              |                                                              |                                                              |                                                              |  |  |                                                                     |                                                                     |                                                                     |                                                                     |                                                                     |                                                                     |                                                       |                                                       |                                                                      |                                                                      |                                                                      |                                                                      |                                                                      |                                                                      |                                                            |                                                            |                                                                     |                                                                     |                                                                     |                                                                     |                                                                     |                                                                     |                    |  |                                                        |                                                        |                                                        |                                                        |                                                        |                                                        |  |  |                                                                      |                                                                      |                                                                      |                                                                      |                                                                      |                                                                      |  |  |                                                                       |                                                                       |                                                                       |                                                                       |                                                                       |                                                                       |  |  |                                                                     |                                                                     |                                                                     |                                                                     |                                                                     |                                                                     |  |  |  |  |  |  |  |  |  |  |  |  |  |  |  |  |  |  |  |  |  |  |  |  |
|                                                         |                                                         |                                                         |                                                         |                                                         |                                                         |  |  |                                                               |                                                               |                                                               |                                                               |                                                               |                                                               |  |  |                                                              |                                                              |                                                              |                                                              |                                                              |                                                              |  |  |                                                                     |                                                                     |                                                                     |                                                                     |                                                                     |                                                                     |                                                       |                                                       |                                                                      |                                                                      |                                                                      |                                                                      |                                                                      |                                                                      |                                                            |                                                            |                                                                     |                                                                     |                                                                     |                                                                     |                                                                     |                                                                     |                    |  |                                                        |                                                        |                                                        |                                                        |                                                        |                                                        |  |  |                                                                      |                                                                      |                                                                      |                                                                      |                                                                      |                                                                      |  |  |                                                                       |                                                                       |                                                                       |                                                                       |                                                                       |                                                                       |  |  |                                                                     |                                                                     |                                                                     |                                                                     |                                                                     |                                                                     |  |  |  |  |  |  |  |  |  |  |  |  |  |  |  |  |  |  |  |  |  |  |  |  |
|                                                         |                                                         |                                                         |                                                         |                                                         |                                                         |  |  |                                                               |                                                               |                                                               |                                                               |                                                               |                                                               |  |  |                                                              |                                                              |                                                              |                                                              |                                                              |                                                              |  |  |                                                                     |                                                                     |                                                                     |                                                                     |                                                                     |                                                                     |                                                       |                                                       |                                                                      |                                                                      |                                                                      |                                                                      |                                                                      |                                                                      |                                                            |                                                            |                                                                     |                                                                     |                                                                     |                                                                     |                                                                     |                                                                     |                    |  |                                                        |                                                        |                                                        |                                                        |                                                        |                                                        |  |  |                                                                      |                                                                      |                                                                      |                                                                      |                                                                      |                                                                      |  |  |                                                                       |                                                                       |                                                                       |                                                                       |                                                                       |                                                                       |  |  |                                                                     |                                                                     |                                                                     |                                                                     |                                                                     |                                                                     |  |  |  |  |  |  |  |  |  |  |  |  |  |  |  |  |  |  |  |  |  |  |  |  |
|                                                         |                                                         |                                                         |                                                         |                                                         |                                                         |  |  |                                                               |                                                               |                                                               |                                                               |                                                               |                                                               |  |  |                                                              |                                                              |                                                              |                                                              |                                                              |                                                              |  |  |                                                                     |                                                                     |                                                                     |                                                                     |                                                                     |                                                                     |                                                       |                                                       |                                                                      |                                                                      |                                                                      |                                                                      |                                                                      |                                                                      |                                                            |                                                            |                                                                     |                                                                     |                                                                     |                                                                     |                                                                     |                                                                     |                    |  |                                                        |                                                        |                                                        |                                                        |                                                        |                                                        |  |  |                                                                      |                                                                      |                                                                      |                                                                      |                                                                      |                                                                      |  |  |                                                                       |                                                                       |                                                                       |                                                                       |                                                                       |                                                                       |  |  |                                                                     |                                                                     |                                                                     |                                                                     |                                                                     |                                                                     |  |  |  |  |  |  |  |  |  |  |  |  |  |  |  |  |  |  |  |  |  |  |  |  |
|                                                         |                                                         |                                                         |                                                         |                                                         |                                                         |  |  |                                                               |                                                               |                                                               |                                                               |                                                               |                                                               |  |  |                                                              |                                                              |                                                              |                                                              |                                                              |                                                              |  |  |                                                                     |                                                                     |                                                                     |                                                                     |                                                                     |                                                                     |                                                       |                                                       |                                                                      |                                                                      |                                                                      |                                                                      |                                                                      |                                                                      |                                                            |                                                            |                                                                     |                                                                     |                                                                     |                                                                     |                                                                     |                                                                     |                    |  |                                                        |                                                        |                                                        |                                                        |                                                        |                                                        |  |  |                                                                      |                                                                      |                                                                      |                                                                      |                                                                      |                                                                      |  |  |                                                                       |                                                                       |                                                                       |                                                                       |                                                                       |                                                                       |  |  |                                                                     |                                                                     |                                                                     |                                                                     |                                                                     |                                                                     |  |  |  |  |  |  |  |  |  |  |  |  |  |  |  |  |  |  |  |  |  |  |  |  |
|                                                         |                                                         |                                                         |                                                         |                                                         |                                                         |  |  |                                                               |                                                               |                                                               |                                                               |                                                               |                                                               |  |  |                                                              |                                                              |                                                              |                                                              |                                                              |                                                              |  |  |                                                                     |                                                                     |                                                                     |                                                                     |                                                                     |                                                                     |                                                       |                                                       |                                                                      |                                                                      |                                                                      |                                                                      |                                                                      |                                                                      |                                                            |                                                            |                                                                     |                                                                     |                                                                     |                                                                     |                                                                     |                                                                     |                    |  |                                                        |                                                        |                                                        |                                                        |                                                        |                                                        |  |  |                                                                      |                                                                      |                                                                      |                                                                      |                                                                      |                                                                      |  |  |                                                                       |                                                                       |                                                                       |                                                                       |                                                                       |                                                                       |  |  |                                                                     |                                                                     |                                                                     |                                                                     |                                                                     |                                                                     |  |  |  |  |  |  |  |  |  |  |  |  |  |  |  |  |  |  |  |  |  |  |  |  |
|                                                         |                                                         |                                                         |                                                         |                                                         |                                                         |  |  | María Amalia của Tây Ban Nha 1779–1798                        | María Amalia của Tây Ban Nha 1779–1798                        | María Amalia của Tây Ban Nha 1779–1798                        | María Amalia của Tây Ban Nha 1779–1798                        | María Amalia của Tây Ban Nha 1779–1798                        | María Amalia của Tây Ban Nha 1779–1798                        |  |  | Francesco I Vua của Hai Sicilie 1777–1830 lên ngôi 1825-1830 | Francesco I Vua của Hai Sicilie 1777–1830 lên ngôi 1825-1830 | Francesco I Vua của Hai Sicilie 1777–1830 lên ngôi 1825-1830 | Francesco I Vua của Hai Sicilie 1777–1830 lên ngôi 1825-1830 | Francesco I Vua của Hai Sicilie 1777–1830 lên ngôi 1825-1830 | Francesco I Vua của Hai Sicilie 1777–1830 lên ngôi 1825-1830 |  |  | María Isabel của Tây Ban Nha 1789–1848                              | María Isabel của Tây Ban Nha 1789–1848                              | María Isabel của Tây Ban Nha 1789–1848                              | María Isabel của Tây Ban Nha 1789–1848                              | María Isabel của Tây Ban Nha 1789–1848                              | María Isabel của Tây Ban Nha 1789–1848                              |                                                       |                                                       | Ludovico I Vua của Etruria 1773-1803 lên ngôi 1801–1803              | Ludovico I Vua của Etruria 1773-1803 lên ngôi 1801–1803              | Ludovico I Vua của Etruria 1773-1803 lên ngôi 1801–1803              | Ludovico I Vua của Etruria 1773-1803 lên ngôi 1801–1803              | Ludovico I Vua của Etruria 1773-1803 lên ngôi 1801–1803              | Ludovico I Vua của Etruria 1773-1803 lên ngôi 1801–1803              |                                                            |                                                            | María Luisa Nữ Công tước xứ Lucca 1782–1824                         | María Luisa Nữ Công tước xứ Lucca 1782–1824                         | María Luisa Nữ Công tước xứ Lucca 1782–1824                         | María Luisa Nữ Công tước xứ Lucca 1782–1824                         | María Luisa Nữ Công tước xứ Lucca 1782–1824                         | María Luisa Nữ Công tước xứ Lucca 1782–1824                         |                    |  | Carlota Joaquina của Tây Ban Nha 1775–1830             | Carlota Joaquina của Tây Ban Nha 1775–1830             | Carlota Joaquina của Tây Ban Nha 1775–1830             | Carlota Joaquina của Tây Ban Nha 1775–1830             | Carlota Joaquina của Tây Ban Nha 1775–1830             | Carlota Joaquina của Tây Ban Nha 1775–1830             |  |  | João VI Vua của Bồ Đào Nha 1767–1826 lên ngôi 1816–1826              | João VI Vua của Bồ Đào Nha 1767–1826 lên ngôi 1816–1826              | João VI Vua của Bồ Đào Nha 1767–1826 lên ngôi 1816–1826              | João VI Vua của Bồ Đào Nha 1767–1826 lên ngôi 1816–1826              | João VI Vua của Bồ Đào Nha 1767–1826 lên ngôi 1816–1826              | João VI Vua của Bồ Đào Nha 1767–1826 lên ngôi 1816–1826              |  |  | Franz II Hoàng đế La Mã Thần thánh 1768–1835                          | Franz II Hoàng đế La Mã Thần thánh 1768–1835                          | Franz II Hoàng đế La Mã Thần thánh 1768–1835                          | Franz II Hoàng đế La Mã Thần thánh 1768–1835                          | Franz II Hoàng đế La Mã Thần thánh 1768–1835                          | Franz II Hoàng đế La Mã Thần thánh 1768–1835                          |  |  | Rainer Joseph của Áo 1783–1853                                      | Rainer Joseph của Áo 1783–1853                                      | Rainer Joseph của Áo 1783–1853                                      | Rainer Joseph của Áo 1783–1853                                      | Rainer Joseph của Áo 1783–1853                                      | Rainer Joseph của Áo 1783–1853                                      |  |  |  |  |  |  |  |  |  |  |  |  |  |  |  |  |  |  |  |  |  |  |  |  |
|                                                         |                                                         |                                                         |                                                         |                                                         |                                                         |  |  | María Amalia của Tây Ban Nha 1779–1798                        | María Amalia của Tây Ban Nha 1779–1798                        | María Amalia của Tây Ban Nha 1779–1798                        | María Amalia của Tây Ban Nha 1779–1798                        | María Amalia của Tây Ban Nha 1779–1798                        | María Amalia của Tây Ban Nha 1779–1798                        |  |  | Francesco I Vua của Hai Sicilie 1777–1830 lên ngôi 1825-1830 | Francesco I Vua của Hai Sicilie 1777–1830 lên ngôi 1825-1830 | Francesco I Vua của Hai Sicilie 1777–1830 lên ngôi 1825-1830 | Francesco I Vua của Hai Sicilie 1777–1830 lên ngôi 1825-1830 | Francesco I Vua của Hai Sicilie 1777–1830 lên ngôi 1825-1830 | Francesco I Vua của Hai Sicilie 1777–1830 lên ngôi 1825-1830 |  |  | María Isabel của Tây Ban Nha 1789–1848                              | María Isabel của Tây Ban Nha 1789–1848                              | María Isabel của Tây Ban Nha 1789–1848                              | María Isabel của Tây Ban Nha 1789–1848                              | María Isabel của Tây Ban Nha 1789–1848                              | María Isabel của Tây Ban Nha 1789–1848                              |                                                       |                                                       | Ludovico I Vua của Etruria 1773-1803 lên ngôi 1801–1803              | Ludovico I Vua của Etruria 1773-1803 lên ngôi 1801–1803              | Ludovico I Vua của Etruria 1773-1803 lên ngôi 1801–1803              | Ludovico I Vua của Etruria 1773-1803 lên ngôi 1801–1803              | Ludovico I Vua của Etruria 1773-1803 lên ngôi 1801–1803              | Ludovico I Vua của Etruria 1773-1803 lên ngôi 1801–1803              |                                                            |                                                            | María Luisa Nữ Công tước xứ Lucca 1782–1824                         | María Luisa Nữ Công tước xứ Lucca 1782–1824                         | María Luisa Nữ Công tước xứ Lucca 1782–1824                         | María Luisa Nữ Công tước xứ Lucca 1782–1824                         | María Luisa Nữ Công tước xứ Lucca 1782–1824                         | María Luisa Nữ Công tước xứ Lucca 1782–1824                         |                    |  | Carlota Joaquina của Tây Ban Nha 1775–1830             | Carlota Joaquina của Tây Ban Nha 1775–1830             | Carlota Joaquina của Tây Ban Nha 1775–1830             | Carlota Joaquina của Tây Ban Nha 1775–1830             | Carlota Joaquina của Tây Ban Nha 1775–1830             | Carlota Joaquina của Tây Ban Nha 1775–1830             |  |  | João VI Vua của Bồ Đào Nha 1767–1826 lên ngôi 1816–1826              | João VI Vua của Bồ Đào Nha 1767–1826 lên ngôi 1816–1826              | João VI Vua của Bồ Đào Nha 1767–1826 lên ngôi 1816–1826              | João VI Vua của Bồ Đào Nha 1767–1826 lên ngôi 1816–1826              | João VI Vua của Bồ Đào Nha 1767–1826 lên ngôi 1816–1826              | João VI Vua của Bồ Đào Nha 1767–1826 lên ngôi 1816–1826              |  |  | Franz II Hoàng đế La Mã Thần thánh 1768–1835                          | Franz II Hoàng đế La Mã Thần thánh 1768–1835                          | Franz II Hoàng đế La Mã Thần thánh 1768–1835                          | Franz II Hoàng đế La Mã Thần thánh 1768–1835                          | Franz II Hoàng đế La Mã Thần thánh 1768–1835                          | Franz II Hoàng đế La Mã Thần thánh 1768–1835                          |  |  | Rainer Joseph của Áo 1783–1853                                      | Rainer Joseph của Áo 1783–1853                                      | Rainer Joseph của Áo 1783–1853                                      | Rainer Joseph của Áo 1783–1853                                      | Rainer Joseph của Áo 1783–1853                                      | Rainer Joseph của Áo 1783–1853                                      |  |  |  |  |  |  |  |  |  |  |  |  |  |  |  |  |  |  |  |  |  |  |  |  |
|                                                         |                                                         |                                                         |                                                         |                                                         |                                                         |  |  |                                                               |                                                               |                                                               |                                                               |                                                               |                                                               |  |  |                                                              |                                                              |                                                              |                                                              |                                                              |                                                              |  |  |                                                                     |                                                                     |                                                                     |                                                                     |                                                                     |                                                                     |                                                       |                                                       |                                                                      |                                                                      |                                                                      |                                                                      |                                                                      |                                                                      |                                                            |                                                            |                                                                     |                                                                     |                                                                     |                                                                     |                                                                     |                                                                     |                    |  |                                                        |                                                        |                                                        |                                                        |                                                        |                                                        |  |  |                                                                      |                                                                      |                                                                      |                                                                      |                                                                      |                                                                      |  |  |                                                                       |                                                                       |                                                                       |                                                                       |                                                                       |                                                                       |  |  |                                                                     |                                                                     |                                                                     |                                                                     |                                                                     |                                                                     |  |  |  |  |  |  |  |  |  |  |  |  |  |  |  |  |  |  |  |  |  |  |  |  |
|                                                         |                                                         |                                                         |                                                         |                                                         |                                                         |  |  |                                                               |                                                               |                                                               |                                                               |                                                               |                                                               |  |  |                                                              |                                                              |                                                              |                                                              |                                                              |                                                              |  |  |                                                                     |                                                                     |                                                                     |                                                                     |                                                                     |                                                                     |                                                       |                                                       |                                                                      |                                                                      |                                                                      |                                                                      |                                                                      |                                                                      |                                                            |                                                            |                                                                     |                                                                     |                                                                     |                                                                     |                                                                     |                                                                     |                    |  |                                                        |                                                        |                                                        |                                                        |                                                        |                                                        |  |  |                                                                      |                                                                      |                                                                      |                                                                      |                                                                      |                                                                      |  |  |                                                                       |                                                                       |                                                                       |                                                                       |                                                                       |                                                                       |  |  |                                                                     |                                                                     |                                                                     |                                                                     |                                                                     |                                                                     |  |  |  |  |  |  |  |  |  |  |  |  |  |  |  |  |  |  |  |  |  |  |  |  |
|                                                         |                                                         |                                                         |                                                         |                                                         |                                                         |  |  |                                                               |                                                               |                                                               |                                                               |                                                               |                                                               |  |  |                                                              |                                                              |                                                              |                                                              |                                                              |                                                              |  |  |                                                                     |                                                                     |                                                                     |                                                                     |                                                                     |                                                                     |                                                       |                                                       |                                                                      |                                                                      |                                                                      |                                                                      |                                                                      |                                                                      |                                                            |                                                            |                                                                     |                                                                     |                                                                     |                                                                     |                                                                     |                                                                     |                    |  |                                                        |                                                        |                                                        |                                                        |                                                        |                                                        |  |  |                                                                      |                                                                      |                                                                      |                                                                      |                                                                      |                                                                      |  |  |                                                                       |                                                                       |                                                                       |                                                                       |                                                                       |                                                                       |  |  |                                                                     |                                                                     |                                                                     |                                                                     |                                                                     |                                                                     |  |  |  |  |  |  |  |  |  |  |  |  |  |  |  |  |  |  |  |  |  |  |  |  |
|                                                         |                                                         |                                                         |                                                         |                                                         |                                                         |  |  |                                                               |                                                               |                                                               |                                                               |                                                               |                                                               |  |  |                                                              |                                                              |                                                              |                                                              |                                                              |                                                              |  |  |                                                                     |                                                                     |                                                                     |                                                                     |                                                                     |                                                                     |                                                       |                                                       |                                                                      |                                                                      |                                                                      |                                                                      |                                                                      |                                                                      |                                                            |                                                            |                                                                     |                                                                     |                                                                     |                                                                     |                                                                     |                                                                     |                    |  |                                                        |                                                        |                                                        |                                                        |                                                        |                                                        |  |  |                                                                      |                                                                      |                                                                      |                                                                      |                                                                      |                                                                      |  |  |                                                                       |                                                                       |                                                                       |                                                                       |                                                                       |                                                                       |  |  |                                                                     |                                                                     |                                                                     |                                                                     |                                                                     |                                                                     |  |  |  |  |  |  |  |  |  |  |  |  |  |  |  |  |  |  |  |  |  |  |  |  |
|                                                         |                                                         |                                                         |                                                         |                                                         |                                                         |  |  |                                                               |                                                               |                                                               |                                                               |                                                               |                                                               |  |  |                                                              |                                                              |                                                              |                                                              |                                                              |                                                              |  |  |                                                                     |                                                                     |                                                                     |                                                                     |                                                                     |                                                                     |                                                       |                                                       |                                                                      |                                                                      |                                                                      |                                                                      |                                                                      |                                                                      |                                                            |                                                            |                                                                     |                                                                     |                                                                     |                                                                     |                                                                     |                                                                     |                    |  |                                                        |                                                        |                                                        |                                                        |                                                        |                                                        |  |  |                                                                      |                                                                      |                                                                      |                                                                      |                                                                      |                                                                      |  |  |                                                                       |                                                                       |                                                                       |                                                                       |                                                                       |                                                                       |  |  |                                                                     |                                                                     |                                                                     |                                                                     |                                                                     |                                                                     |  |  |  |  |  |  |  |  |  |  |  |  |  |  |  |  |  |  |  |  |  |  |  |  |
|                                                         |                                                         |                                                         |                                                         |                                                         |                                                         |  |  |                                                               |                                                               |                                                               |                                                               |                                                               |                                                               |  |  |                                                              |                                                              |                                                              |                                                              |                                                              |                                                              |  |  |                                                                     |                                                                     |                                                                     |                                                                     |                                                                     |                                                                     |                                                       |                                                       |                                                                      |                                                                      |                                                                      |                                                                      |                                                                      |                                                                      |                                                            |                                                            |                                                                     |                                                                     |                                                                     |                                                                     |                                                                     |                                                                     |                    |  |                                                        |                                                        |                                                        |                                                        |                                                        |                                                        |  |  |                                                                      |                                                                      |                                                                      |                                                                      |                                                                      |                                                                      |  |  |                                                                       |                                                                       |                                                                       |                                                                       |                                                                       |                                                                       |  |  |                                                                     |                                                                     |                                                                     |                                                                     |                                                                     |                                                                     |  |  |  |  |  |  |  |  |  |  |  |  |  |  |  |  |  |  |  |  |  |  |  |  |
| Francisco de Paula 1794–1865                            | Francisco de Paula 1794–1865                            | Francisco de Paula 1794–1865                            | Francisco de Paula 1794–1865                            | Francisco de Paula 1794–1865                            | Francisco de Paula 1794–1865                            |  |  | Luisa Carlotta của Napoli và Sicilia 1804–1844                | Luisa Carlotta của Napoli và Sicilia 1804–1844                | Luisa Carlotta của Napoli và Sicilia 1804–1844                | Luisa Carlotta của Napoli và Sicilia 1804–1844                | Luisa Carlotta của Napoli và Sicilia 1804–1844                | Luisa Carlotta của Napoli và Sicilia 1804–1844                |  |  | Maria Cristina của Hai Sicilie 1806–1878                     | Maria Cristina của Hai Sicilie 1806–1878                     | Maria Cristina của Hai Sicilie 1806–1878                     | Maria Cristina của Hai Sicilie 1806–1878                     | Maria Cristina của Hai Sicilie 1806–1878                     | Maria Cristina của Hai Sicilie 1806–1878                     |  |  | Fernando VII Vua của Tây Ban Nha 1784–1833 lên ngôi 1808/ 1813–1833 | Fernando VII Vua của Tây Ban Nha 1784–1833 lên ngôi 1808/ 1813–1833 | Fernando VII Vua của Tây Ban Nha 1784–1833 lên ngôi 1808/ 1813–1833 | Fernando VII Vua của Tây Ban Nha 1784–1833 lên ngôi 1808/ 1813–1833 | Fernando VII Vua của Tây Ban Nha 1784–1833 lên ngôi 1808/ 1813–1833 | Fernando VII Vua của Tây Ban Nha 1784–1833 lên ngôi 1808/ 1813–1833 |                                                       |                                                       | Maria Antonia của Napoli và Sicilia 1784–1806                        | Maria Antonia của Napoli và Sicilia 1784–1806                        | Maria Antonia của Napoli và Sicilia 1784–1806                        | Maria Antonia của Napoli và Sicilia 1784–1806                        | Maria Antonia của Napoli và Sicilia 1784–1806                        | Maria Antonia của Napoli và Sicilia 1784–1806                        |                                                            |                                                            | Maria Josepha của Sachsen 1803–1829                                 | Maria Josepha của Sachsen 1803–1829                                 | Maria Josepha của Sachsen 1803–1829                                 | Maria Josepha của Sachsen 1803–1829                                 | Maria Josepha của Sachsen 1803–1829                                 | Maria Josepha của Sachsen 1803–1829                                 |                    |  | Maria Isabel của Bồ Đào Nha 1797–1818                  | Maria Isabel của Bồ Đào Nha 1797–1818                  | Maria Isabel của Bồ Đào Nha 1797–1818                  | Maria Isabel của Bồ Đào Nha 1797–1818                  | Maria Isabel của Bồ Đào Nha 1797–1818                  | Maria Isabel của Bồ Đào Nha 1797–1818                  |  |  | Maria Francisca của Bragança 1800–1834                               | Maria Francisca của Bragança 1800–1834                               | Maria Francisca của Bragança 1800–1834                               | Maria Francisca của Bragança 1800–1834                               | Maria Francisca của Bragança 1800–1834                               | Maria Francisca của Bragança 1800–1834                               |  |  | Carlos Bá tước xứ Molina Người đòi ngôi theo Chủ nghĩa Carl 1788–1855 | Carlos Bá tước xứ Molina Người đòi ngôi theo Chủ nghĩa Carl 1788–1855 | Carlos Bá tước xứ Molina Người đòi ngôi theo Chủ nghĩa Carl 1788–1855 | Carlos Bá tước xứ Molina Người đòi ngôi theo Chủ nghĩa Carl 1788–1855 | Carlos Bá tước xứ Molina Người đòi ngôi theo Chủ nghĩa Carl 1788–1855 | Carlos Bá tước xứ Molina Người đòi ngôi theo Chủ nghĩa Carl 1788–1855 |  |  | Maria Teresa Nữ Thân vương xứ Beira 1793–1874                       | Maria Teresa Nữ Thân vương xứ Beira 1793–1874                       | Maria Teresa Nữ Thân vương xứ Beira 1793–1874                       | Maria Teresa Nữ Thân vương xứ Beira 1793–1874                       | Maria Teresa Nữ Thân vương xứ Beira 1793–1874                       | Maria Teresa Nữ Thân vương xứ Beira 1793–1874                       |  |  |  |  |  |  |  |  |  |  |  |  |  |  |  |  |  |  |  |  |  |  |  |  |
| Francisco de Paula 1794–1865                            | Francisco de Paula 1794–1865                            | Francisco de Paula 1794–1865                            | Francisco de Paula 1794–1865                            | Francisco de Paula 1794–1865                            | Francisco de Paula 1794–1865                            |  |  | Luisa Carlotta của Napoli và Sicilia 1804–1844                | Luisa Carlotta của Napoli và Sicilia 1804–1844                | Luisa Carlotta của Napoli và Sicilia 1804–1844                | Luisa Carlotta của Napoli và Sicilia 1804–1844                | Luisa Carlotta của Napoli và Sicilia 1804–1844                | Luisa Carlotta của Napoli và Sicilia 1804–1844                |  |  | Maria Cristina của Hai Sicilie 1806–1878                     | Maria Cristina của Hai Sicilie 1806–1878                     | Maria Cristina của Hai Sicilie 1806–1878                     | Maria Cristina của Hai Sicilie 1806–1878                     | Maria Cristina của Hai Sicilie 1806–1878                     | Maria Cristina của Hai Sicilie 1806–1878                     |  |  | Fernando VII Vua của Tây Ban Nha 1784–1833 lên ngôi 1808/ 1813–1833 | Fernando VII Vua của Tây Ban Nha 1784–1833 lên ngôi 1808/ 1813–1833 | Fernando VII Vua của Tây Ban Nha 1784–1833 lên ngôi 1808/ 1813–1833 | Fernando VII Vua của Tây Ban Nha 1784–1833 lên ngôi 1808/ 1813–1833 | Fernando VII Vua của Tây Ban Nha 1784–1833 lên ngôi 1808/ 1813–1833 | Fernando VII Vua của Tây Ban Nha 1784–1833 lên ngôi 1808/ 1813–1833 |                                                       |                                                       | Maria Antonia của Napoli và Sicilia 1784–1806                        | Maria Antonia của Napoli và Sicilia 1784–1806                        | Maria Antonia của Napoli và Sicilia 1784–1806                        | Maria Antonia của Napoli và Sicilia 1784–1806                        | Maria Antonia của Napoli và Sicilia 1784–1806                        | Maria Antonia của Napoli và Sicilia 1784–1806                        |                                                            |                                                            | Maria Josepha của Sachsen 1803–1829                                 | Maria Josepha của Sachsen 1803–1829                                 | Maria Josepha của Sachsen 1803–1829                                 | Maria Josepha của Sachsen 1803–1829                                 | Maria Josepha của Sachsen 1803–1829                                 | Maria Josepha của Sachsen 1803–1829                                 |                    |  | Maria Isabel của Bồ Đào Nha 1797–1818                  | Maria Isabel của Bồ Đào Nha 1797–1818                  | Maria Isabel của Bồ Đào Nha 1797–1818                  | Maria Isabel của Bồ Đào Nha 1797–1818                  | Maria Isabel của Bồ Đào Nha 1797–1818                  | Maria Isabel của Bồ Đào Nha 1797–1818                  |  |  | Maria Francisca của Bragança 1800–1834                               | Maria Francisca của Bragança 1800–1834                               | Maria Francisca của Bragança 1800–1834                               | Maria Francisca của Bragança 1800–1834                               | Maria Francisca của Bragança 1800–1834                               | Maria Francisca của Bragança 1800–1834                               |  |  | Carlos Bá tước xứ Molina Người đòi ngôi theo Chủ nghĩa Carl 1788–1855 | Carlos Bá tước xứ Molina Người đòi ngôi theo Chủ nghĩa Carl 1788–1855 | Carlos Bá tước xứ Molina Người đòi ngôi theo Chủ nghĩa Carl 1788–1855 | Carlos Bá tước xứ Molina Người đòi ngôi theo Chủ nghĩa Carl 1788–1855 | Carlos Bá tước xứ Molina Người đòi ngôi theo Chủ nghĩa Carl 1788–1855 | Carlos Bá tước xứ Molina Người đòi ngôi theo Chủ nghĩa Carl 1788–1855 |  |  | Maria Teresa Nữ Thân vương xứ Beira 1793–1874                       | Maria Teresa Nữ Thân vương xứ Beira 1793–1874                       | Maria Teresa Nữ Thân vương xứ Beira 1793–1874                       | Maria Teresa Nữ Thân vương xứ Beira 1793–1874                       | Maria Teresa Nữ Thân vương xứ Beira 1793–1874                       | Maria Teresa Nữ Thân vương xứ Beira 1793–1874                       |  |  |  |  |  |  |  |  |  |  |  |  |  |  |  |  |  |  |  |  |  |  |  |  |
|                                                         |                                                         |                                                         |                                                         |                                                         |                                                         |  |  |                                                               |                                                               |                                                               |                                                               |                                                               |                                                               |  |  |                                                              |                                                              |                                                              |                                                              |                                                              |                                                              |  |  |                                                                     |                                                                     |                                                                     |                                                                     |                                                                     |                                                                     |                                                       |                                                       |                                                                      |                                                                      |                                                                      |                                                                      |                                                                      |                                                                      |                                                            |                                                            |                                                                     |                                                                     |                                                                     |                                                                     |                                                                     |                                                                     |                    |  |                                                        |                                                        |                                                        |                                                        |                                                        |                                                        |  |  |                                                                      |                                                                      |                                                                      |                                                                      |                                                                      |                                                                      |  |  |                                                                       |                                                                       |                                                                       |                                                                       |                                                                       |                                                                       |  |  |                                                                     |                                                                     |                                                                     |                                                                     |                                                                     |                                                                     |  |  |  |  |  |  |  |  |  |  |  |  |  |  |  |  |  |  |  |  |  |  |  |  |
|                                                         |                                                         |                                                         |                                                         |                                                         |                                                         |  |  |                                                               |                                                               |                                                               |                                                               |                                                               |                                                               |  |  |                                                              |                                                              |                                                              |                                                              |                                                              |                                                              |  |  |                                                                     |                                                                     |                                                                     |                                                                     |                                                                     |                                                                     |                                                       |                                                       |                                                                      |                                                                      |                                                                      |                                                                      |                                                                      |                                                                      |                                                            |                                                            |                                                                     |                                                                     |                                                                     |                                                                     |                                                                     |                                                                     |                    |  |                                                        |                                                        |                                                        |                                                        |                                                        |                                                        |  |  |                                                                      |                                                                      |                                                                      |                                                                      |                                                                      |                                                                      |  |  |                                                                       |                                                                       |                                                                       |                                                                       |                                                                       |                                                                       |  |  |                                                                     |                                                                     |                                                                     |                                                                     |                                                                     |                                                                     |  |  |  |  |  |  |  |  |  |  |  |  |  |  |  |  |  |  |  |  |  |  |  |  |
|                                                         |                                                         |                                                         |                                                         |                                                         |                                                         |  |  |                                                               |                                                               |                                                               |                                                               |                                                               |                                                               |  |  |                                                              |                                                              |                                                              |                                                              |                                                              |                                                              |  |  |                                                                     |                                                                     |                                                                     |                                                                     |                                                                     |                                                                     |                                                       |                                                       |                                                                      |                                                                      |                                                                      |                                                                      |                                                                      |                                                                      |                                                            |                                                            |                                                                     |                                                                     |                                                                     |                                                                     |                                                                     |                                                                     |                    |  |                                                        |                                                        |                                                        |                                                        |                                                        |                                                        |  |  |                                                                      |                                                                      |                                                                      |                                                                      |                                                                      |                                                                      |  |  |                                                                       |                                                                       |                                                                       |                                                                       |                                                                       |                                                                       |  |  |                                                                     |                                                                     |                                                                     |                                                                     |                                                                     |                                                                     |  |  |  |  |  |  |  |  |  |  |  |  |  |  |  |  |  |  |  |  |  |  |  |  |
|                                                         |                                                         |                                                         |                                                         |                                                         |                                                         |  |  |                                                               |                                                               |                                                               |                                                               |                                                               |                                                               |  |  |                                                              |                                                              |                                                              |                                                              |                                                              |                                                              |  |  |                                                                     |                                                                     |                                                                     |                                                                     |                                                                     |                                                                     |                                                       |                                                       |                                                                      |                                                                      |                                                                      |                                                                      |                                                                      |                                                                      |                                                            |                                                            |                                                                     |                                                                     |                                                                     |                                                                     |                                                                     |                                                                     |                    |  |                                                        |                                                        |                                                        |                                                        |                                                        |                                                        |  |  |                                                                      |                                                                      |                                                                      |                                                                      |                                                                      |                                                                      |  |  |                                                                       |                                                                       |                                                                       |                                                                       |                                                                       |                                                                       |  |  |                                                                     |                                                                     |                                                                     |                                                                     |                                                                     |                                                                     |  |  |  |  |  |  |  |  |  |  |  |  |  |  |  |  |  |  |  |  |  |  |  |  |
| Amalia của Tây Ban Nha 1834–1905                        | Amalia của Tây Ban Nha 1834–1905                        | Amalia của Tây Ban Nha 1834–1905                        | Amalia của Tây Ban Nha 1834–1905                        | Amalia của Tây Ban Nha 1834–1905                        | Amalia của Tây Ban Nha 1834–1905                        |  |  | Francisco Công tước xứ Cádiz 1822–1902                        | Francisco Công tước xứ Cádiz 1822–1902                        | Francisco Công tước xứ Cádiz 1822–1902                        | Francisco Công tước xứ Cádiz 1822–1902                        | Francisco Công tước xứ Cádiz 1822–1902                        | Francisco Công tước xứ Cádiz 1822–1902                        |  |  | Isabel II Nữ vương Tây Ban Nha 1830–1904 lên ngôi 1833–1868  | Isabel II Nữ vương Tây Ban Nha 1830–1904 lên ngôi 1833–1868  | Isabel II Nữ vương Tây Ban Nha 1830–1904 lên ngôi 1833–1868  | Isabel II Nữ vương Tây Ban Nha 1830–1904 lên ngôi 1833–1868  | Isabel II Nữ vương Tây Ban Nha 1830–1904 lên ngôi 1833–1868  | Isabel II Nữ vương Tây Ban Nha 1830–1904 lên ngôi 1833–1868  |  |  | Luisa Công tước phu nhân xứ Montpensier 1832–1897                   | Luisa Công tước phu nhân xứ Montpensier 1832–1897                   | Luisa Công tước phu nhân xứ Montpensier 1832–1897                   | Luisa Công tước phu nhân xứ Montpensier 1832–1897                   | Luisa Công tước phu nhân xứ Montpensier 1832–1897                   | Luisa Công tước phu nhân xứ Montpensier 1832–1897                   |                                                       |                                                       | Antoine Công tước xứ Montpensier 1824–1890                           | Antoine Công tước xứ Montpensier 1824–1890                           | Antoine Công tước xứ Montpensier 1824–1890                           | Antoine Công tước xứ Montpensier 1824–1890                           | Antoine Công tước xứ Montpensier 1824–1890                           | Antoine Công tước xứ Montpensier 1824–1890                           |                                                            |                                                            | Maria Carolina của Hai Sicilie 1820–1861                            | Maria Carolina của Hai Sicilie 1820–1861                            | Maria Carolina của Hai Sicilie 1820–1861                            | Maria Carolina của Hai Sicilie 1820–1861                            | Maria Carolina của Hai Sicilie 1820–1861                            | Maria Carolina của Hai Sicilie 1820–1861                            |                    |  | Carlos Bá tước xứ Montemolin 1818–1861                 | Carlos Bá tước xứ Montemolin 1818–1861                 | Carlos Bá tước xứ Montemolin 1818–1861                 | Carlos Bá tước xứ Montemolin 1818–1861                 | Carlos Bá tước xứ Montemolin 1818–1861                 | Carlos Bá tước xứ Montemolin 1818–1861                 |  |  | Juan Bá tước xứ Montizón 1822–1887                                   | Juan Bá tước xứ Montizón 1822–1887                                   | Juan Bá tước xứ Montizón 1822–1887                                   | Juan Bá tước xứ Montizón 1822–1887                                   | Juan Bá tước xứ Montizón 1822–1887                                   | Juan Bá tước xứ Montizón 1822–1887                                   |  |  | Fernando của Tây Ban Nha 1824–1861                                    | Fernando của Tây Ban Nha 1824–1861                                    | Fernando của Tây Ban Nha 1824–1861                                    | Fernando của Tây Ban Nha 1824–1861                                    | Fernando của Tây Ban Nha 1824–1861                                    | Fernando của Tây Ban Nha 1824–1861                                    |  |  | Adelheid Franziska của Áo 1822–1855                                 | Adelheid Franziska của Áo 1822–1855                                 | Adelheid Franziska của Áo 1822–1855                                 | Adelheid Franziska của Áo 1822–1855                                 | Adelheid Franziska của Áo 1822–1855                                 | Adelheid Franziska của Áo 1822–1855                                 |  |  |  |  |  |  |  |  |  |  |  |  |  |  |  |  |  |  |  |  |  |  |  |  |
| Amalia của Tây Ban Nha 1834–1905                        | Amalia của Tây Ban Nha 1834–1905                        | Amalia của Tây Ban Nha 1834–1905                        | Amalia của Tây Ban Nha 1834–1905                        | Amalia của Tây Ban Nha 1834–1905                        | Amalia của Tây Ban Nha 1834–1905                        |  |  | Francisco Công tước xứ Cádiz 1822–1902                        | Francisco Công tước xứ Cádiz 1822–1902                        | Francisco Công tước xứ Cádiz 1822–1902                        | Francisco Công tước xứ Cádiz 1822–1902                        | Francisco Công tước xứ Cádiz 1822–1902                        | Francisco Công tước xứ Cádiz 1822–1902                        |  |  | Isabel II Nữ vương Tây Ban Nha 1830–1904 lên ngôi 1833–1868  | Isabel II Nữ vương Tây Ban Nha 1830–1904 lên ngôi 1833–1868  | Isabel II Nữ vương Tây Ban Nha 1830–1904 lên ngôi 1833–1868  | Isabel II Nữ vương Tây Ban Nha 1830–1904 lên ngôi 1833–1868  | Isabel II Nữ vương Tây Ban Nha 1830–1904 lên ngôi 1833–1868  | Isabel II Nữ vương Tây Ban Nha 1830–1904 lên ngôi 1833–1868  |  |  | Luisa Công tước phu nhân xứ Montpensier 1832–1897                   | Luisa Công tước phu nhân xứ Montpensier 1832–1897                   | Luisa Công tước phu nhân xứ Montpensier 1832–1897                   | Luisa Công tước phu nhân xứ Montpensier 1832–1897                   | Luisa Công tước phu nhân xứ Montpensier 1832–1897                   | Luisa Công tước phu nhân xứ Montpensier 1832–1897                   |                                                       |                                                       | Antoine Công tước xứ Montpensier 1824–1890                           | Antoine Công tước xứ Montpensier 1824–1890                           | Antoine Công tước xứ Montpensier 1824–1890                           | Antoine Công tước xứ Montpensier 1824–1890                           | Antoine Công tước xứ Montpensier 1824–1890                           | Antoine Công tước xứ Montpensier 1824–1890                           |                                                            |                                                            | Maria Carolina của Hai Sicilie 1820–1861                            | Maria Carolina của Hai Sicilie 1820–1861                            | Maria Carolina của Hai Sicilie 1820–1861                            | Maria Carolina của Hai Sicilie 1820–1861                            | Maria Carolina của Hai Sicilie 1820–1861                            | Maria Carolina của Hai Sicilie 1820–1861                            |                    |  | Carlos Bá tước xứ Montemolin 1818–1861                 | Carlos Bá tước xứ Montemolin 1818–1861                 | Carlos Bá tước xứ Montemolin 1818–1861                 | Carlos Bá tước xứ Montemolin 1818–1861                 | Carlos Bá tước xứ Montemolin 1818–1861                 | Carlos Bá tước xứ Montemolin 1818–1861                 |  |  | Juan Bá tước xứ Montizón 1822–1887                                   | Juan Bá tước xứ Montizón 1822–1887                                   | Juan Bá tước xứ Montizón 1822–1887                                   | Juan Bá tước xứ Montizón 1822–1887                                   | Juan Bá tước xứ Montizón 1822–1887                                   | Juan Bá tước xứ Montizón 1822–1887                                   |  |  | Fernando của Tây Ban Nha 1824–1861                                    | Fernando của Tây Ban Nha 1824–1861                                    | Fernando của Tây Ban Nha 1824–1861                                    | Fernando của Tây Ban Nha 1824–1861                                    | Fernando của Tây Ban Nha 1824–1861                                    | Fernando của Tây Ban Nha 1824–1861                                    |  |  | Adelheid Franziska của Áo 1822–1855                                 | Adelheid Franziska của Áo 1822–1855                                 | Adelheid Franziska của Áo 1822–1855                                 | Adelheid Franziska của Áo 1822–1855                                 | Adelheid Franziska của Áo 1822–1855                                 | Adelheid Franziska của Áo 1822–1855                                 |  |  |  |  |  |  |  |  |  |  |  |  |  |  |  |  |  |  |  |  |  |  |  |  |
|                                                         |                                                         |                                                         |                                                         |                                                         |                                                         |  |  |                                                               |                                                               |                                                               |                                                               |                                                               |                                                               |  |  |                                                              |                                                              |                                                              |                                                              |                                                              |                                                              |  |  |                                                                     |                                                                     |                                                                     |                                                                     |                                                                     |                                                                     |                                                       |                                                       |                                                                      |                                                                      |                                                                      |                                                                      |                                                                      |                                                                      |                                                            |                                                            |                                                                     |                                                                     |                                                                     |                                                                     |                                                                     |                                                                     |                    |  |                                                        |                                                        |                                                        |                                                        |                                                        |                                                        |  |  |                                                                      |                                                                      |                                                                      |                                                                      |                                                                      |                                                                      |  |  |                                                                       |                                                                       |                                                                       |                                                                       |                                                                       |                                                                       |  |  |                                                                     |                                                                     |                                                                     |                                                                     |                                                                     |                                                                     |  |  |  |  |  |  |  |  |  |  |  |  |  |  |  |  |  |  |  |  |  |  |  |  |
|                                                         |                                                         |                                                         |                                                         |                                                         |                                                         |  |  |                                                               |                                                               |                                                               |                                                               |                                                               |                                                               |  |  |                                                              |                                                              |                                                              |                                                              |                                                              |                                                              |  |  |                                                                     |                                                                     |                                                                     |                                                                     |                                                                     |                                                                     |                                                       |                                                       |                                                                      |                                                                      |                                                                      |                                                                      |                                                                      |                                                                      |                                                            |                                                            |                                                                     |                                                                     |                                                                     |                                                                     |                                                                     |                                                                     |                    |  |                                                        |                                                        |                                                        |                                                        |                                                        |                                                        |  |  |                                                                      |                                                                      |                                                                      |                                                                      |                                                                      |                                                                      |  |  |                                                                       |                                                                       |                                                                       |                                                                       |                                                                       |                                                                       |  |  |                                                                     |                                                                     |                                                                     |                                                                     |                                                                     |                                                                     |  |  |  |  |  |  |  |  |  |  |  |  |  |  |  |  |  |  |  |  |  |  |  |  |
|                                                         |                                                         |                                                         |                                                         |                                                         |                                                         |  |  |                                                               |                                                               |                                                               |                                                               |                                                               |                                                               |  |  |                                                              |                                                              |                                                              |                                                              |                                                              |                                                              |  |  |                                                                     |                                                                     |                                                                     |                                                                     |                                                                     |                                                                     |                                                       |                                                       |                                                                      |                                                                      |                                                                      |                                                                      |                                                                      |                                                                      |                                                            |                                                            |                                                                     |                                                                     |                                                                     |                                                                     |                                                                     |                                                                     |                    |  |                                                        |                                                        |                                                        |                                                        |                                                        |                                                        |  |  |                                                                      |                                                                      |                                                                      |                                                                      |                                                                      |                                                                      |  |  |                                                                       |                                                                       |                                                                       |                                                                       |                                                                       |                                                                       |  |  |                                                                     |                                                                     |                                                                     |                                                                     |                                                                     |                                                                     |  |  |  |  |  |  |  |  |  |  |  |  |  |  |  |  |  |  |  |  |  |  |  |  |
|                                                         |                                                         |                                                         |                                                         |                                                         |                                                         |  |  |                                                               |                                                               |                                                               |                                                               |                                                               |                                                               |  |  |                                                              |                                                              |                                                              |                                                              |                                                              |                                                              |  |  |                                                                     |                                                                     |                                                                     |                                                                     |                                                                     |                                                                     |                                                       |                                                       |                                                                      |                                                                      |                                                                      |                                                                      |                                                                      |                                                                      |                                                            |                                                            |                                                                     |                                                                     |                                                                     |                                                                     |                                                                     |                                                                     |                    |  |                                                        |                                                        |                                                        |                                                        |                                                        |                                                        |  |  |                                                                      |                                                                      |                                                                      |                                                                      |                                                                      |                                                                      |  |  |                                                                       |                                                                       |                                                                       |                                                                       |                                                                       |                                                                       |  |  |                                                                     |                                                                     |                                                                     |                                                                     |                                                                     |                                                                     |  |  |  |  |  |  |  |  |  |  |  |  |  |  |  |  |  |  |  |  |  |  |  |  |
| Ludwig của Bayern 1859–1949                             | Ludwig của Bayern 1859–1949                             | Ludwig của Bayern 1859–1949                             | Ludwig của Bayern 1859–1949                             | Ludwig của Bayern 1859–1949                             | Ludwig của Bayern 1859–1949                             |  |  | María de la Paz 1862–1946                                     | María de la Paz 1862–1946                                     | María de la Paz 1862–1946                                     | María de la Paz 1862–1946                                     | María de la Paz 1862–1946                                     | María de la Paz 1862–1946                                     |  |  | María de las Mercedes của Orléans 1860–1878                  | María de las Mercedes của Orléans 1860–1878                  | María de las Mercedes của Orléans 1860–1878                  | María de las Mercedes của Orléans 1860–1878                  | María de las Mercedes của Orléans 1860–1878                  | María de las Mercedes của Orléans 1860–1878                  |  |  | Alfonso XII Vua của Tây Ban Nha 1857–1885 lên ngôi 1874–1885        | Alfonso XII Vua của Tây Ban Nha 1857–1885 lên ngôi 1874–1885        | Alfonso XII Vua của Tây Ban Nha 1857–1885 lên ngôi 1874–1885        | Alfonso XII Vua của Tây Ban Nha 1857–1885 lên ngôi 1874–1885        | Alfonso XII Vua của Tây Ban Nha 1857–1885 lên ngôi 1874–1885        | Alfonso XII Vua của Tây Ban Nha 1857–1885 lên ngôi 1874–1885        |                                                       |                                                       | Maria Christina Henriette của Áo 1858–1929                           | Maria Christina Henriette của Áo 1858–1929                           | Maria Christina Henriette của Áo 1858–1929                           | Maria Christina Henriette của Áo 1858–1929                           | Maria Christina Henriette của Áo 1858–1929                           | Maria Christina Henriette của Áo 1858–1929                           |                                                            |                                                            | Eulalia Công tước phu nhân xứ Galliera 1864–1958                    | Eulalia Công tước phu nhân xứ Galliera 1864–1958                    | Eulalia Công tước phu nhân xứ Galliera 1864–1958                    | Eulalia Công tước phu nhân xứ Galliera 1864–1958                    | Eulalia Công tước phu nhân xứ Galliera 1864–1958                    | Eulalia Công tước phu nhân xứ Galliera 1864–1958                    |                    |  | Antonio Công tước xứ Galliera 1866–1930                | Antonio Công tước xứ Galliera 1866–1930                | Antonio Công tước xứ Galliera 1866–1930                | Antonio Công tước xứ Galliera 1866–1930                | Antonio Công tước xứ Galliera 1866–1930                | Antonio Công tước xứ Galliera 1866–1930                |  |  | Alfonso Carlos Công tước xứ San Jaime 1849–1936                      | Alfonso Carlos Công tước xứ San Jaime 1849–1936                      | Alfonso Carlos Công tước xứ San Jaime 1849–1936                      | Alfonso Carlos Công tước xứ San Jaime 1849–1936                      | Alfonso Carlos Công tước xứ San Jaime 1849–1936                      | Alfonso Carlos Công tước xứ San Jaime 1849–1936                      |  |  | Carlos Công tước xứ Madrid 1848–1909                                  | Carlos Công tước xứ Madrid 1848–1909                                  | Carlos Công tước xứ Madrid 1848–1909                                  | Carlos Công tước xứ Madrid 1848–1909                                  | Carlos Công tước xứ Madrid 1848–1909                                  | Carlos Công tước xứ Madrid 1848–1909                                  |  |  | Amadeo I Vua của Tây Ban Nha 1845–1890 lên ngôi 1870–1873           | Amadeo I Vua của Tây Ban Nha 1845–1890 lên ngôi 1870–1873           | Amadeo I Vua của Tây Ban Nha 1845–1890 lên ngôi 1870–1873           | Amadeo I Vua của Tây Ban Nha 1845–1890 lên ngôi 1870–1873           | Amadeo I Vua của Tây Ban Nha 1845–1890 lên ngôi 1870–1873           | Amadeo I Vua của Tây Ban Nha 1845–1890 lên ngôi 1870–1873           |  |  |  |  |  |  |  |  |  |  |  |  |  |  |  |  |  |  |  |  |  |  |  |  |
| Ludwig của Bayern 1859–1949                             | Ludwig của Bayern 1859–1949                             | Ludwig của Bayern 1859–1949                             | Ludwig của Bayern 1859–1949                             | Ludwig của Bayern 1859–1949                             | Ludwig của Bayern 1859–1949                             |  |  | María de la Paz 1862–1946                                     | María de la Paz 1862–1946                                     | María de la Paz 1862–1946                                     | María de la Paz 1862–1946                                     | María de la Paz 1862–1946                                     | María de la Paz 1862–1946                                     |  |  | María de las Mercedes của Orléans 1860–1878                  | María de las Mercedes của Orléans 1860–1878                  | María de las Mercedes của Orléans 1860–1878                  | María de las Mercedes của Orléans 1860–1878                  | María de las Mercedes của Orléans 1860–1878                  | María de las Mercedes của Orléans 1860–1878                  |  |  | Alfonso XII Vua của Tây Ban Nha 1857–1885 lên ngôi 1874–1885        | Alfonso XII Vua của Tây Ban Nha 1857–1885 lên ngôi 1874–1885        | Alfonso XII Vua của Tây Ban Nha 1857–1885 lên ngôi 1874–1885        | Alfonso XII Vua của Tây Ban Nha 1857–1885 lên ngôi 1874–1885        | Alfonso XII Vua của Tây Ban Nha 1857–1885 lên ngôi 1874–1885        | Alfonso XII Vua của Tây Ban Nha 1857–1885 lên ngôi 1874–1885        |                                                       |                                                       | Maria Christina Henriette của Áo 1858–1929                           | Maria Christina Henriette của Áo 1858–1929                           | Maria Christina Henriette của Áo 1858–1929                           | Maria Christina Henriette của Áo 1858–1929                           | Maria Christina Henriette của Áo 1858–1929                           | Maria Christina Henriette của Áo 1858–1929                           |                                                            |                                                            | Eulalia Công tước phu nhân xứ Galliera 1864–1958                    | Eulalia Công tước phu nhân xứ Galliera 1864–1958                    | Eulalia Công tước phu nhân xứ Galliera 1864–1958                    | Eulalia Công tước phu nhân xứ Galliera 1864–1958                    | Eulalia Công tước phu nhân xứ Galliera 1864–1958                    | Eulalia Công tước phu nhân xứ Galliera 1864–1958                    |                    |  | Antonio Công tước xứ Galliera 1866–1930                | Antonio Công tước xứ Galliera 1866–1930                | Antonio Công tước xứ Galliera 1866–1930                | Antonio Công tước xứ Galliera 1866–1930                | Antonio Công tước xứ Galliera 1866–1930                | Antonio Công tước xứ Galliera 1866–1930                |  |  | Alfonso Carlos Công tước xứ San Jaime 1849–1936                      | Alfonso Carlos Công tước xứ San Jaime 1849–1936                      | Alfonso Carlos Công tước xứ San Jaime 1849–1936                      | Alfonso Carlos Công tước xứ San Jaime 1849–1936                      | Alfonso Carlos Công tước xứ San Jaime 1849–1936                      | Alfonso Carlos Công tước xứ San Jaime 1849–1936                      |  |  | Carlos Công tước xứ Madrid 1848–1909                                  | Carlos Công tước xứ Madrid 1848–1909                                  | Carlos Công tước xứ Madrid 1848–1909                                  | Carlos Công tước xứ Madrid 1848–1909                                  | Carlos Công tước xứ Madrid 1848–1909                                  | Carlos Công tước xứ Madrid 1848–1909                                  |  |  | Amadeo I Vua của Tây Ban Nha 1845–1890 lên ngôi 1870–1873           | Amadeo I Vua của Tây Ban Nha 1845–1890 lên ngôi 1870–1873           | Amadeo I Vua của Tây Ban Nha 1845–1890 lên ngôi 1870–1873           | Amadeo I Vua của Tây Ban Nha 1845–1890 lên ngôi 1870–1873           | Amadeo I Vua của Tây Ban Nha 1845–1890 lên ngôi 1870–1873           | Amadeo I Vua của Tây Ban Nha 1845–1890 lên ngôi 1870–1873           |  |  |  |  |  |  |  |  |  |  |  |  |  |  |  |  |  |  |  |  |  |  |  |  |
|                                                         |                                                         |                                                         |                                                         |                                                         |                                                         |  |  |                                                               |                                                               |                                                               |                                                               |                                                               |                                                               |  |  |                                                              |                                                              |                                                              |                                                              |                                                              |                                                              |  |  |                                                                     |                                                                     |                                                                     |                                                                     |                                                                     |                                                                     |                                                       |                                                       |                                                                      |                                                                      |                                                                      |                                                                      |                                                                      |                                                                      |                                                            |                                                            |                                                                     |                                                                     |                                                                     |                                                                     |                                                                     |                                                                     |                    |  |                                                        |                                                        |                                                        |                                                        |                                                        |                                                        |  |  |                                                                      |                                                                      |                                                                      |                                                                      |                                                                      |                                                                      |  |  |                                                                       |                                                                       |                                                                       |                                                                       |                                                                       |                                                                       |  |  |                                                                     |                                                                     |                                                                     |                                                                     |                                                                     |                                                                     |  |  |  |  |  |  |  |  |  |  |  |  |  |  |  |  |  |  |  |  |  |  |  |  |
|                                                         |                                                         |                                                         |                                                         |                                                         |                                                         |  |  |                                                               |                                                               |                                                               |                                                               |                                                               |                                                               |  |  |                                                              |                                                              |                                                              |                                                              |                                                              |                                                              |  |  |                                                                     |                                                                     |                                                                     |                                                                     |                                                                     |                                                                     |                                                       |                                                       |                                                                      |                                                                      |                                                                      |                                                                      |                                                                      |                                                                      |                                                            |                                                            |                                                                     |                                                                     |                                                                     |                                                                     |                                                                     |                                                                     |                    |  |                                                        |                                                        |                                                        |                                                        |                                                        |                                                        |  |  |                                                                      |                                                                      |                                                                      |                                                                      |                                                                      |                                                                      |  |  |                                                                       |                                                                       |                                                                       |                                                                       |                                                                       |                                                                       |  |  |                                                                     |                                                                     |                                                                     |                                                                     |                                                                     |                                                                     |  |  |  |  |  |  |  |  |  |  |  |  |  |  |  |  |  |  |  |  |  |  |  |  |
|                                                         |                                                         |                                                         |                                                         |                                                         |                                                         |  |  | Isabel Nữ Thân vương xứ Asturias 1851–1931                    | Isabel Nữ Thân vương xứ Asturias 1851–1931                    | Isabel Nữ Thân vương xứ Asturias 1851–1931                    | Isabel Nữ Thân vương xứ Asturias 1851–1931                    | Isabel Nữ Thân vương xứ Asturias 1851–1931                    | Isabel Nữ Thân vương xứ Asturias 1851–1931                    |  |  | Gaetano Bá tước xứ Girgenti 1846–1871                        | Gaetano Bá tước xứ Girgenti 1846–1871                        | Gaetano Bá tước xứ Girgenti 1846–1871                        | Gaetano Bá tước xứ Girgenti 1846–1871                        | Gaetano Bá tước xứ Girgenti 1846–1871                        | Gaetano Bá tước xứ Girgenti 1846–1871                        |  |  |                                                                     |                                                                     |                                                                     |                                                                     |                                                                     |                                                                     |                                                       |                                                       |                                                                      |                                                                      |                                                                      |                                                                      |                                                                      |                                                                      |                                                            |                                                            | María Isabel của Orléans 1848–1919                                  | María Isabel của Orléans 1848–1919                                  | María Isabel của Orléans 1848–1919                                  | María Isabel của Orléans 1848–1919                                  | María Isabel của Orléans 1848–1919                                  | María Isabel của Orléans 1848–1919                                  |                    |  | Philippe Bá tước xứ Paris 1838–1894                    | Philippe Bá tước xứ Paris 1838–1894                    | Philippe Bá tước xứ Paris 1838–1894                    | Philippe Bá tước xứ Paris 1838–1894                    | Philippe Bá tước xứ Paris 1838–1894                    | Philippe Bá tước xứ Paris 1838–1894                    |  |  | Leopold Salvator Đại vương công Áo 1863–1931                         | Leopold Salvator Đại vương công Áo 1863–1931                         | Leopold Salvator Đại vương công Áo 1863–1931                         | Leopold Salvator Đại vương công Áo 1863–1931                         | Leopold Salvator Đại vương công Áo 1863–1931                         | Leopold Salvator Đại vương công Áo 1863–1931                         |  |  | Blanca Đại vương công phu nhân Áo 1868–1949                           | Blanca Đại vương công phu nhân Áo 1868–1949                           | Blanca Đại vương công phu nhân Áo 1868–1949                           | Blanca Đại vương công phu nhân Áo 1868–1949                           | Blanca Đại vương công phu nhân Áo 1868–1949                           | Blanca Đại vương công phu nhân Áo 1868–1949                           |  |  | Jaime Công tước xứ Madrid 1870–1931                                 | Jaime Công tước xứ Madrid 1870–1931                                 | Jaime Công tước xứ Madrid 1870–1931                                 | Jaime Công tước xứ Madrid 1870–1931                                 | Jaime Công tước xứ Madrid 1870–1931                                 | Jaime Công tước xứ Madrid 1870–1931                                 |  |  |  |  |  |  |  |  |  |  |  |  |  |  |  |  |  |  |  |  |  |  |  |  |
|                                                         |                                                         |                                                         |                                                         |                                                         |                                                         |  |  | Isabel Nữ Thân vương xứ Asturias 1851–1931                    | Isabel Nữ Thân vương xứ Asturias 1851–1931                    | Isabel Nữ Thân vương xứ Asturias 1851–1931                    | Isabel Nữ Thân vương xứ Asturias 1851–1931                    | Isabel Nữ Thân vương xứ Asturias 1851–1931                    | Isabel Nữ Thân vương xứ Asturias 1851–1931                    |  |  | Gaetano Bá tước xứ Girgenti 1846–1871                        | Gaetano Bá tước xứ Girgenti 1846–1871                        | Gaetano Bá tước xứ Girgenti 1846–1871                        | Gaetano Bá tước xứ Girgenti 1846–1871                        | Gaetano Bá tước xứ Girgenti 1846–1871                        | Gaetano Bá tước xứ Girgenti 1846–1871                        |  |  |                                                                     |                                                                     |                                                                     |                                                                     |                                                                     |                                                                     |                                                       |                                                       |                                                                      |                                                                      |                                                                      |                                                                      |                                                                      |                                                                      |                                                            |                                                            | María Isabel của Orléans 1848–1919                                  | María Isabel của Orléans 1848–1919                                  | María Isabel của Orléans 1848–1919                                  | María Isabel của Orléans 1848–1919                                  | María Isabel của Orléans 1848–1919                                  | María Isabel của Orléans 1848–1919                                  |                    |  | Philippe Bá tước xứ Paris 1838–1894                    | Philippe Bá tước xứ Paris 1838–1894                    | Philippe Bá tước xứ Paris 1838–1894                    | Philippe Bá tước xứ Paris 1838–1894                    | Philippe Bá tước xứ Paris 1838–1894                    | Philippe Bá tước xứ Paris 1838–1894                    |  |  | Leopold Salvator Đại vương công Áo 1863–1931                         | Leopold Salvator Đại vương công Áo 1863–1931                         | Leopold Salvator Đại vương công Áo 1863–1931                         | Leopold Salvator Đại vương công Áo 1863–1931                         | Leopold Salvator Đại vương công Áo 1863–1931                         | Leopold Salvator Đại vương công Áo 1863–1931                         |  |  | Blanca Đại vương công phu nhân Áo 1868–1949                           | Blanca Đại vương công phu nhân Áo 1868–1949                           | Blanca Đại vương công phu nhân Áo 1868–1949                           | Blanca Đại vương công phu nhân Áo 1868–1949                           | Blanca Đại vương công phu nhân Áo 1868–1949                           | Blanca Đại vương công phu nhân Áo 1868–1949                           |  |  | Jaime Công tước xứ Madrid 1870–1931                                 | Jaime Công tước xứ Madrid 1870–1931                                 | Jaime Công tước xứ Madrid 1870–1931                                 | Jaime Công tước xứ Madrid 1870–1931                                 | Jaime Công tước xứ Madrid 1870–1931                                 | Jaime Công tước xứ Madrid 1870–1931                                 |  |  |  |  |  |  |  |  |  |  |  |  |  |  |  |  |  |  |  |  |  |  |  |  |
|                                                         |                                                         |                                                         |                                                         |                                                         |                                                         |  |  |                                                               |                                                               |                                                               |                                                               |                                                               |                                                               |  |  |                                                              |                                                              |                                                              |                                                              |                                                              |                                                              |  |  |                                                                     |                                                                     |                                                                     |                                                                     |                                                                     |                                                                     |                                                       |                                                       |                                                                      |                                                                      |                                                                      |                                                                      |                                                                      |                                                                      |                                                            |                                                            |                                                                     |                                                                     |                                                                     |                                                                     |                                                                     |                                                                     |                    |  |                                                        |                                                        |                                                        |                                                        |                                                        |                                                        |  |  |                                                                      |                                                                      |                                                                      |                                                                      |                                                                      |                                                                      |  |  |                                                                       |                                                                       |                                                                       |                                                                       |                                                                       |                                                                       |  |  |                                                                     |                                                                     |                                                                     |                                                                     |                                                                     |                                                                     |  |  |  |  |  |  |  |  |  |  |  |  |  |  |  |  |  |  |  |  |  |  |  |  |
|                                                         |                                                         |                                                         |                                                         |                                                         |                                                         |  |  |                                                               |                                                               |                                                               |                                                               |                                                               |                                                               |  |  |                                                              |                                                              |                                                              |                                                              |                                                              |                                                              |  |  |                                                                     |                                                                     |                                                                     |                                                                     |                                                                     |                                                                     |                                                       |                                                       |                                                                      |                                                                      |                                                                      |                                                                      |                                                                      |                                                                      |                                                            |                                                            |                                                                     |                                                                     |                                                                     |                                                                     |                                                                     |                                                                     |                    |  |                                                        |                                                        |                                                        |                                                        |                                                        |                                                        |  |  |                                                                      |                                                                      |                                                                      |                                                                      |                                                                      |                                                                      |  |  |                                                                       |                                                                       |                                                                       |                                                                       |                                                                       |                                                                       |  |  |                                                                     |                                                                     |                                                                     |                                                                     |                                                                     |                                                                     |  |  |  |  |  |  |  |  |  |  |  |  |  |  |  |  |  |  |  |  |  |  |  |  |
| Ferdinand xứ Bayern 1884–1958                           | Ferdinand xứ Bayern 1884–1958                           | Ferdinand xứ Bayern 1884–1958                           | Ferdinand xứ Bayern 1884–1958                           | Ferdinand xứ Bayern 1884–1958                           | Ferdinand xứ Bayern 1884–1958                           |  |  | María Teresa của Tây Ban Nha 1882–1912                        | María Teresa của Tây Ban Nha 1882–1912                        | María Teresa của Tây Ban Nha 1882–1912                        | María Teresa của Tây Ban Nha 1882–1912                        | María Teresa của Tây Ban Nha 1882–1912                        | María Teresa của Tây Ban Nha 1882–1912                        |  |  | Victoria của Battenberg 1887–1969                            | Victoria của Battenberg 1887–1969                            | Victoria của Battenberg 1887–1969                            | Victoria của Battenberg 1887–1969                            | Victoria của Battenberg 1887–1969                            | Victoria của Battenberg 1887–1969                            |  |  | Alfonso XIII Vua của Tây Ban Nha 1886-1941 lên ngôi 1886-1931       | Alfonso XIII Vua của Tây Ban Nha 1886-1941 lên ngôi 1886-1931       | Alfonso XIII Vua của Tây Ban Nha 1886-1941 lên ngôi 1886-1931       | Alfonso XIII Vua của Tây Ban Nha 1886-1941 lên ngôi 1886-1931       | Alfonso XIII Vua của Tây Ban Nha 1886-1941 lên ngôi 1886-1931       | Alfonso XIII Vua của Tây Ban Nha 1886-1941 lên ngôi 1886-1931       |                                                       |                                                       | Mercedes Nữ Thân vương xứ Asturias 1880–1904                         | Mercedes Nữ Thân vương xứ Asturias 1880–1904                         | Mercedes Nữ Thân vương xứ Asturias 1880–1904                         | Mercedes Nữ Thân vương xứ Asturias 1880–1904                         | Mercedes Nữ Thân vương xứ Asturias 1880–1904                         | Mercedes Nữ Thân vương xứ Asturias 1880–1904                         |                                                            |                                                            | Carlo của Hai Sicilie 1870–1949                                     | Carlo của Hai Sicilie 1870–1949                                     | Carlo của Hai Sicilie 1870–1949                                     | Carlo của Hai Sicilie 1870–1949                                     | Carlo của Hai Sicilie 1870–1949                                     | Carlo của Hai Sicilie 1870–1949                                     |                    |  | Louise của Orléans 1882–1958                           | Louise của Orléans 1882–1958                           | Louise của Orléans 1882–1958                           | Louise của Orléans 1882–1958                           | Louise của Orléans 1882–1958                           | Louise của Orléans 1882–1958                           |  |  | Anton Đại vương công Áo 1901–1987                                    | Anton Đại vương công Áo 1901–1987                                    | Anton Đại vương công Áo 1901–1987                                    | Anton Đại vương công Áo 1901–1987                                    | Anton Đại vương công Áo 1901–1987                                    | Anton Đại vương công Áo 1901–1987                                    |  |  | Franz Josef Đại vương công Áo 1905–1975                               | Franz Josef Đại vương công Áo 1905–1975                               | Franz Josef Đại vương công Áo 1905–1975                               | Franz Josef Đại vương công Áo 1905–1975                               | Franz Josef Đại vương công Áo 1905–1975                               | Franz Josef Đại vương công Áo 1905–1975                               |  |  | Karl Pius Đại vương công Áo 1909–1953                               | Karl Pius Đại vương công Áo 1909–1953                               | Karl Pius Đại vương công Áo 1909–1953                               | Karl Pius Đại vương công Áo 1909–1953                               | Karl Pius Đại vương công Áo 1909–1953                               | Karl Pius Đại vương công Áo 1909–1953                               |  |  |  |  |  |  |  |  |  |  |  |  |  |  |  |  |  |  |  |  |  |  |  |  |
| Ferdinand xứ Bayern 1884–1958                           | Ferdinand xứ Bayern 1884–1958                           | Ferdinand xứ Bayern 1884–1958                           | Ferdinand xứ Bayern 1884–1958                           | Ferdinand xứ Bayern 1884–1958                           | Ferdinand xứ Bayern 1884–1958                           |  |  | María Teresa của Tây Ban Nha 1882–1912                        | María Teresa của Tây Ban Nha 1882–1912                        | María Teresa của Tây Ban Nha 1882–1912                        | María Teresa của Tây Ban Nha 1882–1912                        | María Teresa của Tây Ban Nha 1882–1912                        | María Teresa của Tây Ban Nha 1882–1912                        |  |  | Victoria của Battenberg 1887–1969                            | Victoria của Battenberg 1887–1969                            | Victoria của Battenberg 1887–1969                            | Victoria của Battenberg 1887–1969                            | Victoria của Battenberg 1887–1969                            | Victoria của Battenberg 1887–1969                            |  |  | Alfonso XIII Vua của Tây Ban Nha 1886-1941 lên ngôi 1886-1931       | Alfonso XIII Vua của Tây Ban Nha 1886-1941 lên ngôi 1886-1931       | Alfonso XIII Vua của Tây Ban Nha 1886-1941 lên ngôi 1886-1931       | Alfonso XIII Vua của Tây Ban Nha 1886-1941 lên ngôi 1886-1931       | Alfonso XIII Vua của Tây Ban Nha 1886-1941 lên ngôi 1886-1931       | Alfonso XIII Vua của Tây Ban Nha 1886-1941 lên ngôi 1886-1931       |                                                       |                                                       | Mercedes Nữ Thân vương xứ Asturias 1880–1904                         | Mercedes Nữ Thân vương xứ Asturias 1880–1904                         | Mercedes Nữ Thân vương xứ Asturias 1880–1904                         | Mercedes Nữ Thân vương xứ Asturias 1880–1904                         | Mercedes Nữ Thân vương xứ Asturias 1880–1904                         | Mercedes Nữ Thân vương xứ Asturias 1880–1904                         |                                                            |                                                            | Carlo của Hai Sicilie 1870–1949                                     | Carlo của Hai Sicilie 1870–1949                                     | Carlo của Hai Sicilie 1870–1949                                     | Carlo của Hai Sicilie 1870–1949                                     | Carlo của Hai Sicilie 1870–1949                                     | Carlo của Hai Sicilie 1870–1949                                     |                    |  | Louise của Orléans 1882–1958                           | Louise của Orléans 1882–1958                           | Louise của Orléans 1882–1958                           | Louise của Orléans 1882–1958                           | Louise của Orléans 1882–1958                           | Louise của Orléans 1882–1958                           |  |  | Anton Đại vương công Áo 1901–1987                                    | Anton Đại vương công Áo 1901–1987                                    | Anton Đại vương công Áo 1901–1987                                    | Anton Đại vương công Áo 1901–1987                                    | Anton Đại vương công Áo 1901–1987                                    | Anton Đại vương công Áo 1901–1987                                    |  |  | Franz Josef Đại vương công Áo 1905–1975                               | Franz Josef Đại vương công Áo 1905–1975                               | Franz Josef Đại vương công Áo 1905–1975                               | Franz Josef Đại vương công Áo 1905–1975                               | Franz Josef Đại vương công Áo 1905–1975                               | Franz Josef Đại vương công Áo 1905–1975                               |  |  | Karl Pius Đại vương công Áo 1909–1953                               | Karl Pius Đại vương công Áo 1909–1953                               | Karl Pius Đại vương công Áo 1909–1953                               | Karl Pius Đại vương công Áo 1909–1953                               | Karl Pius Đại vương công Áo 1909–1953                               | Karl Pius Đại vương công Áo 1909–1953                               |  |  |  |  |  |  |  |  |  |  |  |  |  |  |  |  |  |  |  |  |  |  |  |  |
|                                                         |                                                         |                                                         |                                                         |                                                         |                                                         |  |  |                                                               |                                                               |                                                               |                                                               |                                                               |                                                               |  |  |                                                              |                                                              |                                                              |                                                              |                                                              |                                                              |  |  |                                                                     |                                                                     |                                                                     |                                                                     |                                                                     |                                                                     |                                                       |                                                       |                                                                      |                                                                      |                                                                      |                                                                      |                                                                      |                                                                      |                                                            |                                                            |                                                                     |                                                                     |                                                                     |                                                                     |                                                                     |                                                                     |                    |  |                                                        |                                                        |                                                        |                                                        |                                                        |                                                        |  |  |                                                                      |                                                                      |                                                                      |                                                                      |                                                                      |                                                                      |  |  |                                                                       |                                                                       |                                                                       |                                                                       |                                                                       |                                                                       |  |  |                                                                     |                                                                     |                                                                     |                                                                     |                                                                     |                                                                     |  |  |  |  |  |  |  |  |  |  |  |  |  |  |  |  |  |  |  |  |  |  |  |  |
|                                                         |                                                         |                                                         |                                                         |                                                         |                                                         |  |  |                                                               |                                                               |                                                               |                                                               |                                                               |                                                               |  |  |                                                              |                                                              |                                                              |                                                              |                                                              |                                                              |  |  |                                                                     |                                                                     |                                                                     |                                                                     |                                                                     |                                                                     |                                                       |                                                       |                                                                      |                                                                      |                                                                      |                                                                      |                                                                      |                                                                      |                                                            |                                                            |                                                                     |                                                                     |                                                                     |                                                                     |                                                                     |                                                                     |                    |  |                                                        |                                                        |                                                        |                                                        |                                                        |                                                        |  |  |                                                                      |                                                                      |                                                                      |                                                                      |                                                                      |                                                                      |  |  |                                                                       |                                                                       |                                                                       |                                                                       |                                                                       |                                                                       |  |  |                                                                     |                                                                     |                                                                     |                                                                     |                                                                     |                                                                     |  |  |  |  |  |  |  |  |  |  |  |  |  |  |  |  |  |  |  |  |  |  |  |  |
|                                                         |                                                         |                                                         |                                                         |                                                         |                                                         |  |  |                                                               |                                                               |                                                               |                                                               |                                                               |                                                               |  |  |                                                              |                                                              |                                                              |                                                              |                                                              |                                                              |  |  |                                                                     |                                                                     |                                                                     |                                                                     |                                                                     |                                                                     |                                                       |                                                       |                                                                      |                                                                      |                                                                      |                                                                      |                                                                      |                                                                      |                                                            |                                                            |                                                                     |                                                                     |                                                                     |                                                                     |                                                                     |                                                                     |                    |  |                                                        |                                                        |                                                        |                                                        |                                                        |                                                        |  |  |                                                                      |                                                                      |                                                                      |                                                                      |                                                                      |                                                                      |  |  |                                                                       |                                                                       |                                                                       |                                                                       |                                                                       |                                                                       |  |  |                                                                     |                                                                     |                                                                     |                                                                     |                                                                     |                                                                     |  |  |  |  |  |  |  |  |  |  |  |  |  |  |  |  |  |  |  |  |  |  |  |  |
|                                                         |                                                         |                                                         |                                                         |                                                         |                                                         |  |  |                                                               |                                                               |                                                               |                                                               |                                                               |                                                               |  |  |                                                              |                                                              |                                                              |                                                              |                                                              |                                                              |  |  |                                                                     |                                                                     |                                                                     |                                                                     |                                                                     |                                                                     |                                                       |                                                       |                                                                      |                                                                      |                                                                      |                                                                      |                                                                      |                                                                      |                                                            |                                                            |                                                                     |                                                                     |                                                                     |                                                                     |                                                                     |                                                                     |                    |  |                                                        |                                                        |                                                        |                                                        |                                                        |                                                        |  |  |                                                                      |                                                                      |                                                                      |                                                                      |                                                                      |                                                                      |  |  |                                                                       |                                                                       |                                                                       |                                                                       |                                                                       |                                                                       |  |  |                                                                     |                                                                     |                                                                     |                                                                     |                                                                     |                                                                     |  |  |  |  |  |  |  |  |  |  |  |  |  |  |  |  |  |  |  |  |  |  |  |  |
| Edelmira Bá tước phu nhân xứ Covadonga 1906–1994        | Edelmira Bá tước phu nhân xứ Covadonga 1906–1994        | Edelmira Bá tước phu nhân xứ Covadonga 1906–1994        | Edelmira Bá tước phu nhân xứ Covadonga 1906–1994        | Edelmira Bá tước phu nhân xứ Covadonga 1906–1994        | Edelmira Bá tước phu nhân xứ Covadonga 1906–1994        |  |  | Alfonso Thân vương xứ Asturias 1907–1938                      | Alfonso Thân vương xứ Asturias 1907–1938                      | Alfonso Thân vương xứ Asturias 1907–1938                      | Alfonso Thân vương xứ Asturias 1907–1938                      | Alfonso Thân vương xứ Asturias 1907–1938                      | Alfonso Thân vương xứ Asturias 1907–1938                      |  |  | Marta Rocafort- Altuzarra 1913–1993                          | Marta Rocafort- Altuzarra 1913–1993                          | Marta Rocafort- Altuzarra 1913–1993                          | Marta Rocafort- Altuzarra 1913–1993                          | Marta Rocafort- Altuzarra 1913–1993                          | Marta Rocafort- Altuzarra 1913–1993                          |  |  | Jaime Công tước xứ Segovia Người đòi ngôi hợp pháp 1908–1975        | Jaime Công tước xứ Segovia Người đòi ngôi hợp pháp 1908–1975        | Jaime Công tước xứ Segovia Người đòi ngôi hợp pháp 1908–1975        | Jaime Công tước xứ Segovia Người đòi ngôi hợp pháp 1908–1975        | Jaime Công tước xứ Segovia Người đòi ngôi hợp pháp 1908–1975        | Jaime Công tước xứ Segovia Người đòi ngôi hợp pháp 1908–1975        |                                                       |                                                       | Beatriz của Tây Ban Nha 1909–2002                                    | Beatriz của Tây Ban Nha 1909–2002                                    | Beatriz của Tây Ban Nha 1909–2002                                    | Beatriz của Tây Ban Nha 1909–2002                                    | Beatriz của Tây Ban Nha 1909–2002                                    | Beatriz của Tây Ban Nha 1909–2002                                    |                                                            |                                                            | Alessandro Torlonia xứ Civitella-Cesi 1911–1986                     | Alessandro Torlonia xứ Civitella-Cesi 1911–1986                     | Alessandro Torlonia xứ Civitella-Cesi 1911–1986                     | Alessandro Torlonia xứ Civitella-Cesi 1911–1986                     | Alessandro Torlonia xứ Civitella-Cesi 1911–1986                     | Alessandro Torlonia xứ Civitella-Cesi 1911–1986                     |                    |  | María Mercedes xứ Bourbon y Orléans 1910–2000          | María Mercedes xứ Bourbon y Orléans 1910–2000          | María Mercedes xứ Bourbon y Orléans 1910–2000          | María Mercedes xứ Bourbon y Orléans 1910–2000          | María Mercedes xứ Bourbon y Orléans 1910–2000          | María Mercedes xứ Bourbon y Orléans 1910–2000          |  |  | Juan của Tây Ban Nha Bá tước xứ Barcelona 1913–1993                  | Juan của Tây Ban Nha Bá tước xứ Barcelona 1913–1993                  | Juan của Tây Ban Nha Bá tước xứ Barcelona 1913–1993                  | Juan của Tây Ban Nha Bá tước xứ Barcelona 1913–1993                  | Juan của Tây Ban Nha Bá tước xứ Barcelona 1913–1993                  | Juan của Tây Ban Nha Bá tước xứ Barcelona 1913–1993                  |  |  | María Cristina Bá tước phu nhân xứ Marone 1911–1996                   | María Cristina Bá tước phu nhân xứ Marone 1911–1996                   | María Cristina Bá tước phu nhân xứ Marone 1911–1996                   | María Cristina Bá tước phu nhân xứ Marone 1911–1996                   | María Cristina Bá tước phu nhân xứ Marone 1911–1996                   | María Cristina Bá tước phu nhân xứ Marone 1911–1996                   |  |  | Gonzalo của Tây Ban Nha 1914–1934                                   | Gonzalo của Tây Ban Nha 1914–1934                                   | Gonzalo của Tây Ban Nha 1914–1934                                   | Gonzalo của Tây Ban Nha 1914–1934                                   | Gonzalo của Tây Ban Nha 1914–1934                                   | Gonzalo của Tây Ban Nha 1914–1934                                   |  |  |  |  |  |  |  |  |  |  |  |  |  |  |  |  |  |  |  |  |  |  |  |  |
| Edelmira Bá tước phu nhân xứ Covadonga 1906–1994        | Edelmira Bá tước phu nhân xứ Covadonga 1906–1994        | Edelmira Bá tước phu nhân xứ Covadonga 1906–1994        | Edelmira Bá tước phu nhân xứ Covadonga 1906–1994        | Edelmira Bá tước phu nhân xứ Covadonga 1906–1994        | Edelmira Bá tước phu nhân xứ Covadonga 1906–1994        |  |  | Alfonso Thân vương xứ Asturias 1907–1938                      | Alfonso Thân vương xứ Asturias 1907–1938                      | Alfonso Thân vương xứ Asturias 1907–1938                      | Alfonso Thân vương xứ Asturias 1907–1938                      | Alfonso Thân vương xứ Asturias 1907–1938                      | Alfonso Thân vương xứ Asturias 1907–1938                      |  |  | Marta Rocafort- Altuzarra 1913–1993                          | Marta Rocafort- Altuzarra 1913–1993                          | Marta Rocafort- Altuzarra 1913–1993                          | Marta Rocafort- Altuzarra 1913–1993                          | Marta Rocafort- Altuzarra 1913–1993                          | Marta Rocafort- Altuzarra 1913–1993                          |  |  | Jaime Công tước xứ Segovia Người đòi ngôi hợp pháp 1908–1975        | Jaime Công tước xứ Segovia Người đòi ngôi hợp pháp 1908–1975        | Jaime Công tước xứ Segovia Người đòi ngôi hợp pháp 1908–1975        | Jaime Công tước xứ Segovia Người đòi ngôi hợp pháp 1908–1975        | Jaime Công tước xứ Segovia Người đòi ngôi hợp pháp 1908–1975        | Jaime Công tước xứ Segovia Người đòi ngôi hợp pháp 1908–1975        |                                                       |                                                       | Beatriz của Tây Ban Nha 1909–2002                                    | Beatriz của Tây Ban Nha 1909–2002                                    | Beatriz của Tây Ban Nha 1909–2002                                    | Beatriz của Tây Ban Nha 1909–2002                                    | Beatriz của Tây Ban Nha 1909–2002                                    | Beatriz của Tây Ban Nha 1909–2002                                    |                                                            |                                                            | Alessandro Torlonia xứ Civitella-Cesi 1911–1986                     | Alessandro Torlonia xứ Civitella-Cesi 1911–1986                     | Alessandro Torlonia xứ Civitella-Cesi 1911–1986                     | Alessandro Torlonia xứ Civitella-Cesi 1911–1986                     | Alessandro Torlonia xứ Civitella-Cesi 1911–1986                     | Alessandro Torlonia xứ Civitella-Cesi 1911–1986                     |                    |  | María Mercedes xứ Bourbon y Orléans 1910–2000          | María Mercedes xứ Bourbon y Orléans 1910–2000          | María Mercedes xứ Bourbon y Orléans 1910–2000          | María Mercedes xứ Bourbon y Orléans 1910–2000          | María Mercedes xứ Bourbon y Orléans 1910–2000          | María Mercedes xứ Bourbon y Orléans 1910–2000          |  |  | Juan của Tây Ban Nha Bá tước xứ Barcelona 1913–1993                  | Juan của Tây Ban Nha Bá tước xứ Barcelona 1913–1993                  | Juan của Tây Ban Nha Bá tước xứ Barcelona 1913–1993                  | Juan của Tây Ban Nha Bá tước xứ Barcelona 1913–1993                  | Juan của Tây Ban Nha Bá tước xứ Barcelona 1913–1993                  | Juan của Tây Ban Nha Bá tước xứ Barcelona 1913–1993                  |  |  | María Cristina Bá tước phu nhân xứ Marone 1911–1996                   | María Cristina Bá tước phu nhân xứ Marone 1911–1996                   | María Cristina Bá tước phu nhân xứ Marone 1911–1996                   | María Cristina Bá tước phu nhân xứ Marone 1911–1996                   | María Cristina Bá tước phu nhân xứ Marone 1911–1996                   | María Cristina Bá tước phu nhân xứ Marone 1911–1996                   |  |  | Gonzalo của Tây Ban Nha 1914–1934                                   | Gonzalo của Tây Ban Nha 1914–1934                                   | Gonzalo của Tây Ban Nha 1914–1934                                   | Gonzalo của Tây Ban Nha 1914–1934                                   | Gonzalo của Tây Ban Nha 1914–1934                                   | Gonzalo của Tây Ban Nha 1914–1934                                   |  |  |  |  |  |  |  |  |  |  |  |  |  |  |  |  |  |  |  |  |  |  |  |  |
|                                                         |                                                         |                                                         |                                                         |                                                         |                                                         |  |  |                                                               |                                                               |                                                               |                                                               |                                                               |                                                               |  |  |                                                              |                                                              |                                                              |                                                              |                                                              |                                                              |  |  |                                                                     |                                                                     |                                                                     |                                                                     |                                                                     |                                                                     |                                                       |                                                       |                                                                      |                                                                      |                                                                      |                                                                      |                                                                      |                                                                      |                                                            |                                                            |                                                                     |                                                                     |                                                                     |                                                                     |                                                                     |                                                                     |                    |  |                                                        |                                                        |                                                        |                                                        |                                                        |                                                        |  |  |                                                                      |                                                                      |                                                                      |                                                                      |                                                                      |                                                                      |  |  |                                                                       |                                                                       |                                                                       |                                                                       |                                                                       |                                                                       |  |  |                                                                     |                                                                     |                                                                     |                                                                     |                                                                     |                                                                     |  |  |  |  |  |  |  |  |  |  |  |  |  |  |  |  |  |  |  |  |  |  |  |  |
|                                                         |                                                         |                                                         |                                                         |                                                         |                                                         |  |  |                                                               |                                                               |                                                               |                                                               |                                                               |                                                               |  |  |                                                              |                                                              |                                                              |                                                              |                                                              |                                                              |  |  |                                                                     |                                                                     |                                                                     |                                                                     |                                                                     |                                                                     |                                                       |                                                       |                                                                      |                                                                      |                                                                      |                                                                      |                                                                      |                                                                      |                                                            |                                                            |                                                                     |                                                                     |                                                                     |                                                                     |                                                                     |                                                                     |                    |  |                                                        |                                                        |                                                        |                                                        |                                                        |                                                        |  |  |                                                                      |                                                                      |                                                                      |                                                                      |                                                                      |                                                                      |  |  |                                                                       |                                                                       |                                                                       |                                                                       |                                                                       |                                                                       |  |  |                                                                     |                                                                     |                                                                     |                                                                     |                                                                     |                                                                     |  |  |  |  |  |  |  |  |  |  |  |  |  |  |  |  |  |  |  |  |  |  |  |  |
| Alfonso Công tước xứ Anjou and Cádiz 1936–1989          | Alfonso Công tước xứ Anjou and Cádiz 1936–1989          | Alfonso Công tước xứ Anjou and Cádiz 1936–1989          | Alfonso Công tước xứ Anjou and Cádiz 1936–1989          | Alfonso Công tước xứ Anjou and Cádiz 1936–1989          | Alfonso Công tước xứ Anjou and Cádiz 1936–1989          |  |  | Gonzalo Công tước xứ Aquitaine 1937–2000                      | Gonzalo Công tước xứ Aquitaine 1937–2000                      | Gonzalo Công tước xứ Aquitaine 1937–2000                      | Gonzalo Công tước xứ Aquitaine 1937–2000                      | Gonzalo Công tước xứ Aquitaine 1937–2000                      | Gonzalo Công tước xứ Aquitaine 1937–2000                      |  |  |                                                              |                                                              |                                                              |                                                              |                                                              |                                                              |  |  | Luis Gómez-Acebo 1934–1991                                          | Luis Gómez-Acebo 1934–1991                                          | Luis Gómez-Acebo 1934–1991                                          | Luis Gómez-Acebo 1934–1991                                          | Luis Gómez-Acebo 1934–1991                                          | Luis Gómez-Acebo 1934–1991                                          |                                                       |                                                       | Pilar Nữ Bá tước xứ Badajoz 1936–2020                                | Pilar Nữ Bá tước xứ Badajoz 1936–2020                                | Pilar Nữ Bá tước xứ Badajoz 1936–2020                                | Pilar Nữ Bá tước xứ Badajoz 1936–2020                                | Pilar Nữ Bá tước xứ Badajoz 1936–2020                                | Pilar Nữ Bá tước xứ Badajoz 1936–2020                                |                                                            |                                                            | Juan Carlos I Vua của Tây Ban Nha 1938– lên ngôi 1975–2014          | Juan Carlos I Vua của Tây Ban Nha 1938– lên ngôi 1975–2014          | Juan Carlos I Vua của Tây Ban Nha 1938– lên ngôi 1975–2014          | Juan Carlos I Vua của Tây Ban Nha 1938– lên ngôi 1975–2014          | Juan Carlos I Vua của Tây Ban Nha 1938– lên ngôi 1975–2014          | Juan Carlos I Vua của Tây Ban Nha 1938– lên ngôi 1975–2014          |                    |  | Sofía của Hy Lạp 1938–                                 | Sofía của Hy Lạp 1938–                                 | Sofía của Hy Lạp 1938–                                 | Sofía của Hy Lạp 1938–                                 | Sofía của Hy Lạp 1938–                                 | Sofía của Hy Lạp 1938–                                 |  |  | Carlos Zurita Công tước xứ Soria 1943–                               | Carlos Zurita Công tước xứ Soria 1943–                               | Carlos Zurita Công tước xứ Soria 1943–                               | Carlos Zurita Công tước xứ Soria 1943–                               | Carlos Zurita Công tước xứ Soria 1943–                               | Carlos Zurita Công tước xứ Soria 1943–                               |  |  | Margarita Công tước phu nhân xứ Soria 1939–                           | Margarita Công tước phu nhân xứ Soria 1939–                           | Margarita Công tước phu nhân xứ Soria 1939–                           | Margarita Công tước phu nhân xứ Soria 1939–                           | Margarita Công tước phu nhân xứ Soria 1939–                           | Margarita Công tước phu nhân xứ Soria 1939–                           |  |  | Alfonso của Tây Ban Nha 1941–1956                                   | Alfonso của Tây Ban Nha 1941–1956                                   | Alfonso của Tây Ban Nha 1941–1956                                   | Alfonso của Tây Ban Nha 1941–1956                                   | Alfonso của Tây Ban Nha 1941–1956                                   | Alfonso của Tây Ban Nha 1941–1956                                   |  |  |  |  |  |  |  |  |  |  |  |  |  |  |  |  |  |  |  |  |  |  |  |  |
| Alfonso Công tước xứ Anjou and Cádiz 1936–1989          | Alfonso Công tước xứ Anjou and Cádiz 1936–1989          | Alfonso Công tước xứ Anjou and Cádiz 1936–1989          | Alfonso Công tước xứ Anjou and Cádiz 1936–1989          | Alfonso Công tước xứ Anjou and Cádiz 1936–1989          | Alfonso Công tước xứ Anjou and Cádiz 1936–1989          |  |  | Gonzalo Công tước xứ Aquitaine 1937–2000                      | Gonzalo Công tước xứ Aquitaine 1937–2000                      | Gonzalo Công tước xứ Aquitaine 1937–2000                      | Gonzalo Công tước xứ Aquitaine 1937–2000                      | Gonzalo Công tước xứ Aquitaine 1937–2000                      | Gonzalo Công tước xứ Aquitaine 1937–2000                      |  |  |                                                              |                                                              |                                                              |                                                              |                                                              |                                                              |  |  | Luis Gómez-Acebo 1934–1991                                          | Luis Gómez-Acebo 1934–1991                                          | Luis Gómez-Acebo 1934–1991                                          | Luis Gómez-Acebo 1934–1991                                          | Luis Gómez-Acebo 1934–1991                                          | Luis Gómez-Acebo 1934–1991                                          |                                                       |                                                       | Pilar Nữ Bá tước xứ Badajoz 1936–2020                                | Pilar Nữ Bá tước xứ Badajoz 1936–2020                                | Pilar Nữ Bá tước xứ Badajoz 1936–2020                                | Pilar Nữ Bá tước xứ Badajoz 1936–2020                                | Pilar Nữ Bá tước xứ Badajoz 1936–2020                                | Pilar Nữ Bá tước xứ Badajoz 1936–2020                                |                                                            |                                                            | Juan Carlos I Vua của Tây Ban Nha 1938– lên ngôi 1975–2014          | Juan Carlos I Vua của Tây Ban Nha 1938– lên ngôi 1975–2014          | Juan Carlos I Vua của Tây Ban Nha 1938– lên ngôi 1975–2014          | Juan Carlos I Vua của Tây Ban Nha 1938– lên ngôi 1975–2014          | Juan Carlos I Vua của Tây Ban Nha 1938– lên ngôi 1975–2014          | Juan Carlos I Vua của Tây Ban Nha 1938– lên ngôi 1975–2014          |                    |  | Sofía của Hy Lạp 1938–                                 | Sofía của Hy Lạp 1938–                                 | Sofía của Hy Lạp 1938–                                 | Sofía của Hy Lạp 1938–                                 | Sofía của Hy Lạp 1938–                                 | Sofía của Hy Lạp 1938–                                 |  |  | Carlos Zurita Công tước xứ Soria 1943–                               | Carlos Zurita Công tước xứ Soria 1943–                               | Carlos Zurita Công tước xứ Soria 1943–                               | Carlos Zurita Công tước xứ Soria 1943–                               | Carlos Zurita Công tước xứ Soria 1943–                               | Carlos Zurita Công tước xứ Soria 1943–                               |  |  | Margarita Công tước phu nhân xứ Soria 1939–                           | Margarita Công tước phu nhân xứ Soria 1939–                           | Margarita Công tước phu nhân xứ Soria 1939–                           | Margarita Công tước phu nhân xứ Soria 1939–                           | Margarita Công tước phu nhân xứ Soria 1939–                           | Margarita Công tước phu nhân xứ Soria 1939–                           |  |  | Alfonso của Tây Ban Nha 1941–1956                                   | Alfonso của Tây Ban Nha 1941–1956                                   | Alfonso của Tây Ban Nha 1941–1956                                   | Alfonso của Tây Ban Nha 1941–1956                                   | Alfonso của Tây Ban Nha 1941–1956                                   | Alfonso của Tây Ban Nha 1941–1956                                   |  |  |  |  |  |  |  |  |  |  |  |  |  |  |  |  |  |  |  |  |  |  |  |  |
|                                                         |                                                         |                                                         |                                                         |                                                         |                                                         |  |  |                                                               |                                                               |                                                               |                                                               |                                                               |                                                               |  |  |                                                              |                                                              |                                                              |                                                              |                                                              |                                                              |  |  |                                                                     |                                                                     |                                                                     |                                                                     |                                                                     |                                                                     |                                                       |                                                       |                                                                      |                                                                      |                                                                      |                                                                      |                                                                      |                                                                      |                                                            |                                                            |                                                                     |                                                                     |                                                                     |                                                                     |                                                                     |                                                                     |                    |  |                                                        |                                                        |                                                        |                                                        |                                                        |                                                        |  |  |                                                                      |                                                                      |                                                                      |                                                                      |                                                                      |                                                                      |  |  |                                                                       |                                                                       |                                                                       |                                                                       |                                                                       |                                                                       |  |  |                                                                     |                                                                     |                                                                     |                                                                     |                                                                     |                                                                     |  |  |  |  |  |  |  |  |  |  |  |  |  |  |  |  |  |  |  |  |  |  |  |  |
|                                                         |                                                         |                                                         |                                                         |                                                         |                                                         |  |  |                                                               |                                                               |                                                               |                                                               |                                                               |                                                               |  |  |                                                              |                                                              |                                                              |                                                              |                                                              |                                                              |  |  |                                                                     |                                                                     |                                                                     |                                                                     |                                                                     |                                                                     |                                                       |                                                       |                                                                      |                                                                      |                                                                      |                                                                      |                                                                      |                                                                      |                                                            |                                                            |                                                                     |                                                                     |                                                                     |                                                                     |                                                                     |                                                                     |                    |  |                                                        |                                                        |                                                        |                                                        |                                                        |                                                        |  |  |                                                                      |                                                                      |                                                                      |                                                                      |                                                                      |                                                                      |  |  |                                                                       |                                                                       |                                                                       |                                                                       |                                                                       |                                                                       |  |  |                                                                     |                                                                     |                                                                     |                                                                     |                                                                     |                                                                     |  |  |  |  |  |  |  |  |  |  |  |  |  |  |  |  |  |  |  |  |  |  |  |  |
| Louis Alphonse Công tước xứ Anjou 1974–                 | Louis Alphonse Công tước xứ Anjou 1974–                 | Louis Alphonse Công tước xứ Anjou 1974–                 | Louis Alphonse Công tước xứ Anjou 1974–                 | Louis Alphonse Công tước xứ Anjou 1974–                 | Louis Alphonse Công tước xứ Anjou 1974–                 |  |  | Simoneta 1968–                                                | Simoneta 1968–                                                | Simoneta 1968–                                                | Simoneta 1968–                                                | Simoneta 1968–                                                | Simoneta 1968–                                                |  |  | Juan Filiberto Vis. de la Torre 1969–                        | Juan Filiberto Vis. de la Torre 1969–                        | Juan Filiberto Vis. de la Torre 1969–                        | Juan Filiberto Vis. de la Torre 1969–                        | Juan Filiberto Vis. de la Torre 1969–                        | Juan Filiberto Vis. de la Torre 1969–                        |  |  | Bruno Gómez-Acebo 1971–                                             | Bruno Gómez-Acebo 1971–                                             | Bruno Gómez-Acebo 1971–                                             | Bruno Gómez-Acebo 1971–                                             | Bruno Gómez-Acebo 1971–                                             | Bruno Gómez-Acebo 1971–                                             |                                                       |                                                       | Luis Gómez-Acebo 1973–                                               | Luis Gómez-Acebo 1973–                                               | Luis Gómez-Acebo 1973–                                               | Luis Gómez-Acebo 1973–                                               | Luis Gómez-Acebo 1973–                                               | Luis Gómez-Acebo 1973–                                               |                                                            |                                                            | Fernando Gómez-Acebo 1974–2024                                      | Fernando Gómez-Acebo 1974–2024                                      | Fernando Gómez-Acebo 1974–2024                                      | Fernando Gómez-Acebo 1974–2024                                      | Fernando Gómez-Acebo 1974–2024                                      | Fernando Gómez-Acebo 1974–2024                                      |                    |  |                                                        |                                                        |                                                        |                                                        |                                                        |                                                        |  |  | Alfonso Zurita y de Borbón 1973–                                     | Alfonso Zurita y de Borbón 1973–                                     | Alfonso Zurita y de Borbón 1973–                                     | Alfonso Zurita y de Borbón 1973–                                     | Alfonso Zurita y de Borbón 1973–                                     | Alfonso Zurita y de Borbón 1973–                                     |  |  | María Zurita y de Borbón 1975–                                        | María Zurita y de Borbón 1975–                                        | María Zurita y de Borbón 1975–                                        | María Zurita y de Borbón 1975–                                        | María Zurita y de Borbón 1975–                                        | María Zurita y de Borbón 1975–                                        |  |  |                                                                     |                                                                     |                                                                     |                                                                     |                                                                     |                                                                     |  |  |  |  |  |  |  |  |  |  |  |  |  |  |  |  |  |  |  |  |  |  |  |  |
| Louis Alphonse Công tước xứ Anjou 1974–                 | Louis Alphonse Công tước xứ Anjou 1974–                 | Louis Alphonse Công tước xứ Anjou 1974–                 | Louis Alphonse Công tước xứ Anjou 1974–                 | Louis Alphonse Công tước xứ Anjou 1974–                 | Louis Alphonse Công tước xứ Anjou 1974–                 |  |  | Simoneta 1968–                                                | Simoneta 1968–                                                | Simoneta 1968–                                                | Simoneta 1968–                                                | Simoneta 1968–                                                | Simoneta 1968–                                                |  |  | Juan Filiberto Vis. de la Torre 1969–                        | Juan Filiberto Vis. de la Torre 1969–                        | Juan Filiberto Vis. de la Torre 1969–                        | Juan Filiberto Vis. de la Torre 1969–                        | Juan Filiberto Vis. de la Torre 1969–                        | Juan Filiberto Vis. de la Torre 1969–                        |  |  | Bruno Gómez-Acebo 1971–                                             | Bruno Gómez-Acebo 1971–                                             | Bruno Gómez-Acebo 1971–                                             | Bruno Gómez-Acebo 1971–                                             | Bruno Gómez-Acebo 1971–                                             | Bruno Gómez-Acebo 1971–                                             |                                                       |                                                       | Luis Gómez-Acebo 1973–                                               | Luis Gómez-Acebo 1973–                                               | Luis Gómez-Acebo 1973–                                               | Luis Gómez-Acebo 1973–                                               | Luis Gómez-Acebo 1973–                                               | Luis Gómez-Acebo 1973–                                               |                                                            |                                                            | Fernando Gómez-Acebo 1974–2024                                      | Fernando Gómez-Acebo 1974–2024                                      | Fernando Gómez-Acebo 1974–2024                                      | Fernando Gómez-Acebo 1974–2024                                      | Fernando Gómez-Acebo 1974–2024                                      | Fernando Gómez-Acebo 1974–2024                                      |                    |  |                                                        |                                                        |                                                        |                                                        |                                                        |                                                        |  |  | Alfonso Zurita y de Borbón 1973–                                     | Alfonso Zurita y de Borbón 1973–                                     | Alfonso Zurita y de Borbón 1973–                                     | Alfonso Zurita y de Borbón 1973–                                     | Alfonso Zurita y de Borbón 1973–                                     | Alfonso Zurita y de Borbón 1973–                                     |  |  | María Zurita y de Borbón 1975–                                        | María Zurita y de Borbón 1975–                                        | María Zurita y de Borbón 1975–                                        | María Zurita y de Borbón 1975–                                        | María Zurita y de Borbón 1975–                                        | María Zurita y de Borbón 1975–                                        |  |  |                                                                     |                                                                     |                                                                     |                                                                     |                                                                     |                                                                     |  |  |  |  |  |  |  |  |  |  |  |  |  |  |  |  |  |  |  |  |  |  |  |  |
|                                                         |                                                         |                                                         |                                                         |                                                         |                                                         |  |  |                                                               |                                                               |                                                               |                                                               |                                                               |                                                               |  |  |                                                              |                                                              |                                                              |                                                              |                                                              |                                                              |  |  |                                                                     |                                                                     |                                                                     |                                                                     |                                                                     |                                                                     |                                                       |                                                       |                                                                      |                                                                      |                                                                      |                                                                      |                                                                      |                                                                      |                                                            |                                                            |                                                                     |                                                                     |                                                                     |                                                                     |                                                                     |                                                                     |                    |  |                                                        |                                                        |                                                        |                                                        |                                                        |                                                        |  |  |                                                                      |                                                                      |                                                                      |                                                                      |                                                                      |                                                                      |  |  |                                                                       |                                                                       |                                                                       |                                                                       |                                                                       |                                                                       |  |  |                                                                     |                                                                     |                                                                     |                                                                     |                                                                     |                                                                     |  |  |  |  |  |  |  |  |  |  |  |  |  |  |  |  |  |  |  |  |  |  |  |  |
| Jaime de Marichalar 1963–                               | Jaime de Marichalar 1963–                               | Jaime de Marichalar 1963–                               | Jaime de Marichalar 1963–                               | Jaime de Marichalar 1963–                               | Jaime de Marichalar 1963–                               |  |  | Elena Infanta Elena, Nữ Công tước xứ Lugo 1963–               | Elena Infanta Elena, Nữ Công tước xứ Lugo 1963–               | Elena Infanta Elena, Nữ Công tước xứ Lugo 1963–               | Elena Infanta Elena, Nữ Công tước xứ Lugo 1963–               | Elena Infanta Elena, Nữ Công tước xứ Lugo 1963–               | Elena Infanta Elena, Nữ Công tước xứ Lugo 1963–               |  |  |                                                              |                                                              |                                                              |                                                              |                                                              |                                                              |  |  | Cristina của Tây Ban Nha 1965–                                      | Cristina của Tây Ban Nha 1965–                                      | Cristina của Tây Ban Nha 1965–                                      | Cristina của Tây Ban Nha 1965–                                      | Cristina của Tây Ban Nha 1965–                                      | Cristina của Tây Ban Nha 1965–                                      |                                                       |                                                       | Iñaki Urdangarin 1968–                                               | Iñaki Urdangarin 1968–                                               | Iñaki Urdangarin 1968–                                               | Iñaki Urdangarin 1968–                                               | Iñaki Urdangarin 1968–                                               | Iñaki Urdangarin 1968–                                               |                                                            |                                                            |                                                                     |                                                                     |                                                                     |                                                                     |                                                                     |                                                                     |                    |  | Felipe VI Vua Tây ban Nha 1968– Lên ngôi 2014–         | Felipe VI Vua Tây ban Nha 1968– Lên ngôi 2014–         | Felipe VI Vua Tây ban Nha 1968– Lên ngôi 2014–         | Felipe VI Vua Tây ban Nha 1968– Lên ngôi 2014–         | Felipe VI Vua Tây ban Nha 1968– Lên ngôi 2014–         | Felipe VI Vua Tây ban Nha 1968– Lên ngôi 2014–         |  |  | Letizia của Tây Ban Nha 1972–                                        | Letizia của Tây Ban Nha 1972–                                        | Letizia của Tây Ban Nha 1972–                                        | Letizia của Tây Ban Nha 1972–                                        | Letizia của Tây Ban Nha 1972–                                        | Letizia của Tây Ban Nha 1972–                                        |  |  |                                                                       |                                                                       |                                                                       |                                                                       |                                                                       |                                                                       |  |  |                                                                     |                                                                     |                                                                     |                                                                     |                                                                     |                                                                     |  |  |  |  |  |  |  |  |  |  |  |  |  |  |  |  |  |  |  |  |  |  |  |  |
| Jaime de Marichalar 1963–                               | Jaime de Marichalar 1963–                               | Jaime de Marichalar 1963–                               | Jaime de Marichalar 1963–                               | Jaime de Marichalar 1963–                               | Jaime de Marichalar 1963–                               |  |  | Elena Infanta Elena, Nữ Công tước xứ Lugo 1963–               | Elena Infanta Elena, Nữ Công tước xứ Lugo 1963–               | Elena Infanta Elena, Nữ Công tước xứ Lugo 1963–               | Elena Infanta Elena, Nữ Công tước xứ Lugo 1963–               | Elena Infanta Elena, Nữ Công tước xứ Lugo 1963–               | Elena Infanta Elena, Nữ Công tước xứ Lugo 1963–               |  |  |                                                              |                                                              |                                                              |                                                              |                                                              |                                                              |  |  | Cristina của Tây Ban Nha 1965–                                      | Cristina của Tây Ban Nha 1965–                                      | Cristina của Tây Ban Nha 1965–                                      | Cristina của Tây Ban Nha 1965–                                      | Cristina của Tây Ban Nha 1965–                                      | Cristina của Tây Ban Nha 1965–                                      |                                                       |                                                       | Iñaki Urdangarin 1968–                                               | Iñaki Urdangarin 1968–                                               | Iñaki Urdangarin 1968–                                               | Iñaki Urdangarin 1968–                                               | Iñaki Urdangarin 1968–                                               | Iñaki Urdangarin 1968–                                               |                                                            |                                                            |                                                                     |                                                                     |                                                                     |                                                                     |                                                                     |                                                                     |                    |  | Felipe VI Vua Tây ban Nha 1968– Lên ngôi 2014–         | Felipe VI Vua Tây ban Nha 1968– Lên ngôi 2014–         | Felipe VI Vua Tây ban Nha 1968– Lên ngôi 2014–         | Felipe VI Vua Tây ban Nha 1968– Lên ngôi 2014–         | Felipe VI Vua Tây ban Nha 1968– Lên ngôi 2014–         | Felipe VI Vua Tây ban Nha 1968– Lên ngôi 2014–         |  |  | Letizia của Tây Ban Nha 1972–                                        | Letizia của Tây Ban Nha 1972–                                        | Letizia của Tây Ban Nha 1972–                                        | Letizia của Tây Ban Nha 1972–                                        | Letizia của Tây Ban Nha 1972–                                        | Letizia của Tây Ban Nha 1972–                                        |  |  |                                                                       |                                                                       |                                                                       |                                                                       |                                                                       |                                                                       |  |  |                                                                     |                                                                     |                                                                     |                                                                     |                                                                     |                                                                     |  |  |  |  |  |  |  |  |  |  |  |  |  |  |  |  |  |  |  |  |  |  |  |  |
|                                                         |                                                         |                                                         |                                                         |                                                         |                                                         |  |  |                                                               |                                                               |                                                               |                                                               |                                                               |                                                               |  |  |                                                              |                                                              |                                                              |                                                              |                                                              |                                                              |  |  |                                                                     |                                                                     |                                                                     |                                                                     |                                                                     |                                                                     |                                                       |                                                       |                                                                      |                                                                      |                                                                      |                                                                      |                                                                      |                                                                      |                                                            |                                                            |                                                                     |                                                                     |                                                                     |                                                                     |                                                                     |                                                                     |                    |  |                                                        |                                                        |                                                        |                                                        |                                                        |                                                        |  |  |                                                                      |                                                                      |                                                                      |                                                                      |                                                                      |                                                                      |  |  |                                                                       |                                                                       |                                                                       |                                                                       |                                                                       |                                                                       |  |  |                                                                     |                                                                     |                                                                     |                                                                     |                                                                     |                                                                     |  |  |  |  |  |  |  |  |  |  |  |  |  |  |  |  |  |  |  |  |  |  |  |  |
|                                                         |                                                         |                                                         |                                                         |                                                         |                                                         |  |  |                                                               |                                                               |                                                               |                                                               |                                                               |                                                               |  |  |                                                              |                                                              |                                                              |                                                              |                                                              |                                                              |  |  |                                                                     |                                                                     |                                                                     |                                                                     |                                                                     |                                                                     |                                                       |                                                       |                                                                      |                                                                      |                                                                      |                                                                      |                                                                      |                                                                      |                                                            |                                                            |                                                                     |                                                                     |                                                                     |                                                                     |                                                                     |                                                                     |                    |  |                                                        |                                                        |                                                        |                                                        |                                                        |                                                        |  |  |                                                                      |                                                                      |                                                                      |                                                                      |                                                                      |                                                                      |  |  |                                                                       |                                                                       |                                                                       |                                                                       |                                                                       |                                                                       |  |  |                                                                     |                                                                     |                                                                     |                                                                     |                                                                     |                                                                     |  |  |  |  |  |  |  |  |  |  |  |  |  |  |  |  |  |  |  |  |  |  |  |  |
| Felipe de Marichalar 1998–                              | Felipe de Marichalar 1998–                              | Felipe de Marichalar 1998–                              | Felipe de Marichalar 1998–                              | Felipe de Marichalar 1998–                              | Felipe de Marichalar 1998–                              |  |  | Victoria de Marichalar 2000–                                  | Victoria de Marichalar 2000–                                  | Victoria de Marichalar 2000–                                  | Victoria de Marichalar 2000–                                  | Victoria de Marichalar 2000–                                  | Victoria de Marichalar 2000–                                  |  |  | Juan Urdangarín y de Borbón 1999–                            | Juan Urdangarín y de Borbón 1999–                            | Juan Urdangarín y de Borbón 1999–                            | Juan Urdangarín y de Borbón 1999–                            | Juan Urdangarín y de Borbón 1999–                            | Juan Urdangarín y de Borbón 1999–                            |  |  | Pablo Urdangarín y de Borbón 2000–                                  | Pablo Urdangarín y de Borbón 2000–                                  | Pablo Urdangarín y de Borbón 2000–                                  | Pablo Urdangarín y de Borbón 2000–                                  | Pablo Urdangarín y de Borbón 2000–                                  | Pablo Urdangarín y de Borbón 2000–                                  |                                                       |                                                       | Miguel Urdangarín y de Borbón 2002–                                  | Miguel Urdangarín y de Borbón 2002–                                  | Miguel Urdangarín y de Borbón 2002–                                  | Miguel Urdangarín y de Borbón 2002–                                  | Miguel Urdangarín y de Borbón 2002–                                  | Miguel Urdangarín y de Borbón 2002–                                  |                                                            |                                                            | Irene Urdangarín y de Borbón 2005–                                  | Irene Urdangarín y de Borbón 2005–                                  | Irene Urdangarín y de Borbón 2005–                                  | Irene Urdangarín y de Borbón 2005–                                  | Irene Urdangarín y de Borbón 2005–                                  | Irene Urdangarín y de Borbón 2005–                                  |                    |  | Leonor Nữ Thân vương xứ Asturias 2005–                 | Leonor Nữ Thân vương xứ Asturias 2005–                 | Leonor Nữ Thân vương xứ Asturias 2005–                 | Leonor Nữ Thân vương xứ Asturias 2005–                 | Leonor Nữ Thân vương xứ Asturias 2005–                 | Leonor Nữ Thân vương xứ Asturias 2005–                 |  |  | Sofía của Tây Ban Nha 2007–                                          | Sofía của Tây Ban Nha 2007–                                          | Sofía của Tây Ban Nha 2007–                                          | Sofía của Tây Ban Nha 2007–                                          | Sofía của Tây Ban Nha 2007–                                          | Sofía của Tây Ban Nha 2007–                                          |  |  |                                                                       |                                                                       |                                                                       |                                                                       |                                                                       |                                                                       |  |  |                                                                     |                                                                     |                                                                     |                                                                     |                                                                     |                                                                     |  |  |  |  |  |  |  |  |  |  |  |  |  |  |  |  |  |  |  |  |  |  |  |  |